# Mallorca
|  | Aquest article tracta sobre l'illa de Mallorca. Vegeu-ne altres significats a «Mallorca (desambiguació)». |

Mallorca és una illa de la Mediterrània, la més gran de les Illes Balears —per això també s'anomena la Balear Major—, i és lloc d'origen dels mallorquins.
Pel gran pes demogràfic de la capital, Palma, l'illa es va dividir tradicionalment entre Ciutat i la Part Forana. La Part Forana és la ruralia, la terra situada fora de població. A Mallorca, es fa servir aquest terme per a denominar de forma global totes les poblacions que no són la capital, Palma.

## Nom
Es desconeix com denominaren Mallorca els fenicis, a diferència del que passa amb Èbusus, però se sap que els grecs l'anomenaren, en un primer moment, Cromiüssa, amb la terminació en -ussa per anomenar illes, de possible origen foceu i molt habitual per anomenar illes. Aquest nom caigué en desús, i generalment els grecs anomenaren Gimnèsies el subarxipèlag que formaven Mallorca i Menorca.
Tant grecs com romans usaren denominacions relatives a les dimensions de les dues illes més importants, del tipus la major (o la més gran) o la menor (o la més petita) de les Gimnèsies o Balearides, i amb aquesta denominació es troba a les plaquetes de patronatge, de producció local, de la ciutat federada de Bócor; de manera coherent, també es documenta el terme Balear Major i Balear Menor, i, resumidament i de manera autònoma, simplement la major i la menor. La denominació de Maiorica, junt amb la seva parella Minorica, no és citada fins al segle iv.
Així, doncs, Mallorca ve del llatí Maiorĭca, amb el significat de la major, en oposició a la menor de les Balears, Minorĭca. Etimològicament, la forma Mallorca presenta l'anomalia de la ll com a derivació de la i o j llatina, evolució impròpia del català, tot i que la seva pronúncia antiga era Maiorca. L'explicació més coherent d'aquesta evolució és el d'una ultracorrecció, segurament d'origen continental, de la iodització intervocàlica típica del mallorquí (oreia per orella, paia per palla). Val a dir, però, que Joan Coromines assenyala una altra possibilitat: sota l'aparença llatina de la forma Maiorĭca s'amaga un nom indígena llatinitzat. Els sufixos -ica i l'oposició Maiorĭca/Minorĭca l'únic que expressen amb certesa és el caràcter indoeuropeu dels dos noms, però poden pertànyer a un tronc lingüístic diferent del llatí. Certament, una forma llatina Maiorĭca no hauria pogut donar mai Mallorca. Des d'un punt de vista de les formes escrites, la forma Mallorca és molt dominant i la pronúncia Maiorca, segons Coromines, no ha existit mai. Per tant, la teoria de la ultracorrecció no se sostindria. La forma popular del nom de l'illa, transmesa a través del mossàrab, hauria estat Mallorca, procedent d'una base indoeuropea *Maglorica.
A l'edat mitjana va predominar el nom de l'illa en plural: Mallorques. Aquest nom, tant en plural com (no tan sovint) en singular, coincidia amb el nom de l'única ciutat. La restauració del nom llatí de la dita ciutat, Palma, va resoldre l'ambigüitat. En àrab l'illa fou coneguda amb el nom de Mayurqa, i en els textos hebreus de l'illa (per exemple els Responsa del Raixbaç) s'usava la denominació מיורקה (Maiorqa).
Mallorca també és coneguda per alguns epítets literaris i populars que en poden substituir el nom en determinats contexts. Així, també és coneguda com a l'Illa de la Calma, a partir de la publicació de la novel·la homònima de Santiago Rusiñol. També és popularment coneguda com a la Roqueta, un nom afectiu (semblant a la Terreta referit al País Valencià) que inspirà el nom de la publicació la Roqueta i de la fàbrica de ceràmica la Roqueta. L'escriptora francesa George Sand, per la seva banda, l'anomenà la Verda Helvècia, i el novel·lista Juli Verne, a la novel·la Clovis Dardentor (1895), l'anomena Illa del Bon Geni (nom que tradueix el grec Ἀγαθοῦ δαίμονος νῆσος, que és el nom d'una illa documentada per Claudi Ptolemeu i altres geògrafs posteriors a l'oceà Índic, de manera que la identificació amb Mallorca és una llicència poètica, si no un error).

## Història

### Prehistòria
La determinació de quan es produí el primer poblament humà és objecte de discussió. No es té evidència certa d'un poblament definitiu fins a final del IV mil·lenni. A partir del 2300 aC es documenta una cultura caracteritzada per produccions diversificades i la pràctica d'enterraments individuals en coves i balmes naturals. Les restes materials que ens han arribat són ceràmiques de filiació campaniforme i epicampaniforme. La construcció més emblemàtica és la naveta d'habitació o navetiforme, que té un origen que es remunta al III mil·lenni aC i té relació amb les cultures del sud-europeu.

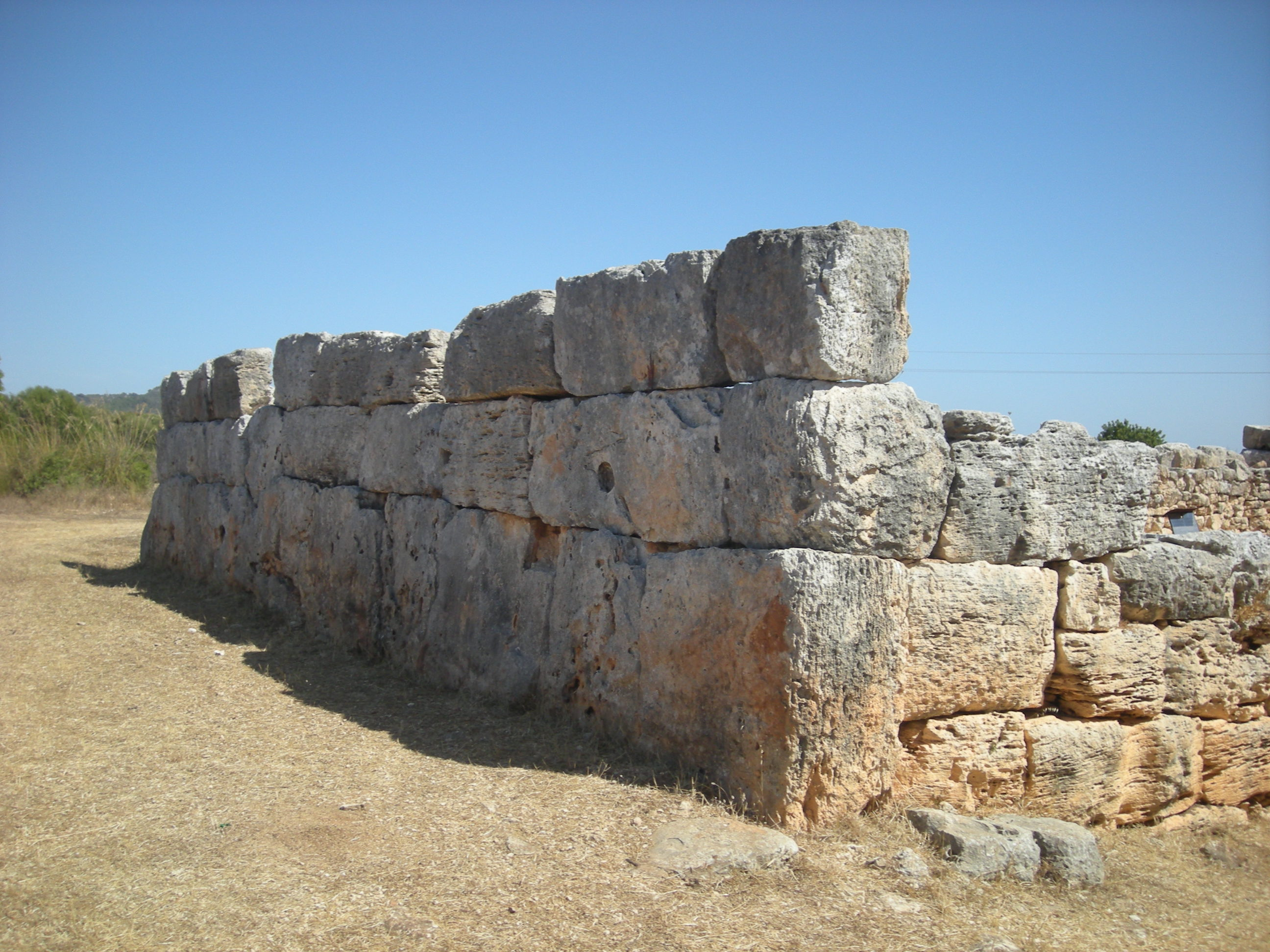
Mur exterior del poblat talaiòtic de l'Hospitalet Vell.

Cap a la fi del segon mil·lenni aC apareix a Mallorca i a Menorca una nova fase cultural que rep el nom del seu monument més característic: el talaiot. Es manifesta una continuïtat dels espais habitats, de moltes necròpolis i dels antics rituals funeraris, la qual cosa fa pensar que el canvi no va significar la plena ruptura amb la població anterior, sinó que es va donar un llarg període de transició.

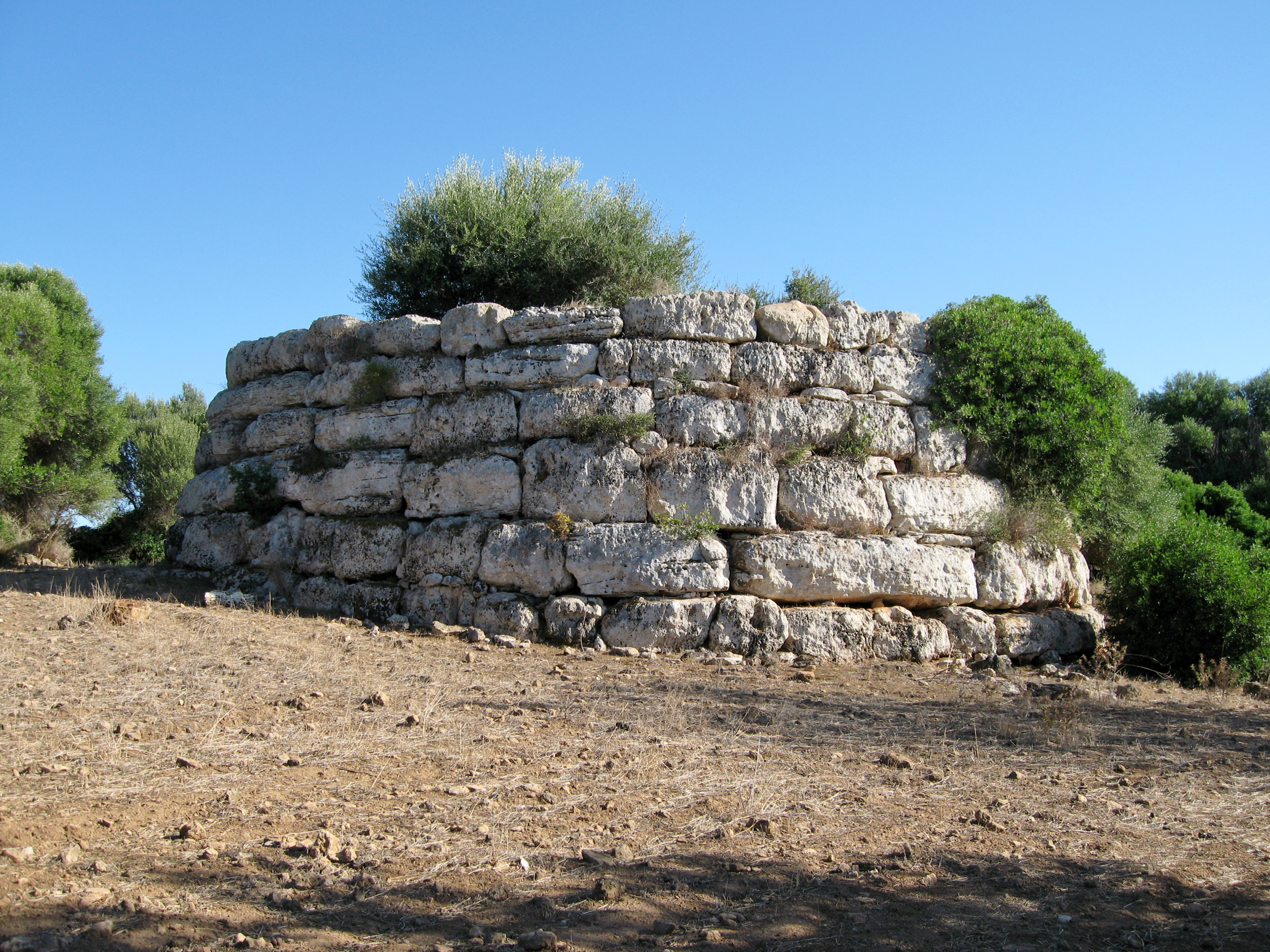
Talaiot de la Clova del Xot, a Artà.

Els talaiots són construccions ciclòpies troncopiramidals o troncocòniques. Solen presentar una cambra interior amb el sòtil sustentat per una columna política de tipus mediterrani, a la qual s'accedeix per un portell amb llinda seguit d'un corredor. En certs casos hi ha indicis d'un pis superior. Solen tenir la base circular o quadrangular. Presenten paral·lelismes amb construccions megalítiques de Còrsega (torre) i Sardenya (nuraghe). La funcionalitat que se'ls donava és objecte de debat entre els historiadors: defensa, habitatge o altres funcions socials o religioses. A Mallorca s'han identificat aproximadament 270 poblats talaiòtics, amb una superfície mitjana ocupada de 6.123 m². Cal destacar l'alta densitat de poblament, amb distàncies mitjanes entre un poblat i l'altre de 2,47 km.
Era una societat de pastors i pagesos. La cultura dels cereals estava consolidada i la generació d'un nou espai agrari era una realitat a la major part del territori insular. Diodor de Sicília diu que els mallorquins extreien oli del fruit de les mates (llentiscle) i el barrejaven amb saïm de porc per obtenir-ne un ungüent. Plini va alabar les figues illenques pel tacte suau. La ramaderia era d'ovelles, cabres, bous i porcs.

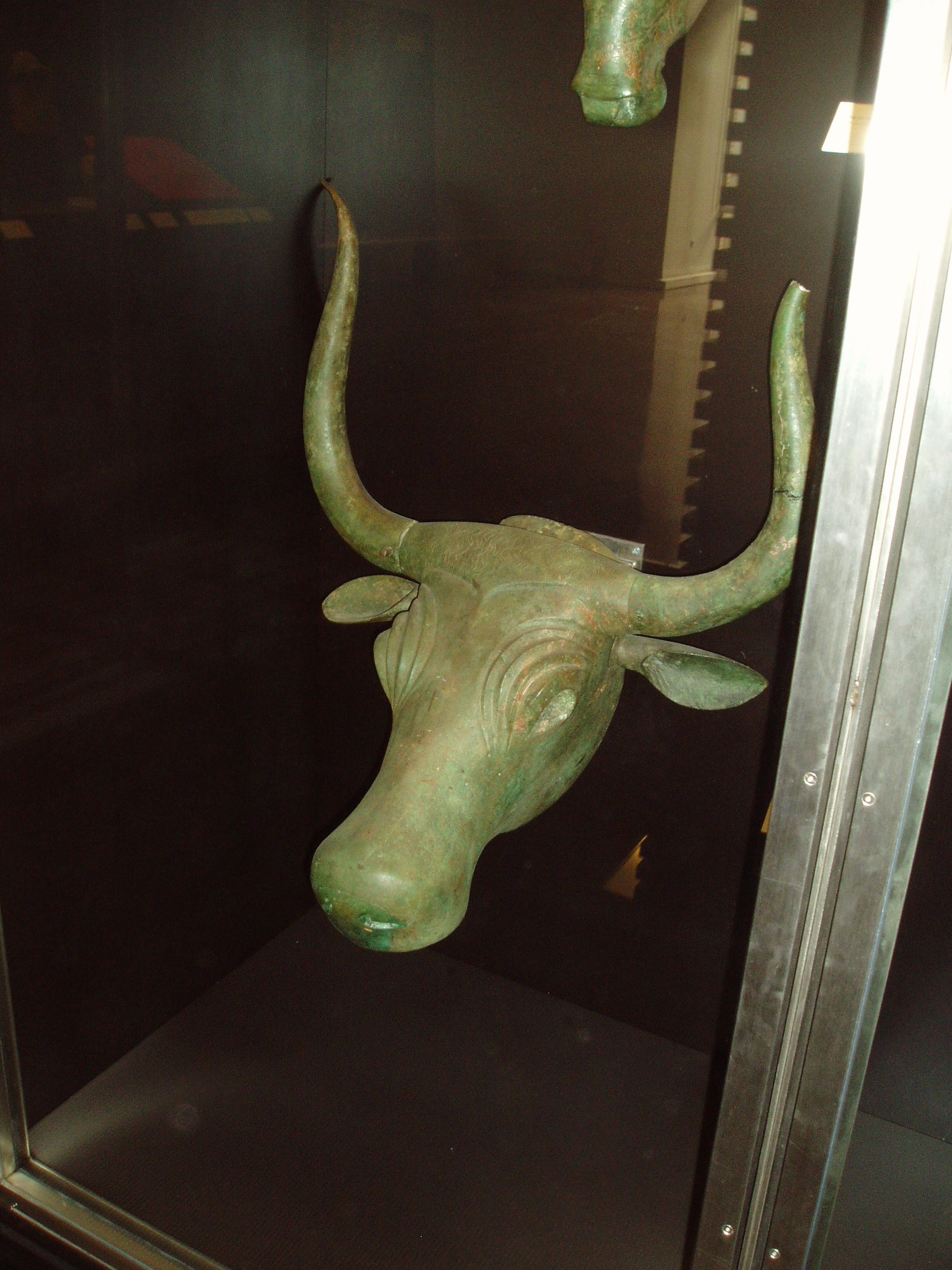
Imatge del cap major dels Bous de Costitx al Museu Arqueològic Nacional de Madrid.

Tenien una especial preocupació per la vida d'ultratomba, reflectida ens els rituals funeraris. Les figures taurolàtriques trobades, amb molts de paral·lels mediterranis, són abundants. També s'han trobat representacions d'aus. Les divinitats bèl·liques es documenten a partir del segle v aC. Són figuretes de bronze que representen guerrers nus, tocats amb elm i armats d'escut i llança. Els santuaris són edificis de planta generalment quadrada (Son Oms, Son Mas, Son Marí i els Antigors). Podrien haver-se construït a partir del segle ix aC. També s'han identificat monuments esglaonats, túmuls i talaiots amb possible finalitat cultual (Son Corró). Altres llocs de culte aprofitaren balmes i coves (abric de Son Matge).

### Les colonitzacions
A partir dels últims segles del II mil·lenni aC es documenta la presència de navegants de l'est mediterrani. Els fenicis, i després els cartaginesos, s'instal·laren a Eivissa devers la primera meitat del segle vii aC. Els grecs també mantingueren relacions comercials amb les Balears.
La colonització púnica de Mallorca i Menorca és posterior a la plena incorporació d'Eivissa a l'àrea cartaginesa. Les ceràmiques més antigues fetes amb torn trobades a Mallorca són eivissenques, i procedeixen de l'illot de na Guardis. S'estableixen factories permanents des del segle v aC, o potser ja iv aC. El comerç púnic introduí productes absents a Mallorca com el vi i l'oli; productes manufacturats com teles de qualitat, metalls, figures de bronze, collars de pasta vítria, ceràmiques, etc. La influència colonial es manifesta també a les construccions, rituals funeraris, adaptacions religioses i necròpolis.
La presència dels mercenaris balears en els exèrcits púnics, almenys des de la fi del segle v aCC, pot ser considerada un aspecte de la colonització. La primera referència a la utilització de foners balears per Cartago és de l'any 406 aC durant la campanya de conquesta d'Akragàs (Agrigent, Sicília), encara que la seva existència com a mercenaris era molt anterior. L'any 311 un contingent d'un miler de foners participà en la batalla d'Ecnomus contra els grecs sicilians, i la seva actuació va ser decisiva per decidir la victòria púnica. Hanníbal atacà Sagunt i, amb un exèrcit en el qual figurava un contingent de balears, travessà els Alps, es girà contra Itàlia i derrotà els romans a Ticino, Trèbia i Trasimè. Finalment, a Cannes (216 aC), anihilà un exèrcit dirigit pel cònsol Varró. El 202 aC Hanníbal va ser derrotat a Zama per Publi Corneli Escipió, en un combat en el qual els foners balears ocuparen la primera línia.

### Mallorca romana

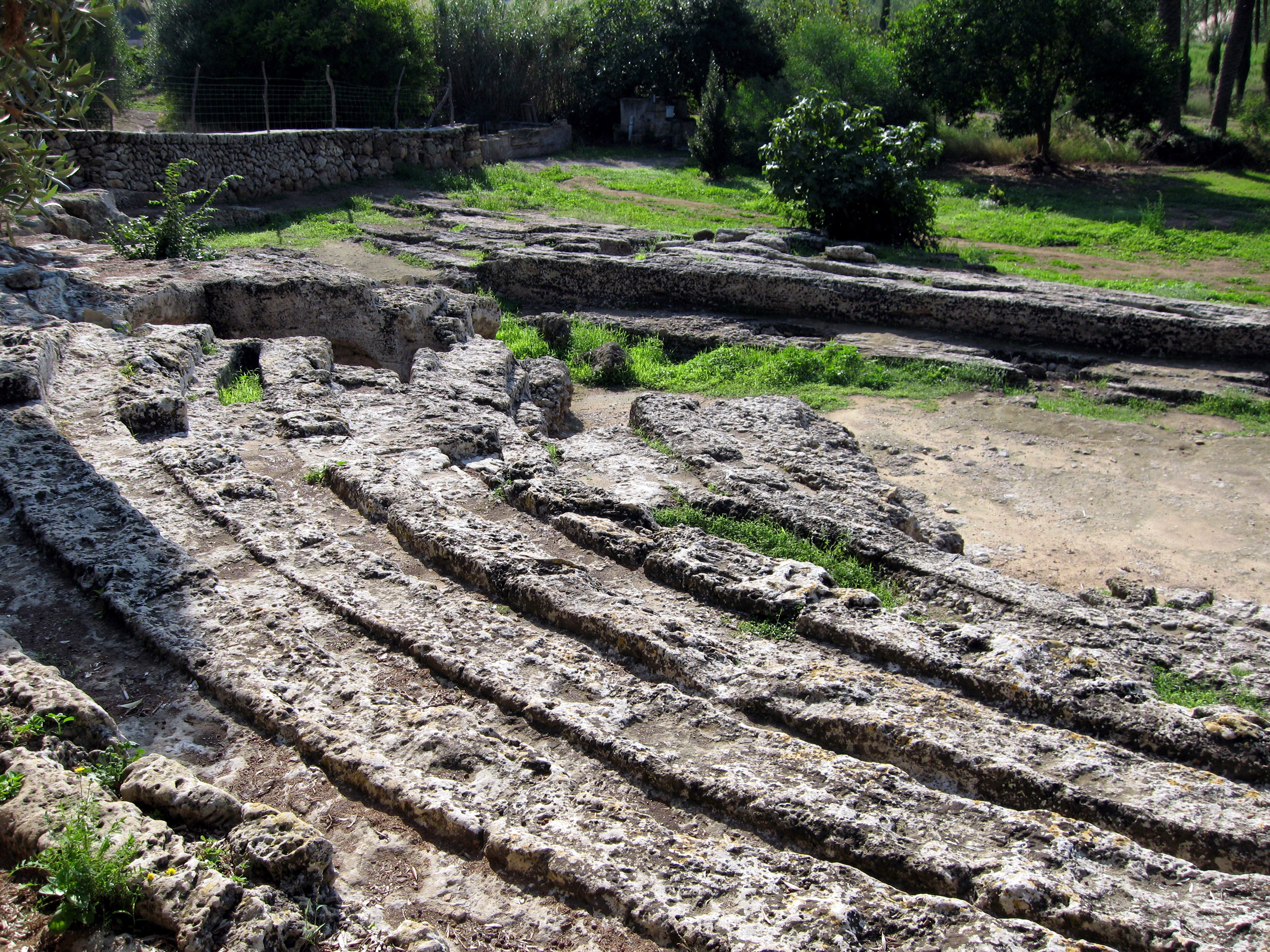
Antic teatre romà de Pol·lèntia.

La primavera del 123 aC el cònsol Quint Cecili Metel salpà rumb a les illes. Estrabó, seguint Posidoni i Artemiodor, diu que els balears havien establert relació amb els pirates de la mar. Segons el relat de Luci A. Florus els illencs intentaren fer front a la flota romana amb les seves pròpies naus i, un cop derrotats a la mar, oposaren resistència a terra ferma.
L'arqueologia deixa entreveure que ni els indígenes ni la seva cultura foren eliminats, perquè seguiren habitant-se els poblats talaiòtics i, en els anys immediatament posteriors a la conquesta, no s'observen canvis a les pautes culturals. La conquesta implicà l'establiment d'un nou contingent de població en qualitat de colons. Palma estava situada a la zona del barri de l'Almudaina de Ciutat i Pol·lèntia era als voltants de l'actual Alcúdia. Plini parla també de Bócor, que tingué l'estatut de federada, que era vora el port de Pollença. Plini anomena també Guium i Tucis.
L'època iniciada amb el principat d'Octavi representa per a Mallorca una llarga etapa d'estabilitat i prosperitat. La romanització es va consolidar i va anar dissolent els elements culturals d'arrel talaiòtica. Pol·lèntia va anar cobrant importància en el segle i i, amb Palma, gaudí de l'estatut de colònia de ciutadans romans. Guium i Tucis eren ciutats de dret llatí. Bócor mantenia la seva condició de ciutat federada. En els primers temps de l'Imperi proliferen les ceràmiques sigil·lades aretines, sud-gàl·liques i hispàniques. Per una part se seguiren ocupant antics poblats talaiòtics, però per l'altra aparegueren assentaments de nova planta (sa Mesquida (Santa Ponça), Son Joan Jaume (Manacor) o Can Maiol (Felanitx).
A la fi del segle ii la pax romana va entrar en crisi. Les pressions germàniques sobre les fronteres de l'imperi, la irrupció de pobles del nord d'Àfrica, la pesta i les tensions socials esclataren a Hispània i a la Gàl·lia. Per a les Balears fou un període crític amb una forta recessió econòmica.

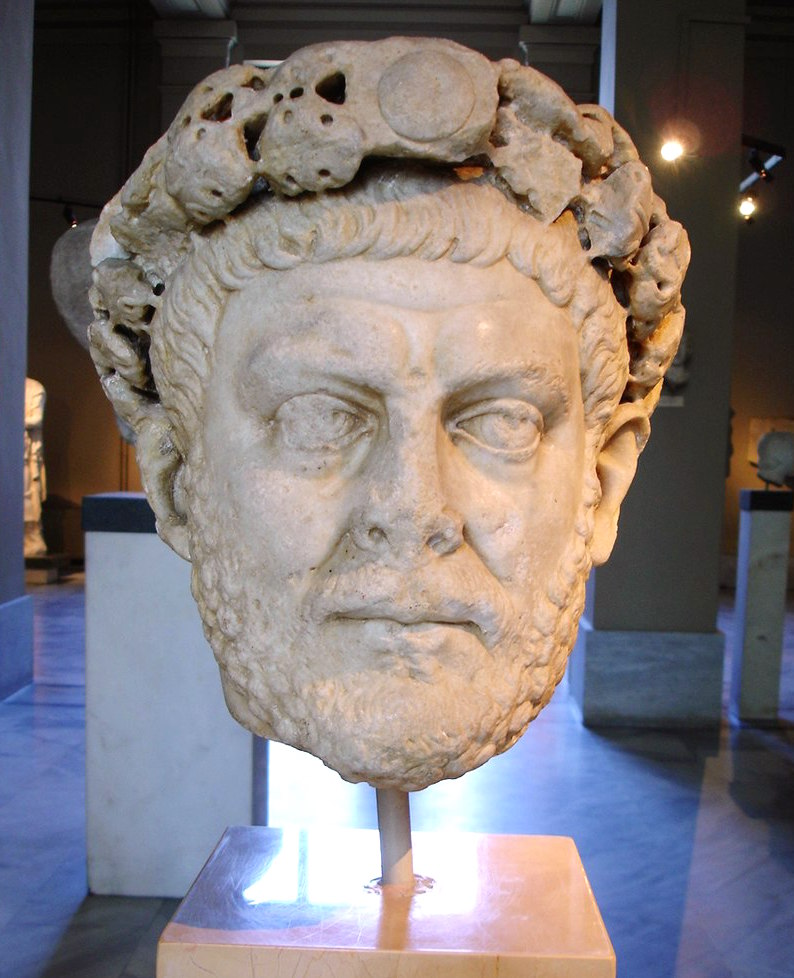
Cap d'una estàtua de l'emperador Dioclecià. Museu Arqueològic d'Istambul.

Dioclecià, a partir del 284, aconseguí dur a terme una obra restauradora de l'Imperi Romà. L'Edicte de Milà promulgat per Constantí (313) concedia la llibertat de cultes i legalitzava el cristianisme. Aquesta religió es convertiria en la religió oficial de l'imperi amb Teodosi (380-381). La crisi de la vida urbana es manifestà en la reducció dels perímetres de les ciutats i en la seva transformació (construcció de murades, abandonament i reutilització d'edificis públics). Es detecta, segons la carta del bisbe Sever de Menorca, una població jueva important. L'activitat comercial era prou important, documentada per l'arqueologia i les cartes de Consenci. Les ceràmiques indiquen contactes comercials amb el nord d'Àfrica, com també amb la Tarraconense, la Narbonense i amb Itàlia.
A la darreria del segle iv es documenta la presència cristiana a Mallorca (inscripció funerària de la Carrotja (Portocristo) i a començament del segle v es troba una església perfectament organitzada. L'enfrontament produït a Maó el febrer del 418, que acabà amb la conversió forçada de 540 jueus menorquins, motivà la carta del bisbe Sever, un document essencial per conèixer l'època.

### Els vàndals i l'Imperi Romà d'Orient

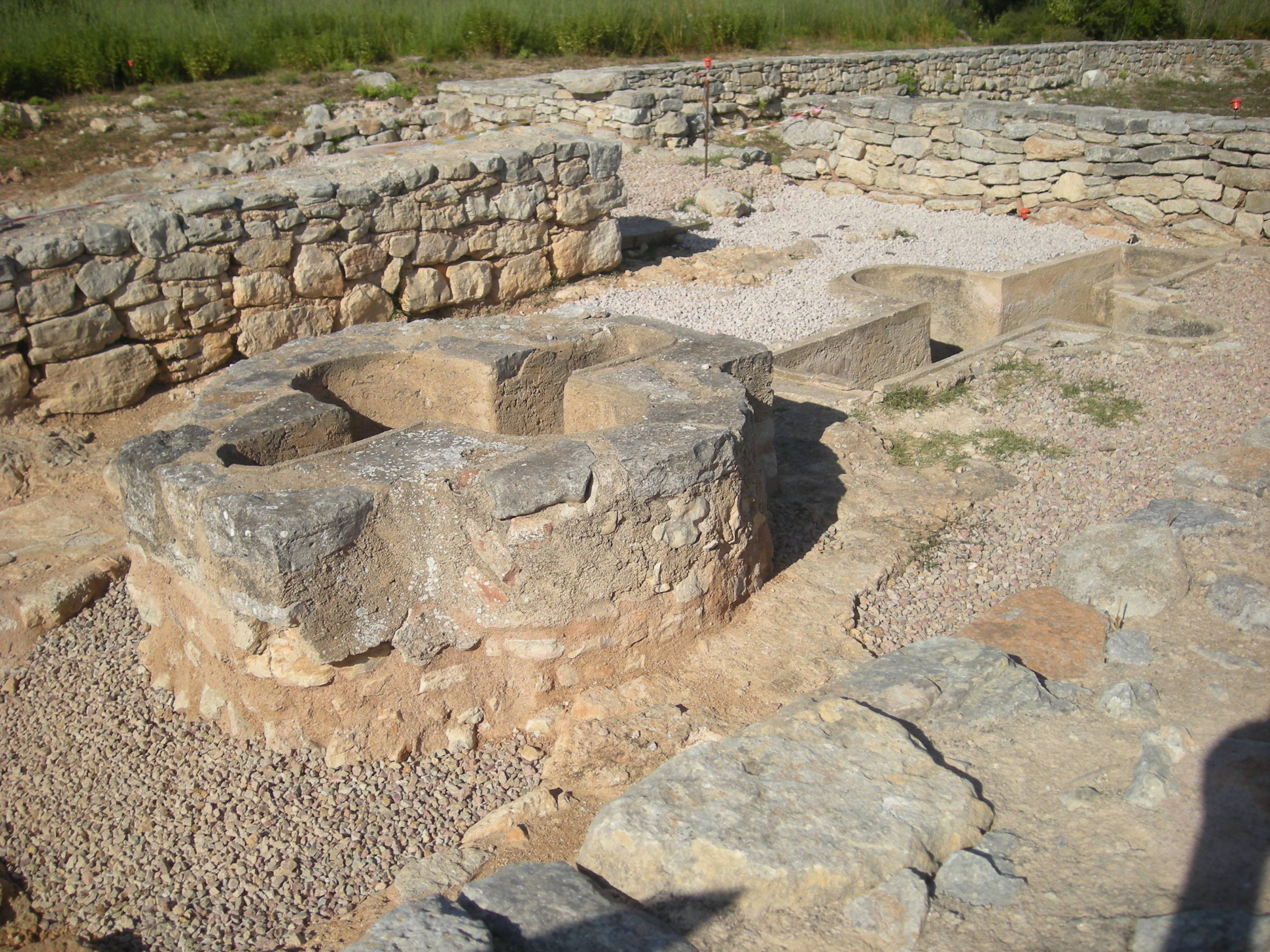
Restes de la basílica paleocristiana de Son Peretó, del. Terme municipal de Manacor.

L'any 406 entraren a les Gàl·lies grups de vàndals, alans i sueus. El 409 els visigots saquejaren Roma. Aviat les mateixes Balears foren atacades pels vàndals. L'any 425 saquejaren les Balears i destruïren Cartago Espartaria (Cartagena) abans d'envair la Mauritània i centrar el seu regne a Cartago. L'ocupació vàndala de les Balears no es produí fins al 455. L'única mesura administrativa coneguda és la inclusió de les illes en la província vàndala de Sardenya. Un altre testimoni arqueològic important són les restes paleocristianes dels segles v i vi trobades a Cas Frares (Santa Maria del Camí), la Carrotja (Portocristo), Son Peretó (Manacor) i Son Fadrinet (Campos).
L'ocupació romana d'Orient de les Balears, comandada per Apol·linar, es degué consumar a principis del 534. Els testimonis arqueològics manifesten unes actives relacions comercials amb el nord d'Àfrica i amb l'àrea oriental de la Mediterrània.

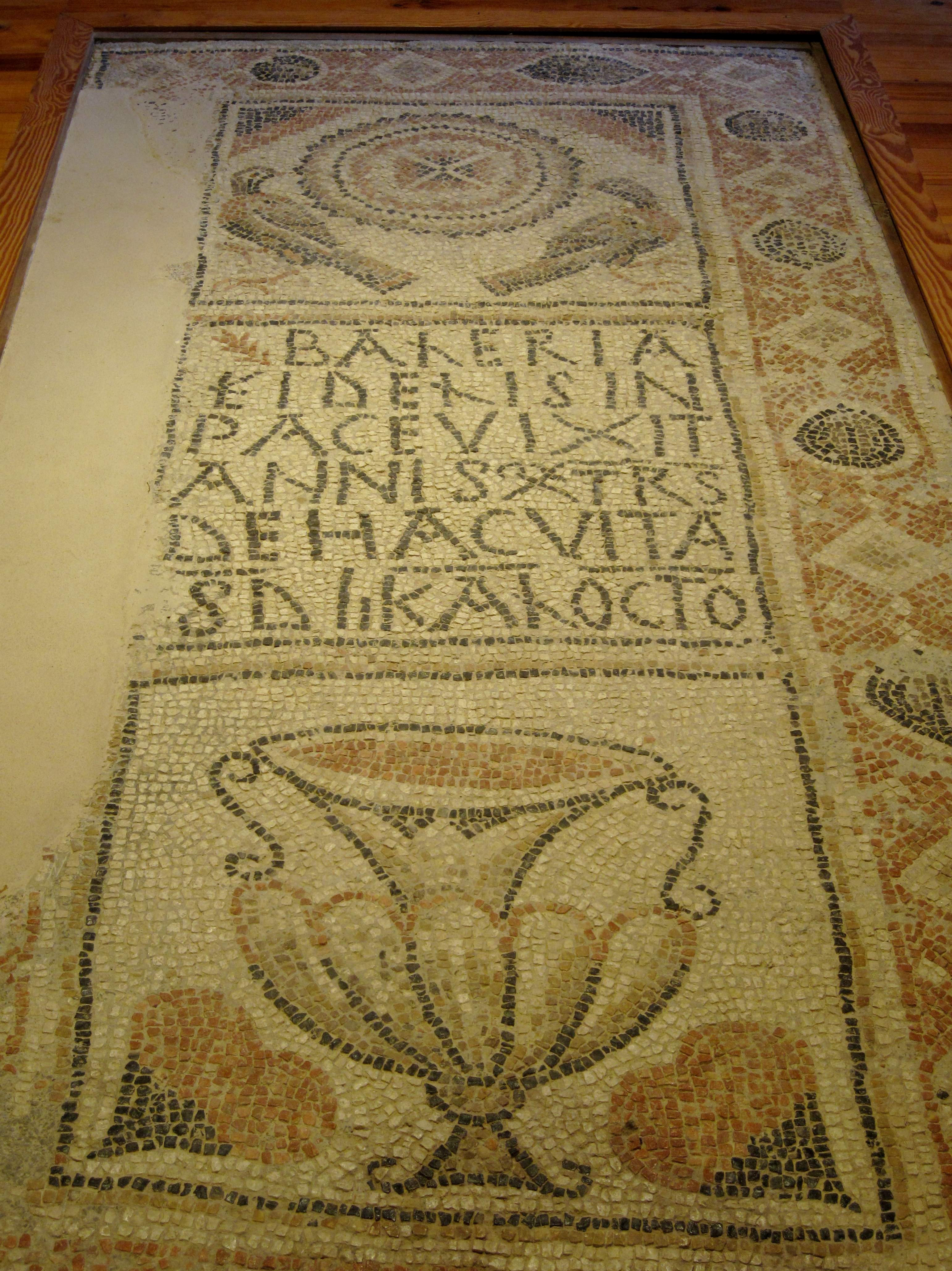
Mosaic de Baleria, procedent de la Basílica de Son Peretó (Museu d'Història de Manacor).

Des de mitjans del segle vii les fonts escrites sobre les Balears es fan rares. Les illes es convertiren en un punt molt perifèric de l'imperi. Alhora l'islam s'expandia amb rapidesa pel nord d'Àfrica, amb la presa de Cartago el 698 i l'ocupació de Septem, la capital de la Mauritània Segona. El 708. Abd Allah ibn Musa el 707 dirigí una acció de saqueig contra Sicília, Sardenya i les Balears. Cap a la fi del segle viii hi ha notícies de noves ràtzies musulmanes, que haurien dut els illencs, en un quadre de ruptura de fet de la relació amb Constantinoble, a demanar ajut militar a Carlemany. Encara a mitjan segle ix, a l'entorn de 859, els normands atacaren Mallorca, Formentera i Menorca.

### Les illes orientals d'al-Àndalus
Isam al-Khawlani conquerí les Balears el 902-903. Al-Zuhri diu que al Castell d'Alaró (Hisn al 'Arun) els cristians s'hi mantingueren vuit anys i cinc mesos. Ibn Khaldun diu que "construí mesquites, posades i banys". El domini musulmà va comportar l'inici d'un procés d'islamització de la societat mallorquina. La integració de l'economia mallorquina en els circuits comercials musulmans i l'arribada d'immigrants andalusins, àrabs i amazics, va influir en el canvi cultural.

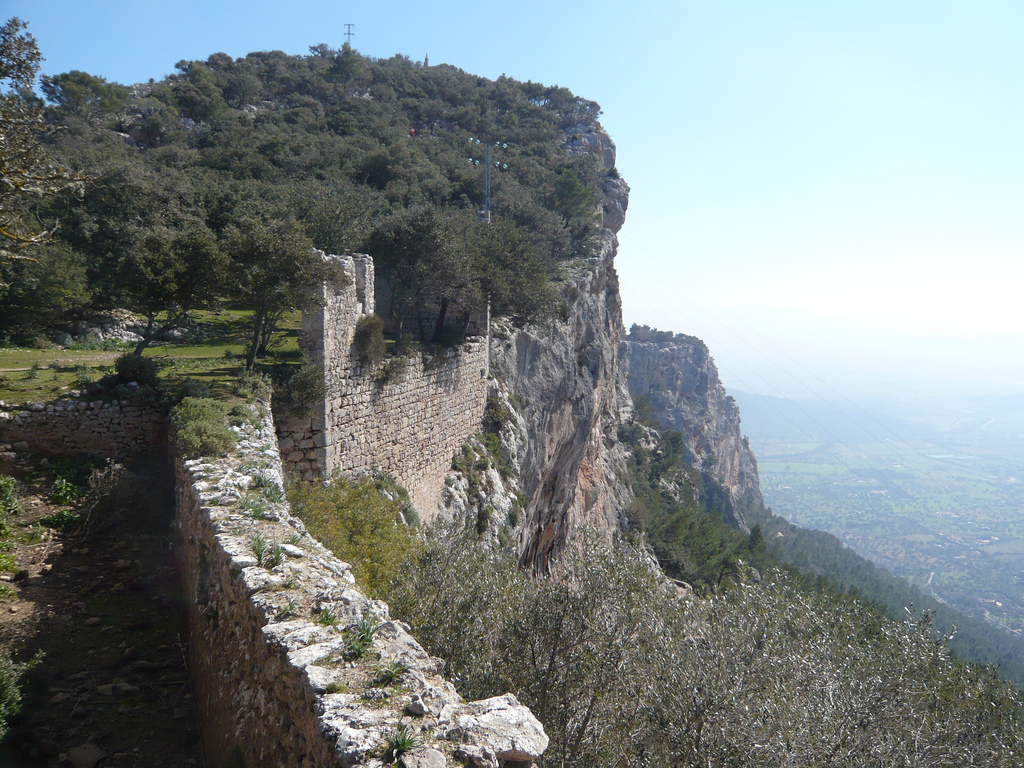
Castell d'Alaró.

Les illes romangueren en una situació d'independència fins que Mujàhid, cap al 1010, s'emparà de la ciutat de Dénia i el 1015 estengué la seva autoritat a les Balears. Mujàhid morí el 1044 i el succeí el seu fill Alí ibn Mujàhid Iqbal-ad-Dawla, però el rei Àhmad ibn Sulayman al-Múqtadir de Saragossa el desposseí de Dénia. Arran d'aquests fets, el valí de Mayurqa, Al-Murtada, es proclamà emir el 1087.
La Madina Mayurqa s'havia anat engrandint al llarg del segle xi i l'emir Mubasir en dirigí una de les ampliacions i construí la murada defensiva. L'emir concentra el poder militar i civil. Al seu costat hi ha l'organització religiosa que gravita entorn de les mesquites: els cadis, jutges que dictaminaven en tots els processos judicials; els mestres i ensenyants; els encarregats del culte (imam), etc.
A l'entorn del canvi de mil·lenni l'Europa cristiana comença un formidable procés d'expansió. Es produí l'expedició de pisans, provençals i catalans contra Mayurqa entre els anys 1113-1115. L'emir Mubàixxir morí durant el conflicte, després d'haver demanat l'ajut dels almoràvits. El setge de Madina Mayurqa durà vuit mesos i acabà amb la seva devastació de banda dels croats.

Màxima expansió almoràvit als segles i.

Els almoràvits, incorporaren les Balears al seu imperi l'any 1116. Fou nomenat governador Muhàmmad ibn Ghàniya el qual restablí les bones relacions entre els almoràvits i la població mallorquina. Mentrestant, un nou moviment religiós -el dels almohades- prenia cos al Magrib i destruïa pertot arreu, excepte a les Balears, el poder almoràvit.
Els almoràvits mallorquins entraren en una sèrie de lluites internes. Finalment, Alí ibn Ishaq ibn Ghàniya decidí atacar els almohades al Nord d'Àfrica i s'apoderà de Bugia. Però a Madina Mayurqa esclatà una revolta contra Alí ibn Ishaq ibn Ghàniya el 1185 encapçalada pel seu germà Muhammad II. Alhora Alí ibn Ishaq ibn Ghàniya derrotava l'exèrcit almohade en la batalla d'Umra (1187). Davant això els almohades decidiren ocupar les Balears per deixar l'exèrcit dels Banu Ganiya sense suport. Però la conquesta almohade de les Balears no es produí fins al 1203 i la presència almoràvit al nord d'Àfrica, dirigida per Yahya ibn Ghàniya no cessà fins al 1237.
Madina Mayurqa s'acostava als 25.000 habitants. Tenia diversos recintes fortificats. La mesquita principal ocupava el solar que ara ocupa la Seu. Un segon recinte, voltava l'alcassaba i un tercer nucli era el Raval Nou, atribuït a Mubàixxir. Sembla que hi havia un primer espai lligat a la ciutat, on la producció agrícola anava dirigida a alimentar la població urbana. L'espai rural, deduïble a partir del Llibre del Repartiment i altres documentacions del segle xiii, presentava una configuració en mosaic formada per terres conrades i terrenys sense llaurar. El territori estava dividit en districtes (Bunyola-Mossa, Sóller, les Muntanyes, Pollença, Inca, Canarrossa, Muro, Sineu-Petra, Montuïri, Manacor i Artà).

### El Regne de Mallorca i els seus reis privatius
A la darreria de 1228 tingué lloc a Tarragona, tal com ho conta el mateix Jaume I al Llibre dels feits, un banquet oferit pel mercader Pere Martell al rei i als seus magnats al qual es parlà de la conquesta de Mallorca. El 20 de desembre s'obriren les Corts de Catalunya a Barcelona, que decretaren una constitució de pau i treva.

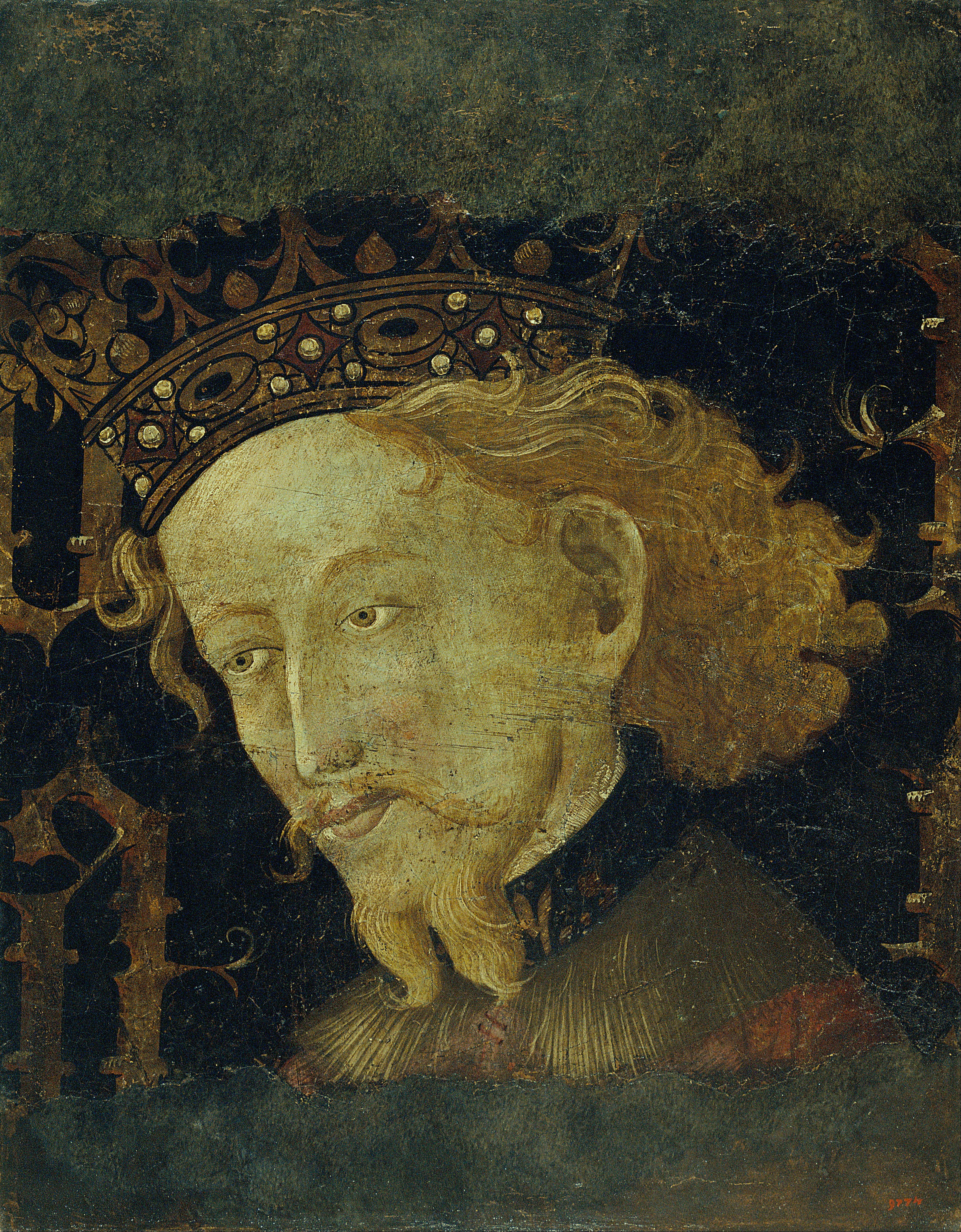
Retrat de Jaume Mateu de Jaume I que es conserva al Museu Nacional d'Art de Catalunya a Barcelona.

L'estol desembarcà a Santa Ponça i travà batalla amb l'exèrcit d'Abu Yahia. A la fregada hi moriren Guillem i Ramon de Montcada. El 31 de desembre de 1229 els cristians venceren la resistència musulmana i ocuparen i saquejaren la ciutat. A la serra de Llevant s'hi mantingué una resistència dirigida per Ibn Sayri fins que el mes de març del 1230 el rei dirigí una expedició per reduir-la. El nucli de resistents a la serra de Tramuntana era dirigit per Xuaip. Als castells d'Alaró, Pollença i Santueri els musulmans hi aguantaren les escomeses cristianes durant dos anys.
Mallorca tingué la consideració de regne dins l'estructura confederada de la Corona d'Aragó. El dia 1 de març de 1230 el rei concedí la Carta de Franquesa de Mallorca, autèntica constitució política vigent fins al Decret de Nova Planta al segle xviii. El mateix any 1230 el rei instituí la magistratura de la lloctinència reial, que va recaure en Bernat de Santa Eugènia.
La conquesta de Mallorca comportà un veritables canvis de població, costums, llengua, religió i formes socials, resultat d'un procés de repoblament planificat. Els diversos contingents poblacionals s'integraren dins la nova societat, en la qual, segons el Llibre del Repartiment la majoria de repobladors eren catalans (40%) i occitans (25%), però també italians (16%), aragonesos, navarresos, castellans, etc.

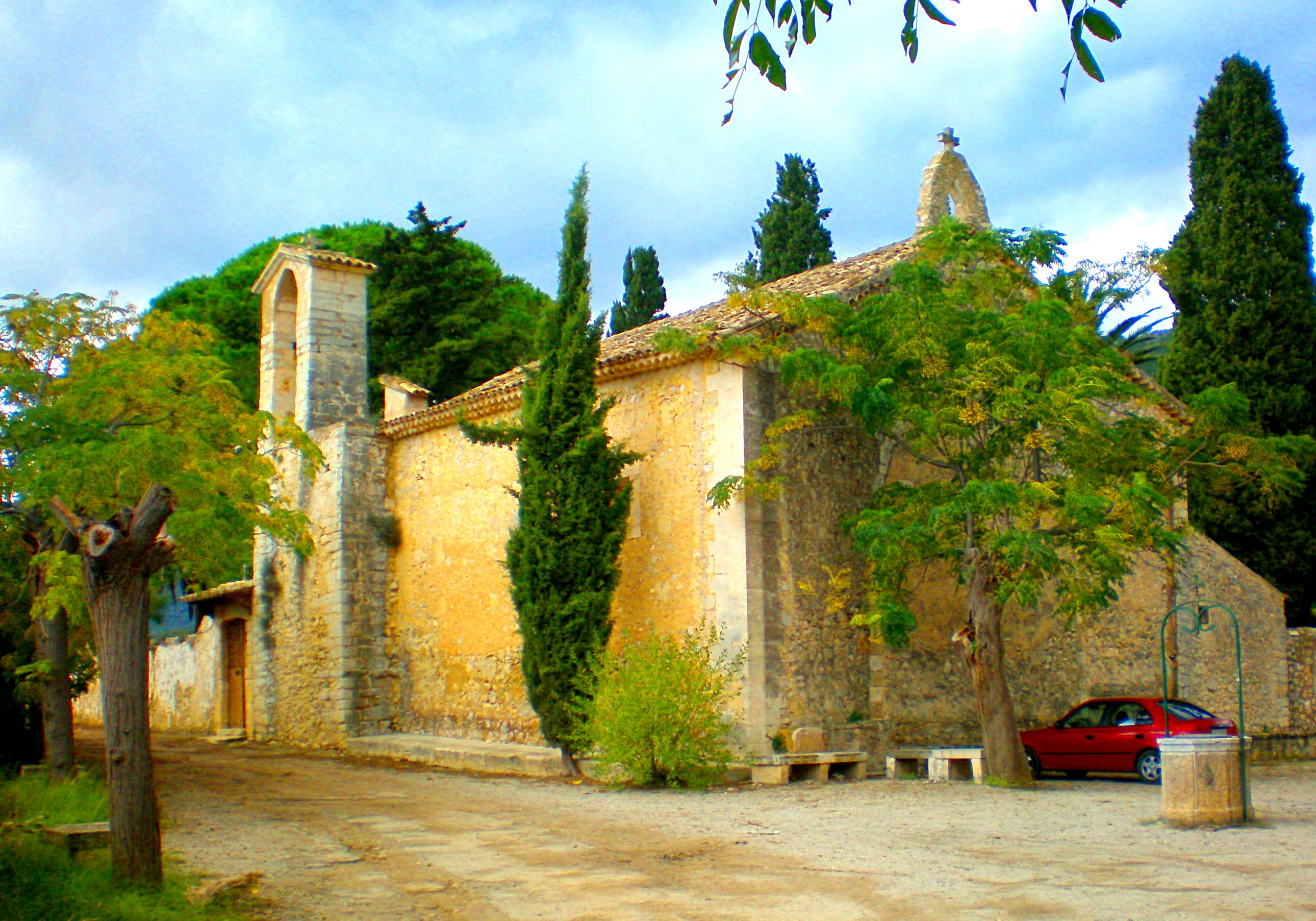
Església de Sant Miquel de Campanet.

L'any 1285 hi havia 25 viles consolidades i lligades a les primeres parròquies. Es conserven algunes de les primitives esglesietes rurals (Sant Pere d'Escorca, Sant Miquel de Campanet, Sant Blai de Campos, Església de la Mare de Déu de la Pau de Castellitx a Algaida, etc.), manifestacions de l'anomenat art de repoblament.
L'expansió de la vinya, una nova orientació cap a la producció oliera i l'extensió dels conreus cerealistes va marcar la reconversió agrària de l'illa durant el segle xiii. S'inicià un comerç actiu, en part controlat per mercaders genovesos i pisans. Els intercanvis amb els territoris musulmans (Alger, Bugia, Orà, Tunis, Alcoll) foren intensos. El 1231 Jaume I cedí en feu vitalici les illes de Mallorca i Menorca a l'infant Pere de Portugal. Finalment, pel testament de 1272 Jaume I feia rei d'Aragó, de València i comte de Barcelona el primogènit Pere i atorgava el regne de Mallorca, el senyoriu de Montpeller, els comtats de Cerdanya, Rosselló, Conflent, Vallespir, la vila i castell de Cotlliure i les baronies de Carladès i Omeladès a l'infant Jaume.
Jaume II de Mallorca es trobà al davant d'un estat coixí entre França i el seu germà Pere. El 1270 Pere el Gran forçà a Perpinyà un conveni de vassallatge amb Jaume II. El fill de Pere el Gran, Alfons, dirigí una expedició (1285) que ocupà Mallorca sense dificultats. Una tradició del segle xiv conta la resistència dels defensors del castell d'Alaró (Guillem Cabrit i Guillem Bassa). Pel tractat d'Anagni (1295) Jaume II d'Aragó, successor d'Alfons el Liberal, es comprometia a retornar el regne de Mallorca al seu oncle Jaume II. Pel tractat d'Argelers (1298) es va ratificar el tractat d'infeudació de 1279. Jaume II inicià una labor de govern activa: millora de la ciutat de Mallorca, ordenació de la part forana, reforma del sistema fiscal, monetari, municipal i del patrimoni reial.

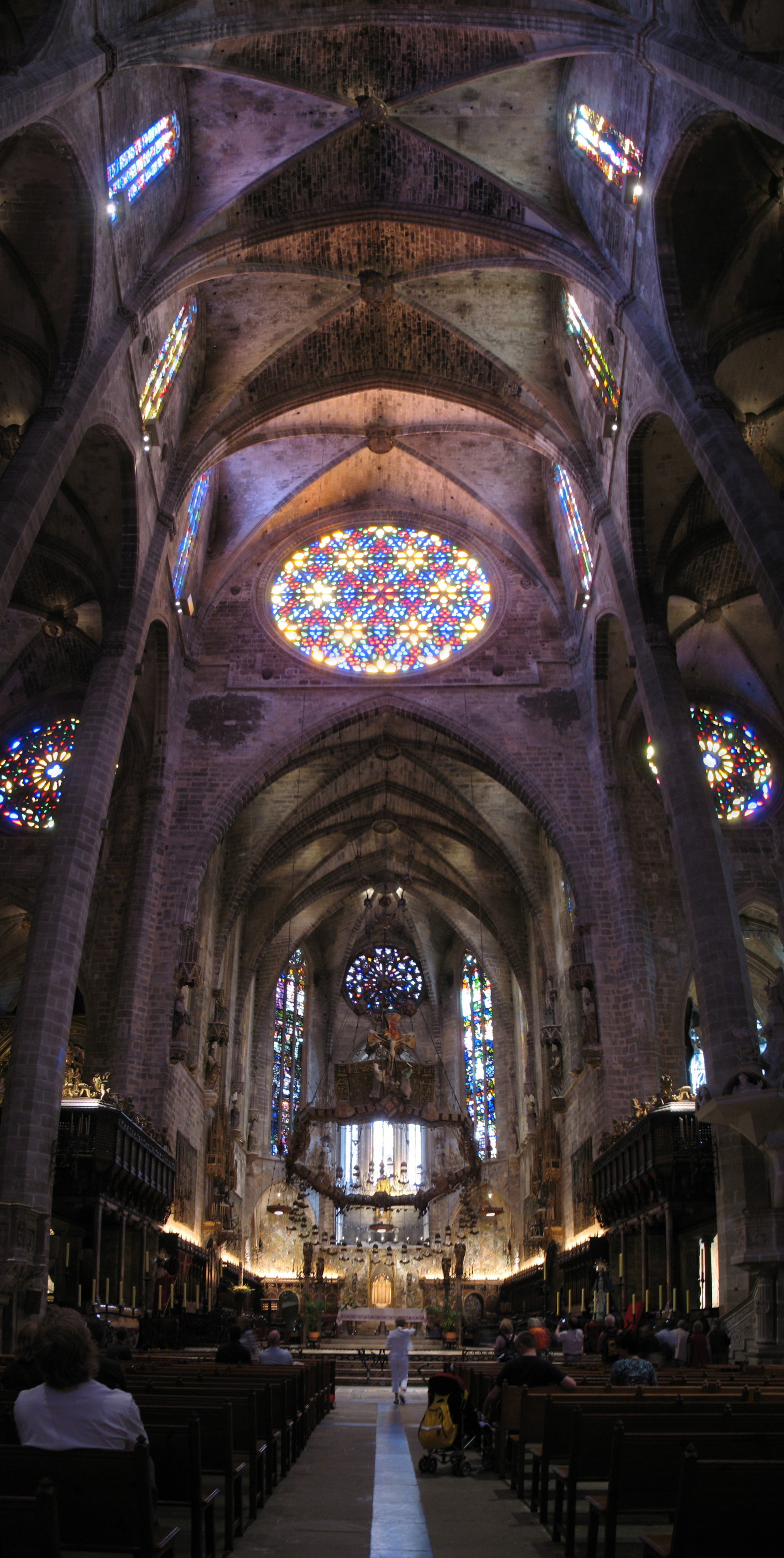
Interior de la Catedral de Mallorca.

A la mort de Jaume II el seu fill segon, Sanç, va intentar mantenir la neutralitat entre França i la Corona d'Aragó, consolidant les reformes iniciades pel seu pare i promovent l'economia del país. Per la Sentència arbitral del 19 de juny de 1315, el rei Sanç establia una càrrega fiscal més equitativa entre Ciutat i part forana i instituïa la representació dels forans en el control de la despesa pública a través de deu síndics. D'aquesta manera venia a fundar el Sindicat de Fora. Dos prohoms de cada parròquia (n'hi havia 31) havien d'assistir a les deliberacions del Consell, constituït en Consell General.
La ciutat de Mallorca concentrava en les primeres dècades del segle xiv un dens comerç marítim. Mort el rei Sanç, l'any 1326 es fundà el Consolat de Mar. Mallorca exportava oli, vi, llegums, fruits secs i draps. Importava blat d'Àfrica, Sardenya i Sicília; draps i teles de França, Flandes, Anglaterra i Itàlia; ferro de Sevilla, etc.

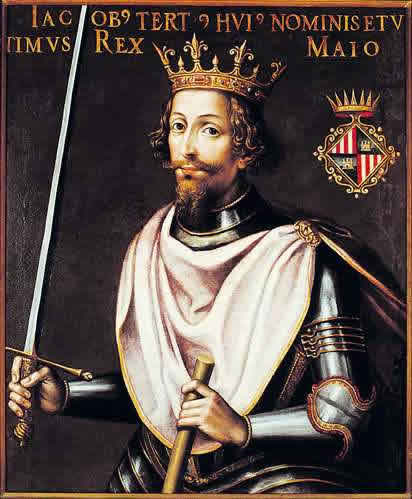
Retrat del que representa idealitzadament Jaume III de Mallorca.
(Galeria de retrats dels reis de Mallorca de l'Ajuntament de Palma).

El rei Sanç va morir el 1324. El successor havia de ser el seu nebot Jaume, que sols tenia set anys. Ja en aquests moments hi va haver un intent de Jaume II d'Aragó d'annexionar-se els territoris del seu cosí difunt. Jaume III agafà el control del regne quan ja s'havia iniciat un procés de recessió econòmica i s'iniciaven convulsions socials, provocades per caresties i fams. Mentrestant les relacions amb la Corona d'Aragó empitjoraren un cop desaparegut Alfons el Benigne i ser succeït per Pere el Cerimoniós. Jaume III promulgà les Lleis Palatines (1337).
Pere el Cerimoniós acusà Jaume III d'encunyar moneda a Perpinyà. El maig de 1343 un exèrcit del rei Pere el Cerimoniós desembarcà a Peguera i ocupà Mallorca sense gaire resistència. També ocupat el Rosselló, Jaume III es refugià a Montpeller i preparà un exèrcit per recuperar Mallorca. El 25 d'octubre s'enfrontaren els dos exèrcits a Llucmajor, i Jaume III va ser derrotat i mort.

### La Baixa Edat Mitjana
Pere el Cerimoniós confirmà els privilegis del regne i promogué un conjunt de reformes per resoldre els conflictes que, en un context de progressiva crisi de l'economia, s'anaven plantejant. Amb la Pragmàtica de 1351 el rei Pere intentà obrir el Consell General de Mallorca als nous grups socials emergents i equilibrar la relació de forces.

Mapa animat de l'extensió de la pesta bubònica per Europa entre 1346 i 1353.

La depressió econòmica es combinà amb l'elevada pressió fiscal i empitjorà les condicions de vida de la gent. L'epidèmia de pesta negra del 1348 que colpejà la població europea també afectà els Balears. A Mallorca la població minvà en unes 10.000 persones i les viles foranes perderen una quarta part de la població. El cicle d'epidèmies fou prolongat: 1361, 1375, 1383, 1388 i 1396. El regne de Mallorca hagué de participar econòmicament en la guerra contra Gènova i contra Castella.
En el segon terç del segle xiv caigué la producció cerealística i aparegué un fenomen d'empobriment de pagesos propietaris. Mallorca era deficitària en la producció bladera i no cobria les necessitats de consum de la població illenca. Les necessitats d'importar cereals s'havien de contrapesar amb exportacions de draps i olis. L'artesania tèxtil era la més important i els draps de llana excedents s'exportaven fora de l'illa. Els menestrals entraren amb un jurat a la Universitat del Regne de Mallorca. A mitjan segle xiv, però, el comerç i la producció manufacturera entraren en un declivi progressiu.
Les finances del regne es trobaren davant una situació limit. Els recursos generats per la fiscalitat gairebé no bastaven per pagar els interessos del deute públic. La Pragmàtica de 1372 intentà fer front a la situació, però la dècada dels setanta va ser dramàtica per la successió d'epidèmies i males anyades, fent impossible l'equilibri financer. Les reformes de Joan I pretengueren fer algunes concessions als forans. Però l'any 1391 les tensions acumulades esclataren. El mes d'agost foren assaltats els calls jueus de Mallorca i Menorca per forans i menestrals. Més enllà d'un brot d'antisemitisme hi hagué un moviment en el qual el poble menut es revoltà contra els grups urbans privilegiats. El virrei Hug d'Anglesola redactà una nova reglamentació del Gran i General Consell basada en un sistema mixt d'insaculació i elecció. Finalment, les finances de la Universitat del Regne de Mallorca feren fallida, per això l'any 1405 se signà el Contracte Sant amb els creditors, que establia la consignació de la totalitat dels ingressos a pagar els interessos i l'amortització dels deutes.
A la mort del rei Martí I, en el Compromís de Casp (1412) s'entronitzà la dinastia castellana dels Trastàmara. Les bandositats eren font constant de conflictes en la lluita per controlar el poder i afavorir els interessos particulars. El Magnànim va promoure una reforma més de les institucions instaurant el règim de sac i sort o d'insaculació. L'any 1425 la Universitat suspengué els pagaments als creditors catalans. El 1431 se signà la Concòrdia de Barcelona entre creditors i Universitat.
La revolta s'inicià a Mallorca el 1450. Els pagesos s'oposaven a la discriminació a favor de les elits urbanes. La revolta la dirigiren els propietaris pagesos, amb el suport de molts dels menestrals. L'espira que encengué el foc fou l'inici de la capbrevació dels béns reials el 1450. Els pagesos liderats per Simó Tort Ballester es concentraren a Inca i iniciaren una marxa sobre Ciutat, establint un setge que durà una setmana. La mediació del bisbe d'Urgell aconseguí establir un compromís. Però quan el governador Berenguer d'Oms va fer executar dos forans i el rei imposà una multa anual de 2.000 lliures, es va produir un segon setge de Ciutat l'abril de 1451. El lloctinent Jaume Cadell fou derrotat pels revoltats prop de Muro. Es produí un tercer setge de la Ciutat. Finalment, els pagesos foren derrotats prop d'Inca als darreres dies d'agost de 1451 per un exèrcit sota el comandament de Francesc d'Erill.

### Els reis catòlics i la monarquia dels Habsburg
El matrimoni entre Ferran d'Aragó i Isabel de Castella establí la unió dinàstica d'uns regnes molt diferents pel que fa a llengua, societat, economia i institucions, que es mantingueren en les seves especificitats, així com es mantingué la política d'expansió mediterrània de la corona. Ferran el Catòlic es proposà dur a terme un pla de redreç als seus estats patrimonials, tot i que els seus resultats a Mallorca foren escassos. La sentència de 1481 resultà, però, negativa per a la Universitat de Mallorca, i els creditors catalans aconseguiren la reposició de la Concòrdia de 1431 i el pagament de pensions endarrerides.

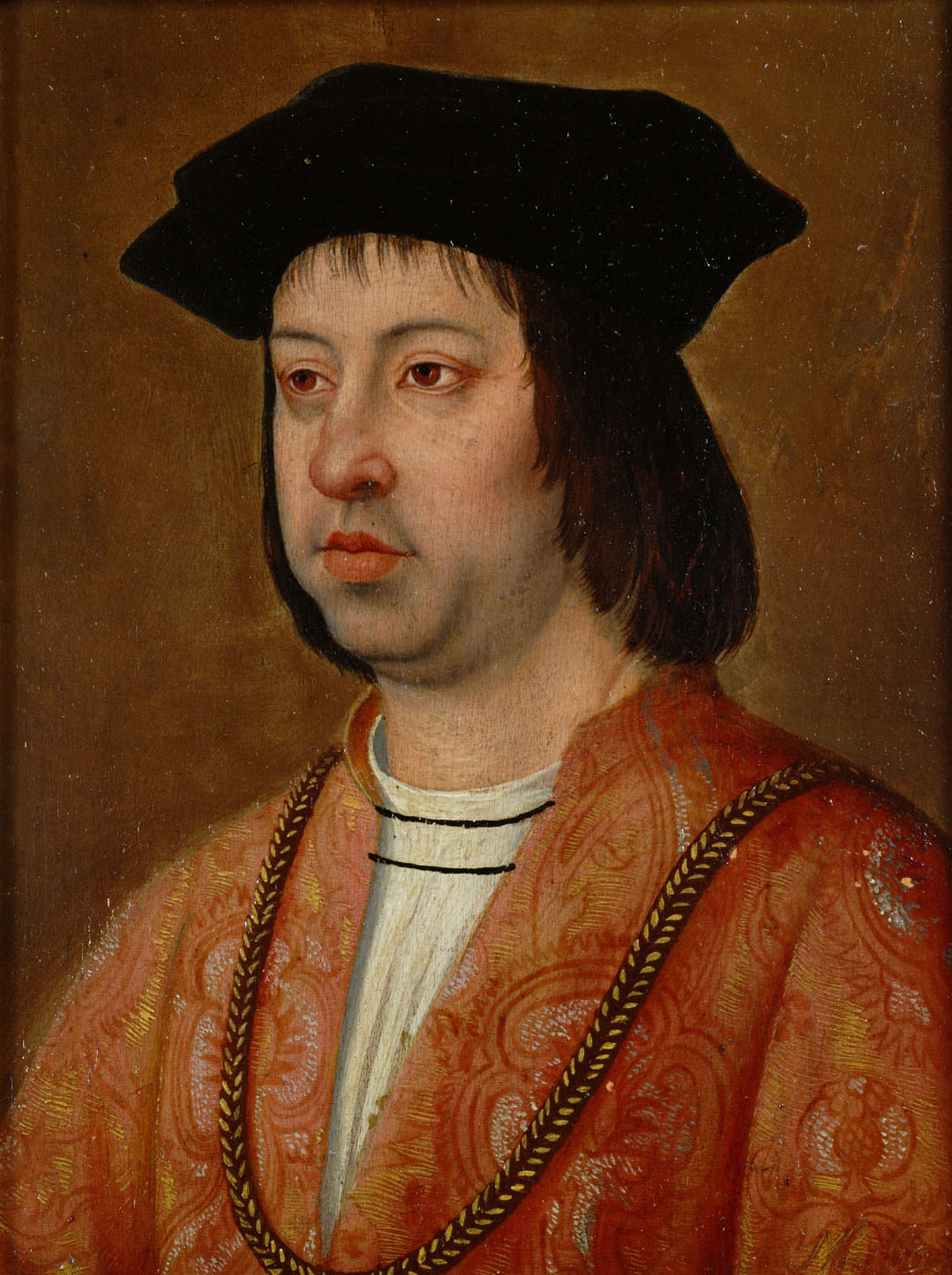
Ferran el Catòlic en un quadre de Michel Sittow.

Per tal d'instrumentar la seva política de redreç Ferran el Catòlic va nomenar governador Joan d'Eimeric (1493). Eimeric topà amb l'oligarquia ciutadana, hostil a tota reforma, i no aconseguí l'èxit en la seva empresa reformadora. El desequilibri financer va seguir actuant a favor de l'increment de la pressió fiscal, així i tot, la situació econòmica millorà en la mesura que reprengué l'activitat comercial a l'àrea mediterrània al final del segle xv.
La repressió de la Revolta Forana no havia solucionat els problemes, sinó que els havia agreujat. Les Germanies són un moviment social d'ample abast i amb voluntat transformadora, sorgit del creixent pes dels pagesos i menestrals en la societat mallorquina, i de la dificultat d'encaixar en un sistema institucional i financer molt desfavorable als interessos populars. El virrei Miguel de Gurrea coneixia la preparació del moviment i volgué aturar-lo empresonant sis menestrals, que hagueren de ser alliberats per la pressió popular. Els menestral designaren Joan Crespí com a cap de la revolta, que rebé el títol d'instador del poble i del bé comú. L'objectiu era eliminar el deute públic, seguint els paràmetres de la revolta dels pagesos de 70 anys abans. Les viles foranes s'adheriren al moviment i Gurrea fou destituït el 1521. Els agermanats iniciaren una política dirigida a quitar els censals (Santa Quitació). Sols la vila d'Alcúdia i els castells de Bellver i de Santueri restaren fora del control de la Germania.
Tot i que la Germania havia cercat el suport reial, Carles I, des de Worms, reprovà el moviment i això determinà una creixent pèrdua de suports entre els sectors més moderats. Els desafectes eren coneguts com a mascarats. Joan Crespí es veié desbordat i el poder passà al sector més radicalitzat, liderat per Joanot Colom. Colom rebé el títol d'instador del poble, amb Jordi Moranta i Pau Casesnoves.
L'octubre de 1522 un exèrcit de més de 2.000 homes desembarcà a Eivissa. Poc després desembarcà a Alcúdia i ocupà Pollença, fet que provocà una matança d'unes 400 persones en incendiar l'església. L'exèrcit de Colom fou derrotat per complet a Muro, en la batalla de Son Fornari i després, el 21 de novembre de 1522 al Rafal Garcés (Inca). La ciutat de Mallorca es rendí a les tropes imperials el 8 de març de 1523. La repressió de la Germania fou implacable. Hi hagué multitud d'execucions i les sancions econòmiques ascendiren a més de 800.000 lliures. Joanot Colom fou executat el 3 de juny de 1523 i el seu cap col·locat dins una gàbia a la Porta Pintada de Ciutat. L'enfortiment de l'autoritat reial començava el camí cap a l'absolutisme, amb un creixent intervencionisme i la creació de noves institucions com el Consell d'Aragó (1494) i el tribunal del Sant Ofici, però el règim paccionat amb la corona de les institucions del regne de Mallorca va seguir funcionant.
Les darreres dècades del XVII mostren una progressiva represa econòmica i demogràfica de la perifèria peninsular. Les Balears formen part d'aquestes zones on la recuperació és més evident. La darrera part del segle xvii és de creixement demogràfic. El fogatge de 1667 dona una població d'uns 100.000 habitants. Tres quartes parts a la part forana i la resta a Ciutat. El creixement demogràfic no hagués estat possible sense importants transformacions agràries. Les activitats manufactureres es van instal·lant a les viles. Hi hagué un esforç per millorar els processos de producció i entraren en el sector capitals de procedència mercantil. Els grans capítols del comerç mallorquí de l'època són l'exportació d'oli i la importació de blat. La marina també s'ocupava del cors. Els corsaris mallorquins jugaren un paper destacat en la guerra contra França, encara que també actuaren contra vaixells barbarescs.
La primera gran explosió de bandolerisme és posterior a la Revolta de les Germanies. Amb l'esclafit de les lluites entre Canamunt i Canavall destacà la colla de Selva, dirigida pel capellà Mateu Ferragut "Boda". En una topada amb comissaris reials a Lluc la colla restà desfeta i el seu capità, un germà del capellà Boda, fou executat amb altres bandejats. Ferragut decidí venjar-se assassinant el jutge de la Reial Audiència Jaume Joan de Berga i de Sales. Les colles de bandolers participaren en els enfrontaments entre el Comte Mal i els vilatans de Santa Margalida.

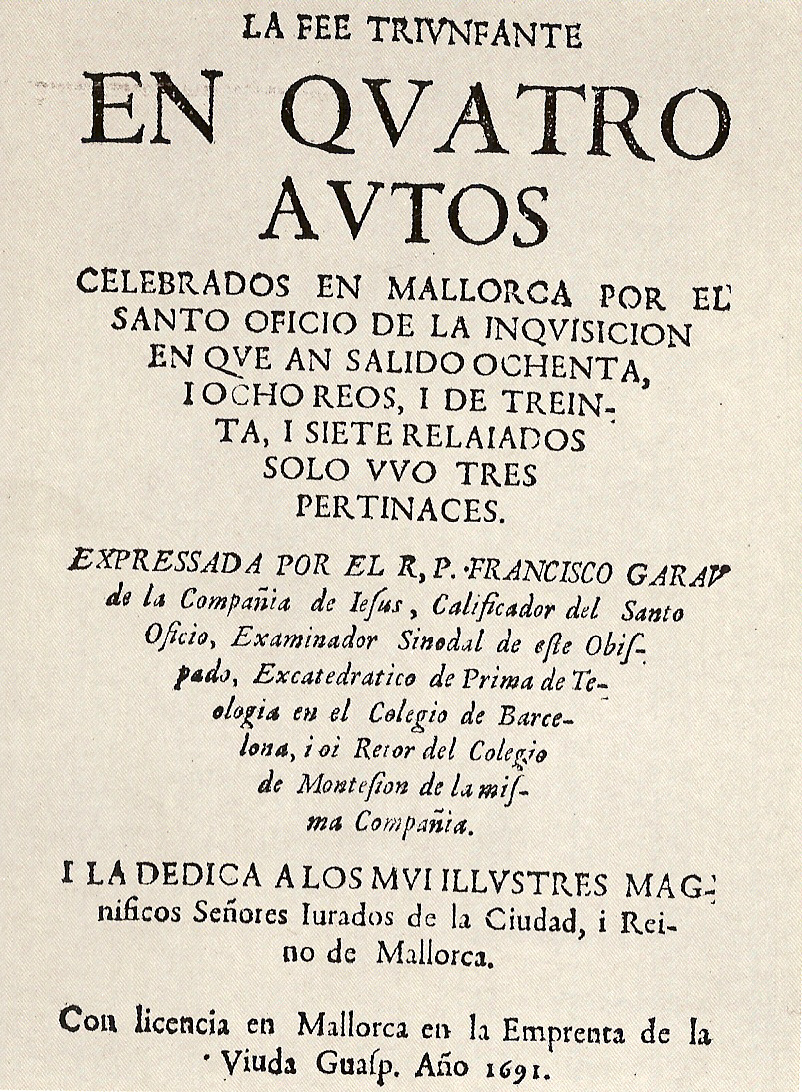
Primera edició de La Fee Triunfante de Francesc Garau (1691).

Malgrat que la Inquisició fins aleshores havia romàs poc activa, el 1675 i 1679 es produïren dos actes de fe. La persecució culminà amb l'acte de fe de 1691, en el qual foren cremades prop del Castell de Bellver 37 persones (3 d'elles vives). L'episodi va ser descrit pel llibre de Francesc Garau La fee triunfante.
L'Estudi General Lul·lià es convertí en Universitat a partir d'una butlla de Climent X. El lul·lisme tenia molts de seguidors dins i fora de la Universitat Lul·liana, però també molts d'enemics, entre els quals destacaven els dominics. Bartomeu Llull (1629) fundà el Col·legi Lul·lià de Nostra Senyora de la Sapiència. És notable la figura del franciscà maonès Francesc Marçal autor de diverses obres i edicions lul·lianes.
A la mort de Carles II els illencs reconegueren com a rei a Felip V. Aquest destituí el virrei Josep Galceran de Cartellà i el reemplaçà per Francisco Miguel de Pueyo, fervent partidari seu, com el bisbe Francisco Antonio de la Portilla. Els partidaris de Carles III eren majoritaris entre la població mallorquina i, quan la flota de Leake es presentà davant Ciutat el 24 de setembre de 1706, es va precipitar la rendició de les autoritats borbòniques. La Pau d'Utrecht (1713) reconegué els drets successoris de Felip V. L'ocupació de Mallorca i Eivissa es produí el juliol de 1715. Menorca passà a ser un domini britànic.

### La monarquia borbònica
Felip V signà el 28 de novembre de 1715 un decret que establia la Reial Audiència de Mallorca. Amb cinc decrets més es configurà la Nova Planta de govern del Regne de Mallorca. El Gran i General Consell va ser dissolt i les seves competències passaren a la Reial Audiència de Mallorca, depenent del Consell de Castella. Desaparegueren també les universitats locals reemplaçades pels ajuntaments de tall castellà. El nom de la ciutat de Mallorca fou substituït per l'arqueològic de Palma. La hisenda pública s'integrà dins la Reial Hisenda de la monarquia, desapareixent l'autonomia financera del regne que ara passava a ser dirigida des de Madrid.
Les noves institucions borbòniques representaren la centralització i el predomini de l'aristocràcia filipista (botifarres). D'altra banda, la militarització del territori insular comportà l'establiment de lleves forçades a partir de Ferran VI (1747). La marina illenca participà en els conflictes bèl·lics al costat de l'Armada espanyola. L'any 1745 Mallorca tenia 120.000 habitants, el 1787 eren 135.900 i el 1797 140.700, amb un creixement global d'un 35%.

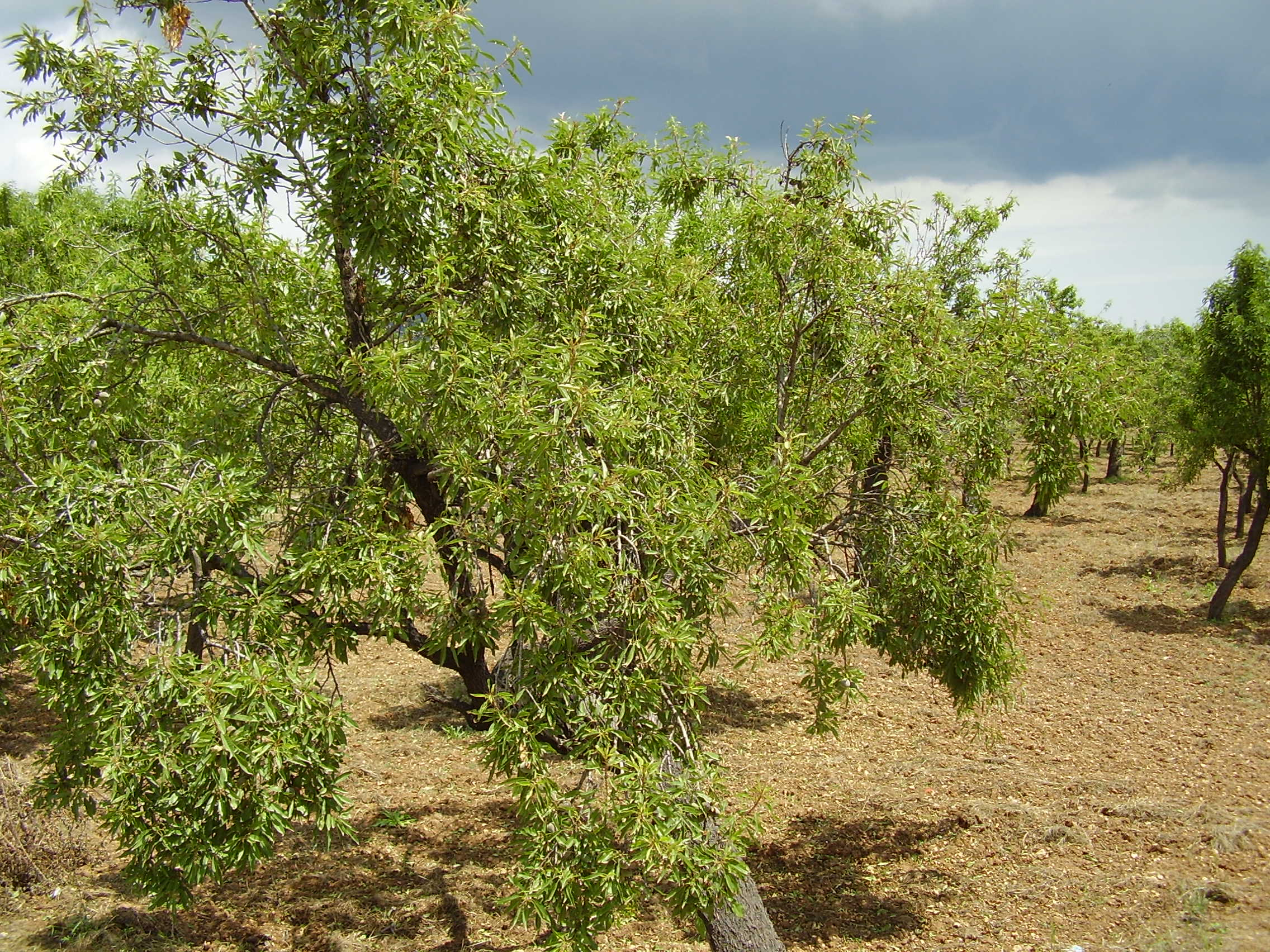
Ametllerar a Mallorca.

La propietat agrària s'havia concentrat, en part cap a la noblesa terratinent que garantia la preservació del patrimoni amb la transmissió al fill major (fideïcomís). La major part de les grans propietats es gestionaven amb arrendaments de curta durada. La manufactura tèxtil seguia sent important i mantingué la projecció exterior. L'exportació era d'oli, teixits, tàperes, aiguardent, formatge, ametles, flassades, barrets de llana i cítrics. Però les importacions superaven les exportacions. Entre 1780 i 1800 el port de Palma s'obre legalment al tràfic amb les colònies americanes.
En el segle xviii la monarquia borbònica imposà la subordinació del català al castellà. Bisbes com Francisco Garrido de la Vega (1763-72) o Juan Díaz de la Guerra intentaren imposar el castellà a l'església. Malgrat tot l'Església continuà usant el català en la catequesi i la predicació. En temps de Carles III, l'any 1778, es creà la Societat Econòmica Mallorquina d'Amics del País, ajuntant un nucli de nobles, clergues i burgesos intel·lectuals que envoltaven Bonaventura Serra i Ferragut (1728-1784), que va impulsar els ensenyaments professionals i les millores econòmiques. Entre els il·lustrats mallorquins destaca el cardenal Antoni Despuig i Dameto (1745-1813) i el bisbe Bernat Nadal i Crespí (1745-1818), que arribà a presidir les Corts de Cadis.

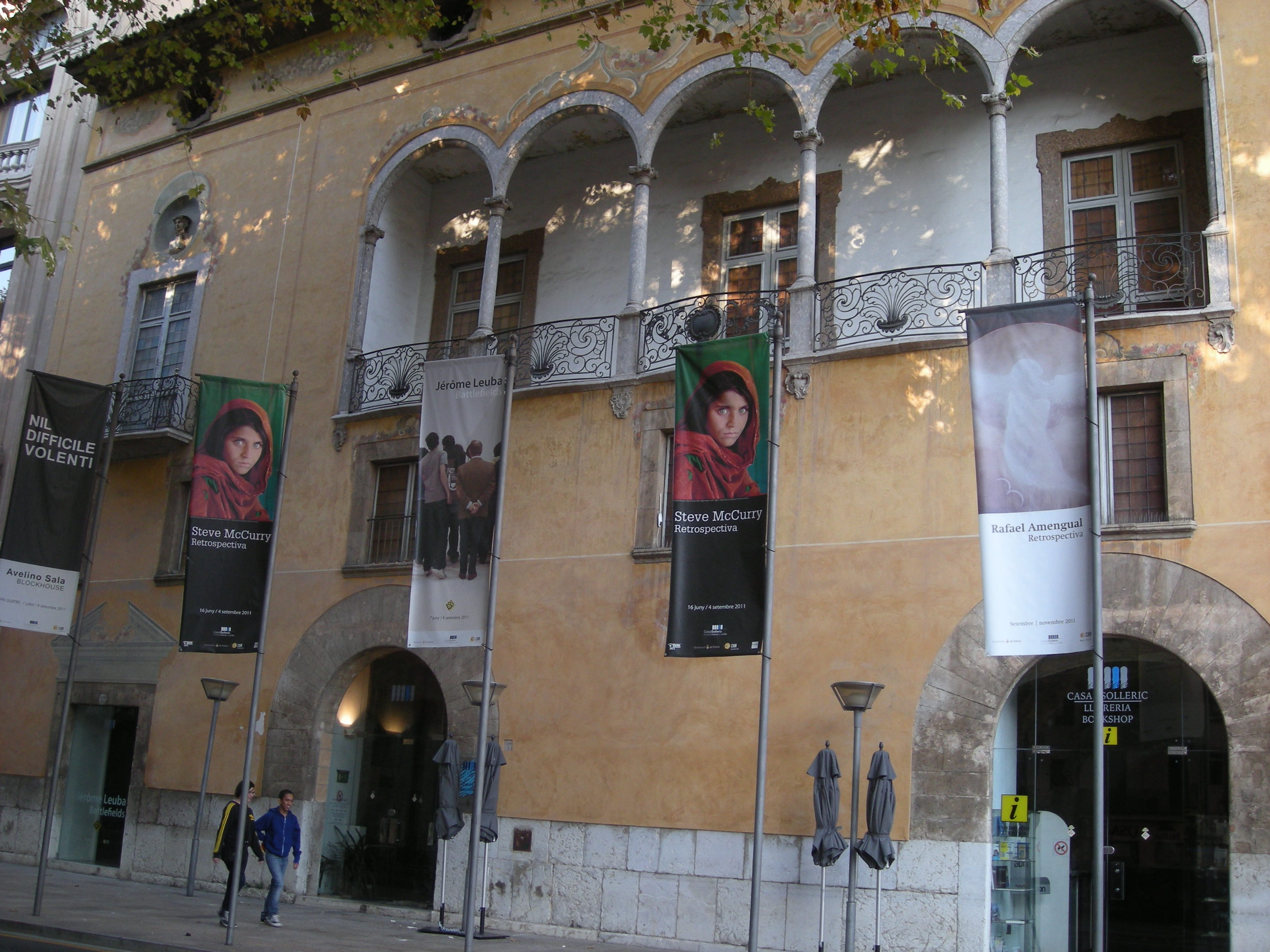
Palau Solleric de Palma.

La guerra de 1804, al costat de França, contra Anglaterra no va ser gens bona pel comerç balear. I el sosteniment de les nombroses guarnicions militars empitjorava la situació financera dels municipis. Miquel Gaietà Soler, ministre d'hisenda amb Godoy el 1798, va haver de pujar la pressió fiscal provocant protestes a les viles mallorquines. La protesta tornà a esclatar el 1808. El maig de 1808 Mallorca va prendre partit per la revolta antifrancesa, i es constituí la Junta Suprema de Govern de les Balears que declarà la guerra a França. Mallorca contribuí amb tropes a la campanya militar a la península. A les illes hi arribaren milers de refugiats, sobretot procedents de Catalunya. Els queviures eren escassos i el 1812 esclatà una forta crisi de subsistències.
El buit de poder deixat per les abdicacions de Baiona (maig de 1808) i la revolta antifrancesa va ser ocupat per institucions sorgides des de baix que es coordinaren en la Junta Suprema Central, que convocà les Corts el gener de 1810. Aquestes Corts ja no foren estamentals sinó el resultat d'una elecció per sufragi indirecte. El debat polític entre liberals i absolutistes es reflectí en nombroses publicacions: La Antorcha i Aurora Patriótica Mallorquina, liberals, i El amigo de la Verdad, Semanario Cristiano Político,  Diari de Buja, Lluna Patriòtica Mallorquina i Nou Diari de Buja, absolutistes, entre d'altres. La Constitució de Cadis de 1812 fou proclamada a Palma el 22 d'agost. Separava el poder polític del militar i transformava l'Audiència en una instància sols judicial, mentre es creava un organisme nou: la Diputació Provincial. En els municipis obria les portes a la participació del poble i facilitava les segregacions d'entitats locals (a Mallorca es crearen 13 municipis nous).
El maig de 1814 hi hagué a Mallorca aldarulls contra els liberals i celebracions pel retorn de l'absolutisme. La diputació Provincial fou suprimida i foren restaurats els ajuntaments de 1808. Es reimplantà la Inquisició i els elements liberals foren reprimits. La ineficàcia i corrupció dels màxims dirigents de l'estat, encapçalats pel mateix rei, facilitaren les conspiracions antiabsolutistes. El pronunciament de Rafael del Riego (1820) va tenir èxit i el rei va haver de restablir la Constitució de 1812. La Inquisició tornà a ser abolida i el convent de Sant Domingo de Palma va ser enderrocat l'any 1823. Finalment, l'any 1823 l'absolutisme fou reinstaurat per l'exèrcit francès (Cent Mil Fills de Sant Lluís). El 18 de setembre de 1868 l'almirall Topete es revoltà a Cadis i Isabel II es veié forçada a exiliar-se a França. El dia 1 d'octubre les Balears s'uniren a la revolució. La Junta Provisional de Govern fou presidida per Marià de Quintana i hi participaren progressistes, demòcrates i unionistes. La Junta definitiva fou elegida per sufragi universal masculí, la primera vegada que s'aplicava aquest procediment a Balears.
Les eleccions a diputats del gener de 1869 foren guanyades àmpliament per la Coalició Liberal. L'oposició catòlica es mobilitzà amb la finalitat de mantenir el catolicisme com la religió única de l'estat (els carlins organitzaren una conspiració a la caserna del Carme de Palma). Els republicans defensaven la llibertat de cultes i d'ensenyament i havien constituït el Partit Republicà Federal. El novembre de 1869 aparegué a Palma El Obrero, la primera publicació obrerista de les Balears. Un dels seus promotors era el picapedrer Francesc Tomàs Oliver. El desembre de 1869 es fundà el Centre Federal de Societats Obreres de Palma, que s'adherí a l'Associació Internacional de Treballadors.
El Govern presidit pel general Prim finalment trobà un monarca en Amadeu de Savoia. A les eleccions de 1871 els carlins, dirigits per Josep Quint Safortesa triomfaren als cinc districtes mallorquins, utilitzant pràctiques caciquistes i amb el suport de l'església. Amadeu de Savoia abdicà el febrer de 1873 i es proclamà la República, que fou rebuda amb entusiasme pels republicans illencs. El moviment catòlic predicava l'adhesió al carlisme. La consolidació del nou règim no era fàcil, estreta per conflictes de tota casta i dividida internament. Per això, el gener de 1874 el general Pavía dissolia el Congrés i es destituïen les autoritats republicanes.

### La Restauració

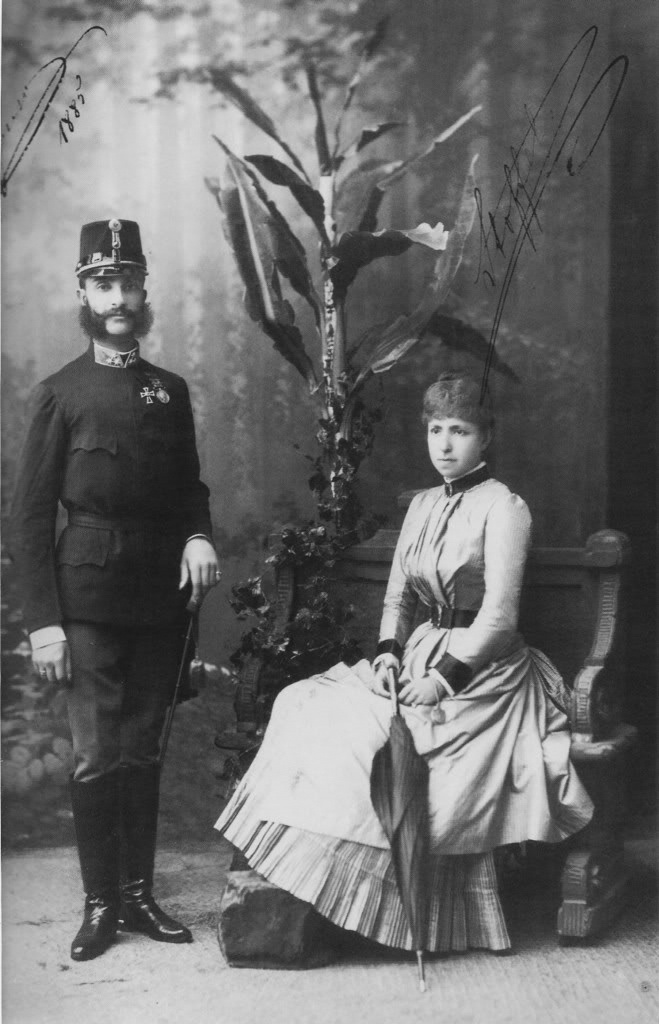
Alfons XII amb la seva segona esposa, Maria Cristina d'Àustria.

La proclamació d'Alfons XII fou celebrada per les classes oligàrquiques que ara tornarien a ocupar posicions de privilegi, i per la gent que aspirava al final de les turbulències polítiques. Els conservadors illencs s'uniren amb el nou règim i s'allunyaren del carlisme, optant pel canovisme. El sistema es basava en l'alternança dels partits en el poder. Les eleccions no eren més una paròdia, organitzada i dirigida des de la Governació, els governadors civils i la xarxa caciquista. Quan el sistema censatari (vot dels més rics) va ser substituït pel sufragi universal masculí (1891), el sistema el desvirtuà per complet. El cunerisme era la denominació de la pràctica d'incloure a les llistes electorals persones alienes a la circumscripció, conseqüència del sucursalisme. Antoni Maura i Montaner (1853-1925) ja destacava a les files liberals i va fer una ràpida carrera a l'ombra del seu cunyat Germán Gamazo.
Els republicans i els carlins restaven fora del sistema d'alternança. Els republicans es fragmentaren en diverses formacions (possibilistes, unionistes i federalistes). El Partit Republicà Federal defensava l'abolició de les quintes i de certs imposts, oposat al caciquisme i el cunerisme. L'any 1881 es reorganitzà el moviment obrer quan es creà la Unió Obrera Balear. El 1890 es fundà l'Ateneu Obrer Mallorquí i el 1892 els seus dirigents s'adheriren al Partit Socialista Obrer Espanyol. L'Ateneu Obrer es convertí amb la Federació Local de Societats Obreres sota la direcció de Francesc Roca. El carlisme tenia simpaties entre el clergat, part de la noblesa i sectors pagesos. Alguns d'aquests àmbits del tradicionalisme defensaren la cultura autòctona: en el setmanari manacorí La Aurora hi col·laborà el jove mossèn Antoni Maria Alcover.
La consolidació de l'economia capitalista va anar lligada a profundes crisis. Cal ressenyar la de 1873, que perdurà fins al 1895. Les Balears, en el context espanyol, ja eren una de les regions amb renda per capita elevada i la seva economia, en el darrer quart del segle xix, es caracteritzà per l'avanç en la industrialització, les millores a l'agricultura i les comunicacions, així com per l'impuls del capitalisme i la proliferació d'entitats financeres. La fil·loxera va assolar els vinyets francesos i era necessari recórrer a la importació. De 15.543 ha de vinya el 1860 es passà a 30.000 el 1890. La fil·loxera atacà els vinyets mallorquins a partir de 1891 mentre que França ja podia disposar de vinyets recuperats, amb la qual cosa la vinya es reduí a 2.843 ha el 1907. Els regadius reberen un impuls amb les dessecacions del prat de Sant Jordi (a partir de 1848) i l'albufera d'Alcúdia (1870).

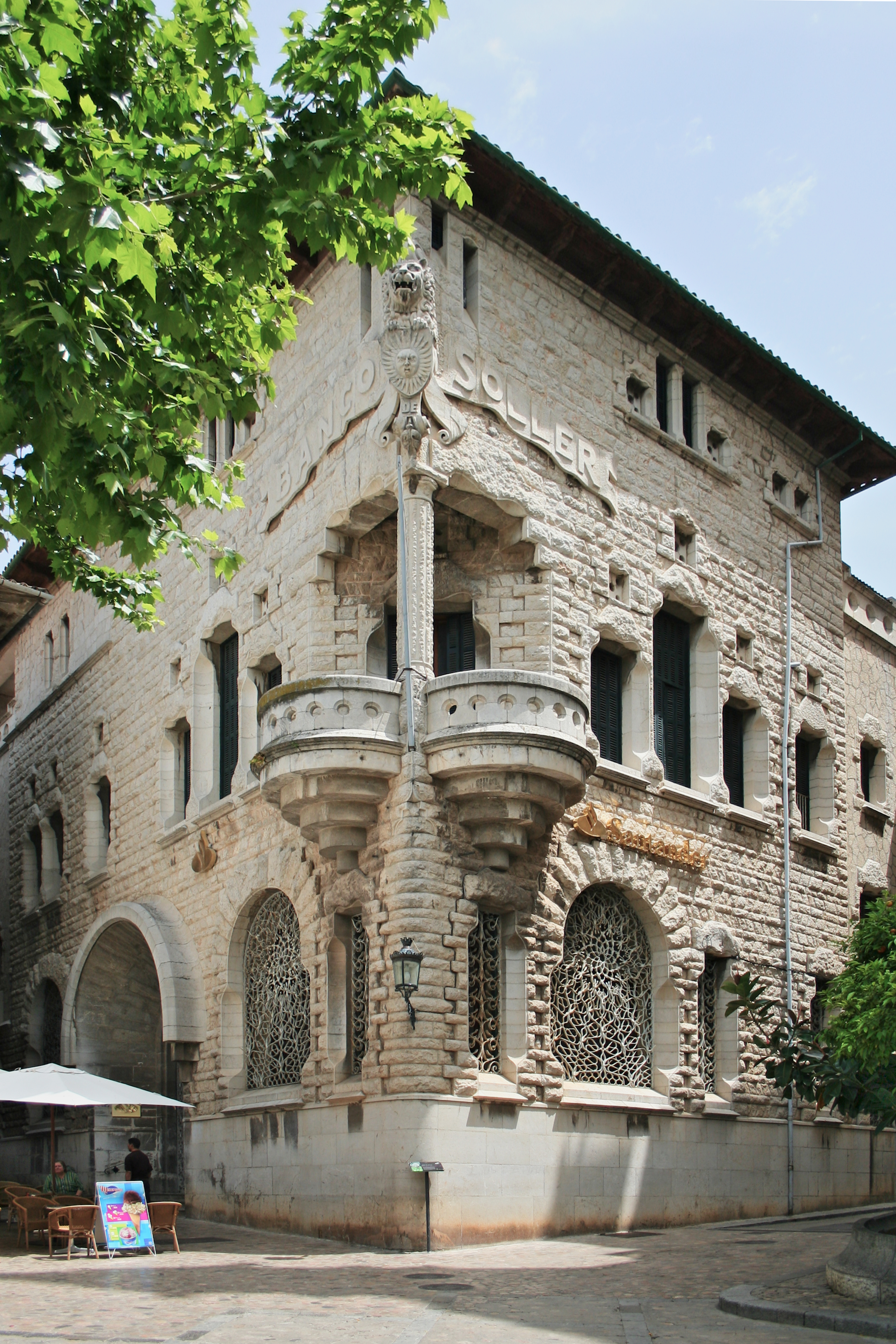
Façana del Banc de Sóller.

L'any 1875 la indústria fabril mallorquina constava de 2.965 tallers que ocupaven 13.845 treballadors. Es tractava d'una manufactura enfocada a la producció de béns de consum (tèxtil, calçat, aliments, metall, fusta…) i basada en el taller artesanal, amb ús freqüent del treball domiciliari i amb una base energètica orgànica. L'electrificació començà el 1901 (Alaró). El pes de les exportacions manufacturades cap al 1900 representava un 52% del total.
S'amplià la xarxa ferroviària (Consell-Alaró, Inca-Sineu, Inca - la Pobla, Palma-Manacor i Palma-Felanitx i es desenvolupà el transport marítim amb vaixells de vapor. Aparegueren noves entitats financeres com el Canvi Mallorquí el 1878, la Caja de Ahorros y Monte de Piedad de las Baleares (1882), la Caja de Ahorros y Monte de Piedad de Pollensa (Caixa de Colonya), el Crèdit Felanitxer, el Banc de Sóller, el Banc Agrícola i Comercial, etc.
L'adequació al cicle demogràfic modern s'accelera amb la reducció de la natalitat i de la mortalitat (amb xifres sensiblement més elevades de reducció que la mitja estatal). L'any 1887 l'esperança de vida d'un illenc en el moment de néixer era de 42 anys (igual que França, Regne Unit i Països Baixos, però sols de 32 anys en el conjunt de l'estat). La crisi finisecular donà una evolució lleugerament negativa entre 1887 i 1900 (Mallorca perdé un 0,3% de la seva població). És aleshores quan es donà una emigració considerable (27.000 emigrants en el conjunt balear entre 1887-1997), compensada pel creixement vegetatiu positiu.

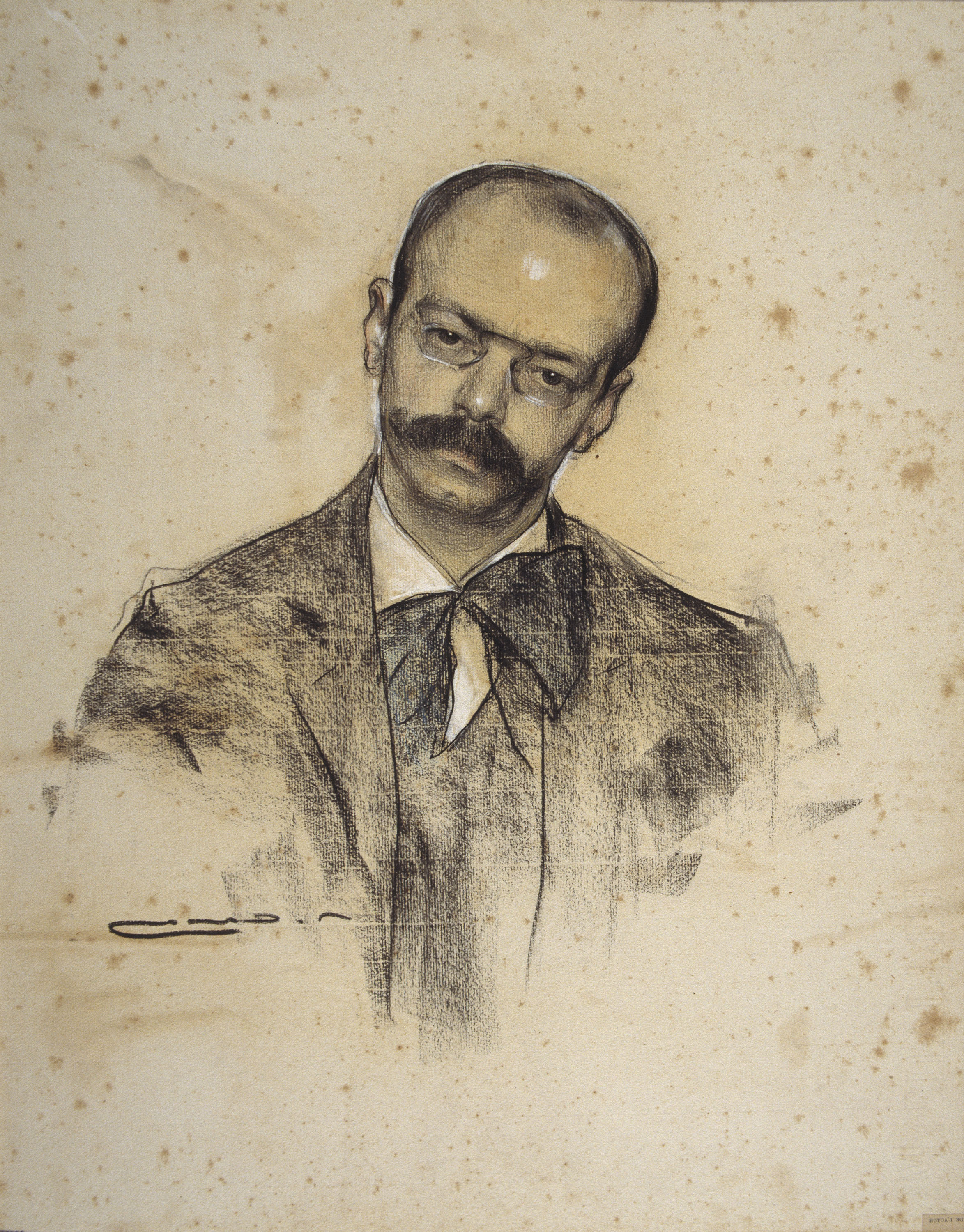
Gabriel Alomar, vist per Ramon Casas (MNAC).

L'ensenyament era únicament en castellà i el català era reduït a l'ús oral. Tanmateix, era molt insuficient. L'any 1885 hi havia a les Balears 8 escoles públiques de pàrvuls per 36 de privades.

### Mallorca en el primer terç delseglexx

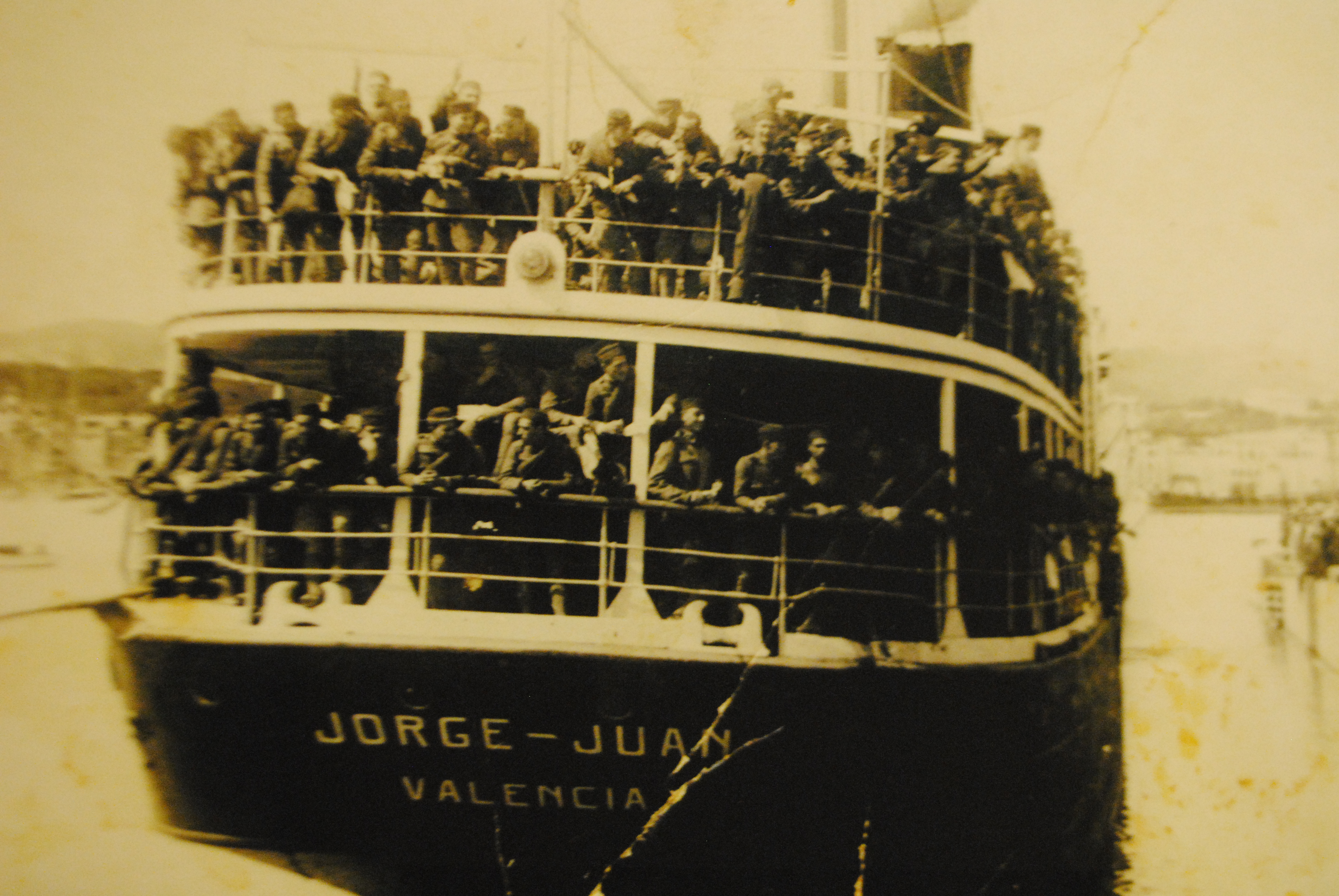
El vapor Jorge Juan carregat de soldats mallorquins a la Guerra del Rif (1925).

La guerra d'independència de Cuba i la guerra amb els Estats Units tingueren efectes importants a l'estat i a les Balears. La pràctica totalitat del calçat illenc es comercialitzava a Cuba. L'aventura neocolonial del Marroc respon a les ànsies de rescabalar la humiliació de 1898 i va ser un nou desastre. A Mallorca les protestes foren significatives, però la maquinària política caciquista controlà la situació.
L'any 1892 aparegué a Mallorca La Región dirigida per Lluís Martí que defensava l'autogovern. El regionalisme va tenir dos constituents: el tradicionalisme conservador (vinculat a sectors de l'església) i un sector del republicanisme federal. L'any 1898 aparegué La Nova Palma i el 1900 La Veu de Mallorca. El primer intent de vertebrar el regionalisme polític fou el 1909 amb la candidatura de l'Espurna a les eleccions municipals de Palma.
Als primers anys del segle alguns intel·lectuals començaren a parlar de la indústria dels forasters, el turisme, que segons ells tenia molt de futur. L'any 1903 es va inaugurar a Palma el primer establiment hoteler modern: el Gran Hotel, i dos anys més tard es fundà el Foment del Turisme de Mallorca. En esclatar la Primera Guerra Mundial els circuits comercials se'n ressentiren. L'aprovisionament de primeres matèries es va fer difícil i s'encarí molt.

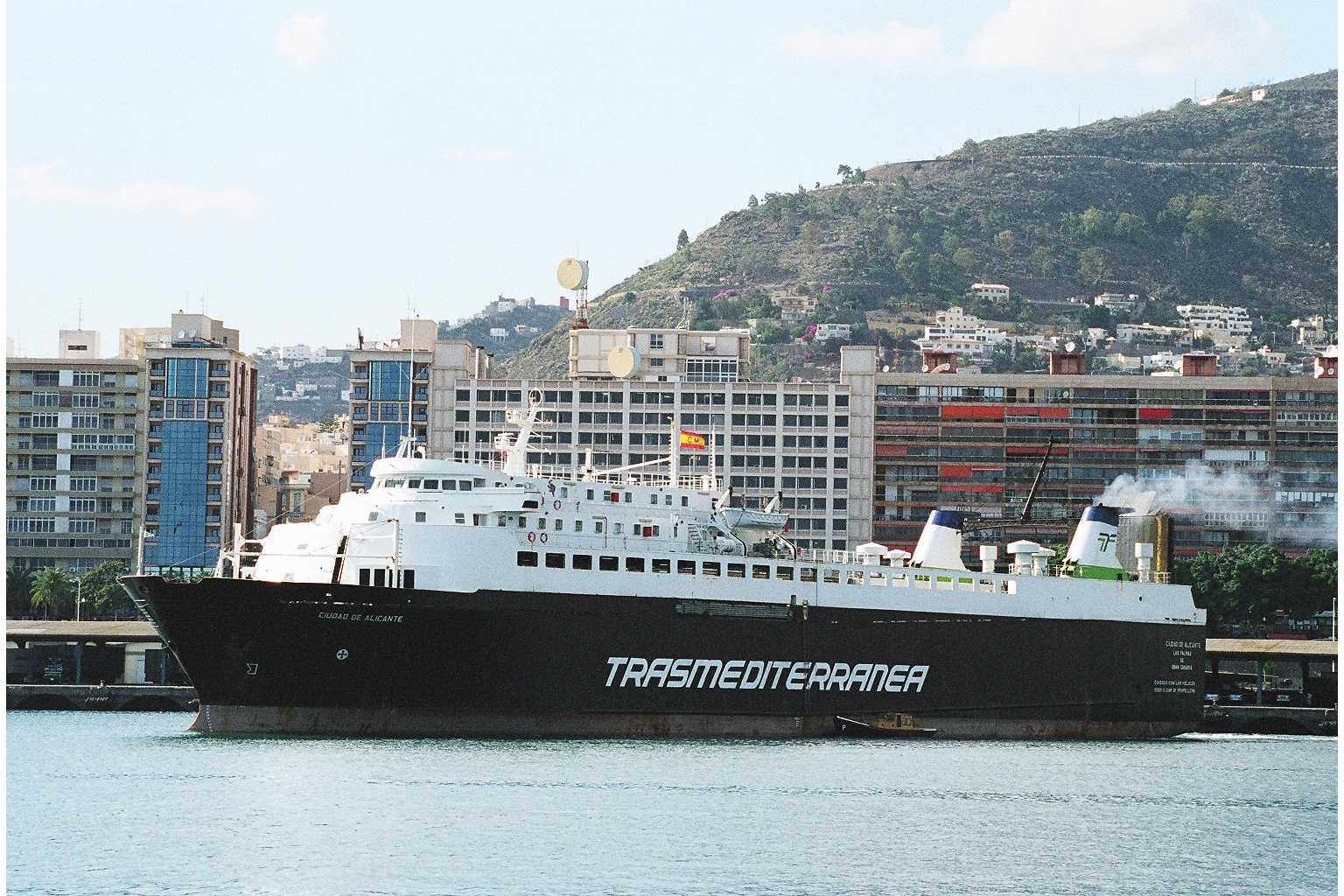
El vaixell Ciudad de Alicante de la Transmediterrània al Port de Sevilla.

En el sector primari els efectes de la guerra varen ser ambivalents: va augmentar la demanda internacional de productes agraris, però la producció espanyola no podia atendre aquesta demanda i alhora garantir el proveïment de la població. Es varen haver de posar restriccions a l'exportació (sobretot blat i farina). El contraban es va incrementar i hi va destacar Joan March i Ordines (1880-1962), que, durant la guerra, arribà a controlar el contraban de queviures que es feia des de Mallorca. També es va fer seu el control del transport marítim regular a través de la Companyia Transmediterrània.
En l'àmbit polític el 1915 es reorganitzà el maurisme mallorquí. El regionalisme experimentà un intent de revifada, amb la reaparició de La Veu de Mallorca i la creació del Centre Regionalista, el 1917. També el novembre de 1917 es formà el Bloc Assembleista, integrat per regionalistes, reformistes, socialistes i republicans, que es presentà a les eleccions locals de novembre de 1917.

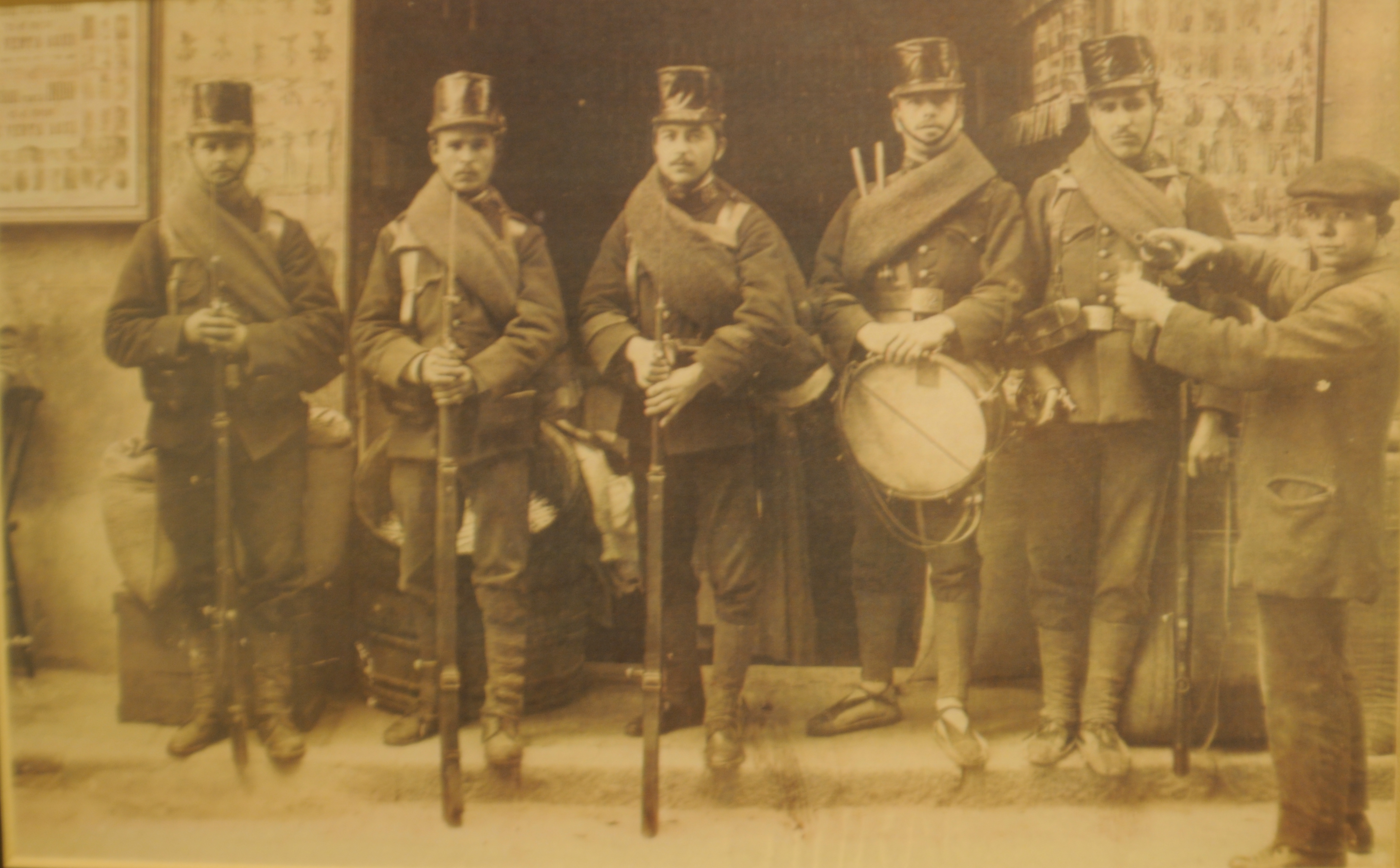
Grup de soldats protegint la botiga de Can Juanito dels saquejos, al carrer del Sindicat de Palma, l'any 1918.

L'any 1903 es va crear la Federació de Societats Obreres de Balears i el 1909 els socialistes es reorganitzaren i, aliats amb els republicans, formaren la Conjunció Republicanosocialista que participà en les eleccions de 1910. El 1911 es constituí a Mallorca la Confederació Nacional del Treball (CNT). L'augment dels preus provocat per la guerra, i la manca de productes de primera necessitat com el carbó o la farina, va dur a situacions crítiques. A principis de 1918 hi hagué manifestacions i saquejos de magatzems. L'epidèmia de grip de 1918 va agreujar la situació.

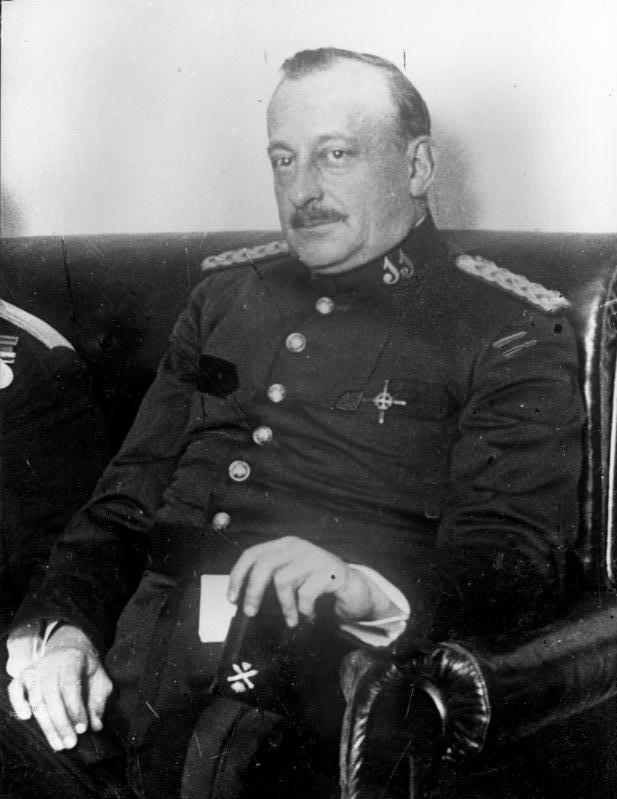
Miguel Primo de Rivera.

Joan March i Ordinas entrà en política enfrontant-se a la dreta tradicional. A les eleccions de 1923, March, al davant dels liberals mallorquins, aconseguí tres dels cinc escons. Miguel Primo de Rivera, el 13 de setembre de 1923, efectuà un pronunciament erigint-se en dictador. La Unió Patriòtica, el partit únic, incorporà antics i nous cacics locals, al costat de gent nova que responia a perfils tecnòcrates i apolítics, en general d'ideologia conservadora.
El règim autoritari començà a declinar a partir de 1928. El Dictador, ja sense suports a l'oligarquia dominant i a gran part de l'exèrcit, dimití el gener de 1930. En el breu període del General Berenguer l'oposició es va reorganitzar: creació del Partit Republicà Federal de Mallorca, del Centre Autonomista de Mallorca i el Centre Regionalista de Mallorca, activitat socialista i sindical, etc. En canvi els monàrquics estaven desorganitzats per l'acció de la Dictadura. Les forces opositores s'uniren de cara a les eleccions municipals del 12 d'abril de 1931 en el Front Únic Antimonàrquic. Els monàrquics guanyaren a Mallorca i Eivissa, però el triomf republicà a les principals ciutats (41 de les 50 capitals) forçà la partida del rei i el 14 d'abril es proclamà la República.
A partir de 1920, i fins al 1924, l'economia europea entrà en recessió i això es conegué en les exportacions mallorquines. Joan March, que s'havia acostat a la Dictadura, aconseguí el monopoli dels tabacs de Ceuta i Melilla i una posició de predomini a CAMPSA (creada el 1927). El 1926 fundà la Banca March. El 1927 es creà GESA que concentrà la pràctica totalitat de la producció energètica de Mallorca. En el període 1921-1930 les Balears cresqueren a una taxa del 4,47% anual, gairebé el doble que la taxa mitjana espanyola.
L'agricultura mallorquina continuava reforçant el seu caràcter comercial i l'any 1929 hi havia a les illes 37.000 hectàrees d'ametlerar. També augmentà l'exportació de porcs i ovelles, de conserves i polpa de fruita. La indústria del calçat s'orientà més cap al mercat espanyol, sense perdre el caràcter exportador. El tèxtil es mantingué a un bon nivell i els sectors metal·lúrgic i químic evolucionaren en positiu. S'amplià l'oferta hotelera: Gran Hotel Alhambra (1920), Mediterráneo Hotel (1922), etc. El 1929 s'inaugurà l'Hotel Formentor. L'any 1930 havien visitat Mallorca 20.000 turistes i el 1935 ja foren 40.000. La població mallorquina augmentà en les primeres 4 dècades del segle un 32%. Però el pes demogràfic de Palma cresqué de 63.937 habitants i el 25,7% de l'illa el 1900 a 114.402 habitants i el 34,9% de l'illa el 1940.

### La Segona República a Mallorca
El republicà Antoni Pou Reus i el socialista Jaume Garcia i Obrador assumiren el Govern Civil, Llorenç Bisbal encapçalà la gestora de l'Ajuntament de Palma i els republicans Francesc Julià i Perelló i Ferran Pou, amb el socialista Jaume Bauzà Far, es feren càrrec de la Diputació Provincial. Les eleccions a Corts constituents foren el 26 de juny. Els conservadors es presentaren ara com a Republicans de dretes i els liberals de March com a Partit Republicà de Centre. Per un altre costat es presentà la Coalició republicano-socialista, la Concentració Republicana d'Antoni Pou i els comunistes del PCE. Per l'esquerra es presentaren candidats cuners tan rellevants com Manuel Azaña i Dolores Ibarruri. Sortiren elegits cinc diputats de la coalició republicano-socialista i els dos candidats del Partit Republicà de Centre (Joan March i Ordinas i Lluís Alemany).
Les Balears podien optar a aconseguir un estatut d'autonomia. L'Associació per la Cultura de Mallorca promogué la redacció d'un Avantprojecte d'Estatut. Però els municipis menorquins, dirigits pel republicanisme lerrouxista, renunciaren a participar en la discussió de l'Avantprojecte. El juliol de 1931 es va aprovar l'Avantprojecte sense incloure Menorca. Però el problema de l'Estatut no era Menorca, era la manca d'adhesió al projecte de les forces polítiques majoritàries, d'ideari poc o gens favorable a l'autogovern, i la indiferència del gruix del cos social.
L'economia havia perdut dinamisme a principis dels anys trenta, en un moment de recessió internacional (crisi de 1929). Al port de Palma les sortides de mercaderies caigueren un 28,6% entre 1929 i 1935. La conflictivitat laboral també va anar en augment (vaga del moll de Palma de l'estiu de 1931). Els comunistes s'organitzaren i editaren Nuestra Palabra, la CNT es reconstituí al llarg de 1931 i 1932 i el PSOE constituí la Federació Socialista Balear (16 agrupacions locals i 1139 afiliats). El castell i bosc de Bellver, propietat del Reial Patrimoni, foren lliurats a la ciutat. S'implantà l'ús de la llengua pròpia a les sessions de l'Ajuntament de Palma. S'emprengué una notable tasca cultural a l'ensenyament primari i s'impulsaren les construccions escolars de manera decidida.
A les eleccions generals de novembre de 1933 el cos electoral s'havia incrementat molt amb el reconeixement del dret de vot a les dones, però també la dreta s'havia reorganitzat constituint la CEDA (Confederació Espanyola de Dretes Autònomes), liderada per José Maria Gil Robles. La dreta es presentà unida a les eleccions i obtingué el 62% dels vots, mentre que la coalició de republicans i socialistes restà en el 19%. En la segona volta, celebrada el 3 de desembre, foren elegits els candidats radicals Josep Teodor Canet Menéndez i Francesc Julià i Perelló, gràcies al suport de la dreta.
La situació econòmica empitjorà i es produí la fallida del Banc de Crèdit Balear el desembre de 1934, la del Banc Agrari de Balears i de la Companyia de Ferrocarrils de Mallorca. Falange Espanyola es constituí a Palma el gener de 1934. La tensió social culminà el mes d'octubre de 1934 amb la vaga general i la revolta d'Astúries. Les mesures repressives afectaren les Balears. Es produïren detencions i l'Ajuntament de Palma, presidit per Emili Darder i Cànaves, va ser destituït. També foren destituïts els batles de Llucmajor, Andratx i Felanitx. La Casa del Poble de Palma va ser clausurada. Però la situació social i política es va anar agreujant al llarg de 1935. El govern presidit per Alejandro Lerroux caigué el 19 de setembre. A les eleccions hi ha haver dues grans coalicions: la Unió de Dretes (CEDA, regionalistes, mauristes i els verguistes), i el Front popular que a les illes rebé el nom de Bloc Popular Antifeixista i estava constituït per Unió Republicana, Esquerra Republicana Balear, Partit Republicà Democràtic Federal, PSOE, PCE i les Joventuts Socialistes Unificades. Les eleccions, celebrades el 16 de febrer de 1936, donaren a les Balears un 68,3% a la dreta i l'esquerra sols guanyà a Calvià i Formentera. Però en el conjunt de l'estat la victòria va ser pel Front Popular.
Els ajuntaments destituïts l'octubre de 1934 foren reposats i Emili Darder tornà a ser el batle de Palma. La Diputació restà en mans d'una gestora presidida pel socialista Jaume Garcia i Obrador. Des dels sectors regionalistes i nacionalistes s'intentà reprendre el procés autonòmic, coincidint amb el Missatge als mallorquins del 23 de maig, al qual es va respondre amb el document Resposta als catalans. Aleshores els fets ja apuntaren amb celeritat cap a una creixent tensió estimulada per l'estratègia de provocació que articulà l'extrema dreta (falangistes, tradicionalistes, les Joventuts d'Acció Popular i membres de Renovación Española). Finalment, el juliol es produí l'alçament militar contra la República.

### La Guerra Civil i la postguerra
L'alçament militar feia mesos que es preparava. El comandant militar de les Balears Manuel Goded Llopis havia de tenir un paper destacat. Hi estaven implicats Falange Española, Renovación Española, Comunión Tradicionalista i les JAP, entre altres col·lectius civils. Tenia el suport d'Itàlia i Alemanya, i la contribució financera de Joan March i Ordinas. Goded el 19 de juliol proclamà l'estat de guerra. Es declarà la vaga general, però sense gaire èxit. Petits destacaments de carabiners resistiren a Pollença, la Pobla, Manacor i Sóller. Els altres intents de resistència foren a Esporles, Binissalem, Bunyola, Llucmajor, Consell, Pont d'Inca i Santanyí. Tot d'una s'inicià una repressió contundent contra les organitzacions d'esquerra, sindicats i contra qualsevol persona que fos considerada desafecta cap al nou estat de coses.
Menorca havia restat republicana, com el País Valencià i Catalunya, per això era lògica la temptativa de recuperar Mallorca per la República. L'expedició va ser organitzada per la Generalitat i el Comitè de Milícies Antifeixistes de Barcelona, i dirigida pel capità Alberto Bayo. El contingent s'acostava als 8.000 homes, però era molt ineficaç militarment degut a la manca d'oficials professionals i a la divisió entre les diverses milícies. El 16 d'agost es realitzà el desembarcament entre Portocristo i la Punta de n'Amer (Son Servera), ocupant Portocristo, però sense ser capaços d'avançar cap a l'interior de l'illa. El front restà estabilitzat i el 27 d'agost arribaren avions italians pagats per Joan March i Ordinas, que atacaren amb eficàcia la desmoralitzada tropa miliciana. Bayo ordenà el reembarcament el 4 de setembre.
A partir del cop militar es desplegà una virulenta repressió. Els presos foren reclosos a la presó provincial de Palma, al castell de Bellver, al vaixell Jaume I, al magatzem de fusta de Can Mir i a les presons militars de Sant Carles i Illetes. La repressió s'endurí a partir del desembarcament de Bayo. Els afusellaments es feren habituals i centenars de persones foren assassinades sense judici previ. La xifra d'assassinats a Mallorca al llarg de la guerra frega les 2.000 persones. Entre els assassinats cal esmentar persones com Alexandre Jaume Rosselló, Bernat Marquès i Rullan, Pere Antoni Reus i Bordoy, Emili Darder, Aurora Picornell, Joan Mas i Verd, Antoni Maria Ques i Ventayol, Antoni Mateu, etc.
Els ensenyants foren víctimes preferents de la repressió i molts d'ells foren assassinats, empresonats i depurats. La llengua i la cultura de Mallorca va ser foragitada i perseguida, per tal d'imposar la castellanització que els sublevats entenien que garantia la unitat d'Espanya. A partir de 1937 s'obriren diversos camps de concentració per acollir els presos polítics (l'Espinagar, Son Catlar, els Llombards, Formentor, la Marina de Llucmajor…).
Mallorca va fer les funcions militars de base aeronaval franquista per bombejar la costa mediterrània. Els creuers "Baleares", "Canarias" i "Almirante Cervera" foren destinats a Palma. Les forces aèries, amb l'aviació legionària italiana i alemanya estaven destacades a Palma i Pollença. Ramon Franco va ser nomenat cap de la Zona Aèria de Balears fins a la seva mort en un accident d'aviació el 1938. Mallorca també va ser bombardejada per l'aviació republicana.
El conflicte mundial que esclatà el 1939 va dificultar la recuperació econòmica i l'abastament de queviures, combustible, béns d'equip i primeres matèries. L'agricultura esdevingué essencial per proveir la població, mentre la indústria es veié tenallada per la manca de primeres matèries. La conseqüència va ser la penúria, la fam, el racionament estricte de queviures, l'emigració, l'economia submergida i el contraban. Pel poble mallorquí foren els anys de la fam.
Cal esmentar l'exili de moltes persones i l'empresonament de moltes altres. Uns 5.500 ciutadans de les Balears foren expedientats pel Tribunal de Responsabilitats Polítiques. L'oposició antifranquista restà reduïda a molt poca cosa tot i que es distribuïen fulls de mà i publicacions com ara Nuestra Palabra. L'oposició antifranquista restà quasi destruïda per complet amb la gran operació policial del març de 1948, amb més de vuitanta detencions (entre elles la de Joan Albertí i Moll, responsable del PCE a les Balears).

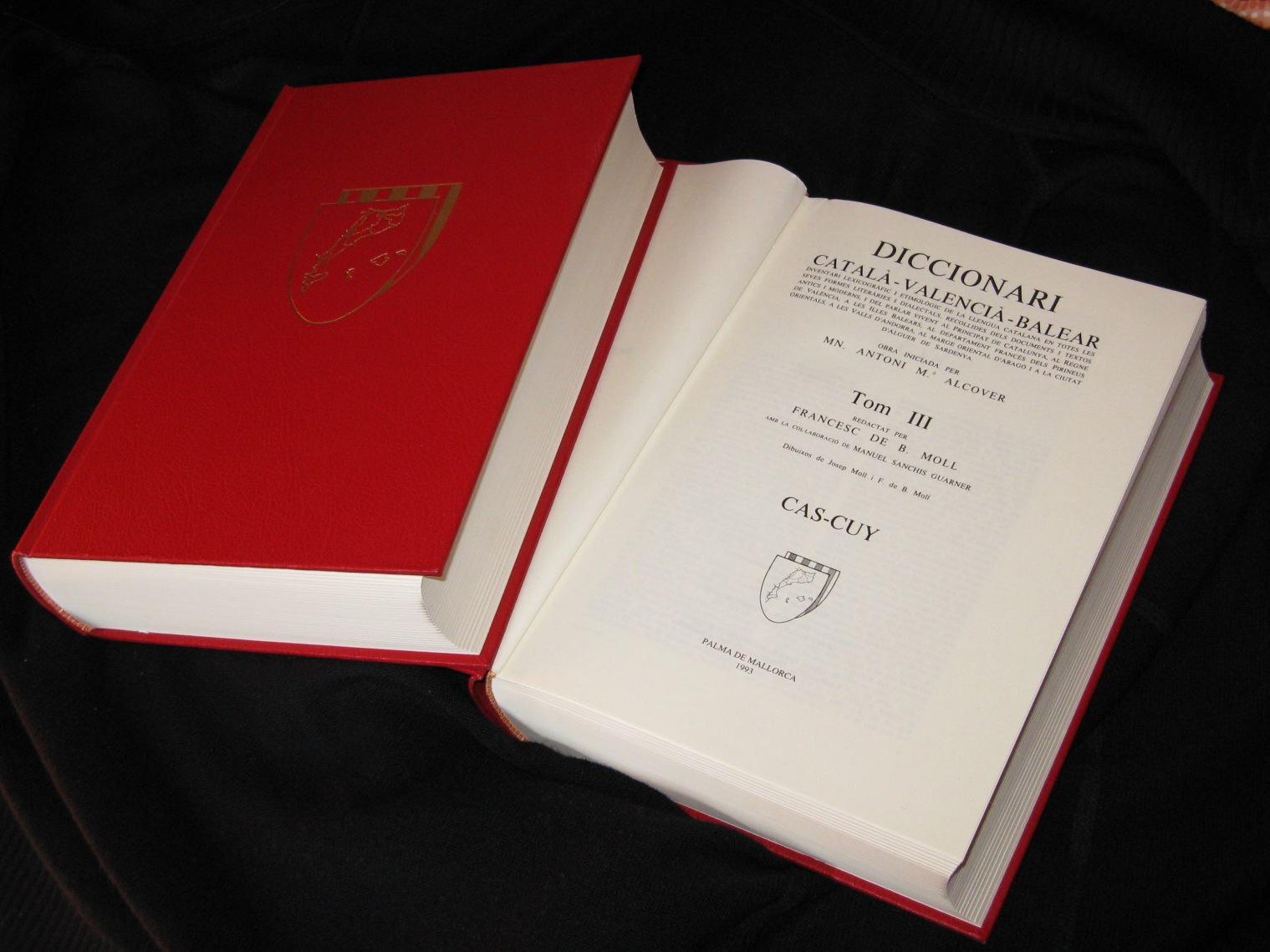
El Diccionari català-valencià-balear.

El panorama educatiu va estar dominat per la depuració de professors i la seva substitució per falangistes i excombatents. S'imposaren els valors de la moral catòlica més retrògrada i un espanyolisme excloent i militarista. El reconeixement del règim de Franco i el conveni amb els Estats Units va dur a la instal·lació d'una base de telecomunicacions al Puig Major. A Mallorca l'oposició clandestina havia estat liquidada i sols sobrevivia un petit nucli comunista entorn de Guillem Gayà Nicolau. Les tensions actuaven més aviat en el si de la mateixa Falange. Però la Falange ja havia esdevingut un instrument burocràtic amb una implantació social en descens.
L'any 1953 l'INI adquirí GESA, fet que dugué a la modernització de l'arcaic sector energètic mallorquí amb l'entrada en funcionament de la central tèrmica d'Alcúdia. El sector bancari es modernitzà i es millorà la xarxa de carreteres i s'inaugurà l'aeroport de Son Sant Joan (1960). L'estat adquirí la Companyia de Ferrocarrils de Mallorca (1951) i els autobusos substituïren els tramvies elèctrics. Tots els sectors econòmics milloraren. L'agricultura cresqué gràcies a l'exportació de patates i altres productes, com l'ametlla i l'expansió dels regadius. La mecanització s'accelerà amb la incorporació progressiva de tractors, sembradores, segadores i màquines de batre, contribuint a un major èxode del camp cap a la ciutat. La indústria també s'expandí: calçat, alimentació, metall, fusta, químiques, vidre i tèxtil. Pel que fa al turisme, aquest començà a agafar empenta (el 1950 hi havia 174 establiments i 4.054 llits).

### Els canvis dels anys seixanta i setanta

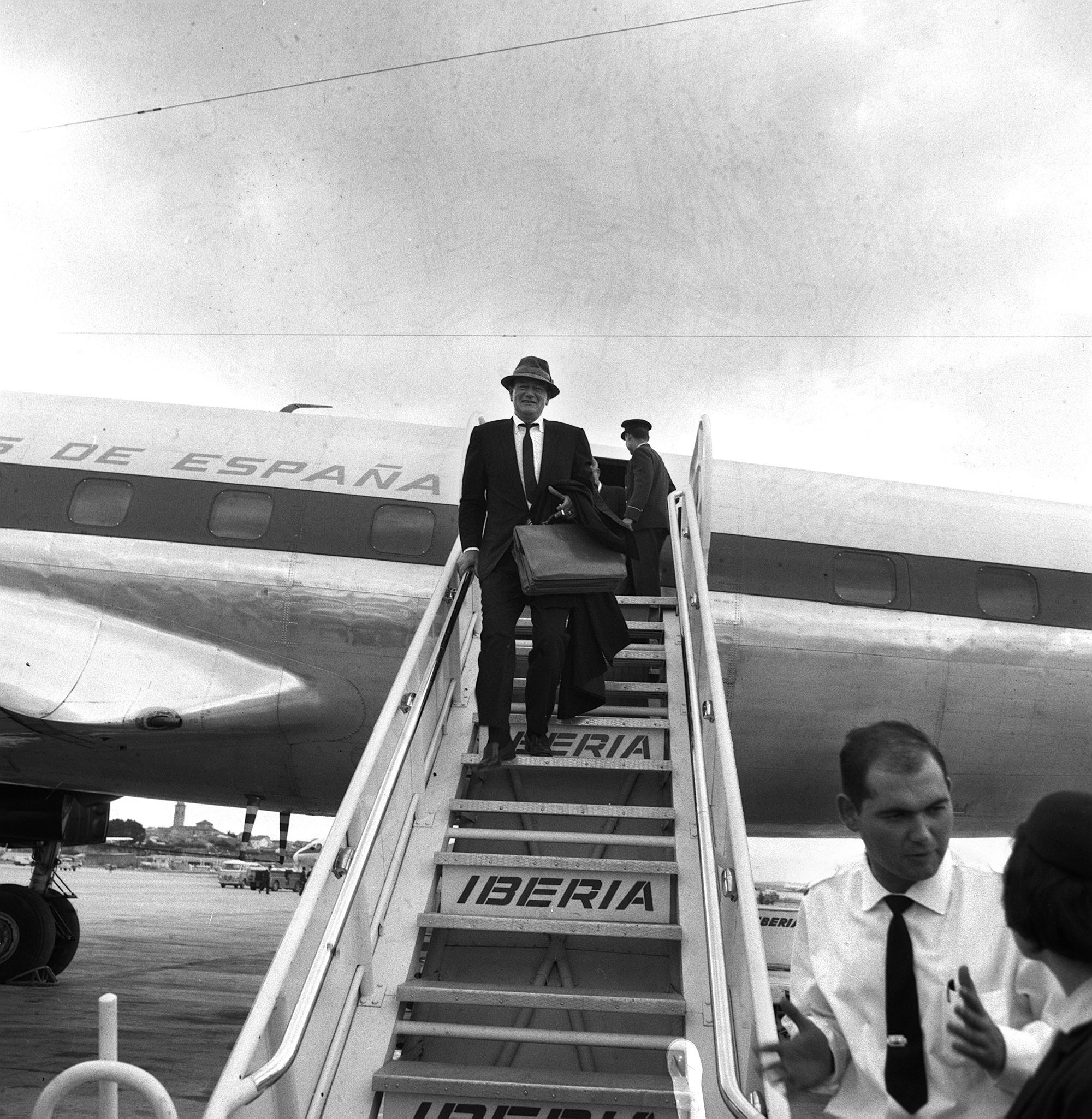
Arribada de John Wayne a Palma el 1963.

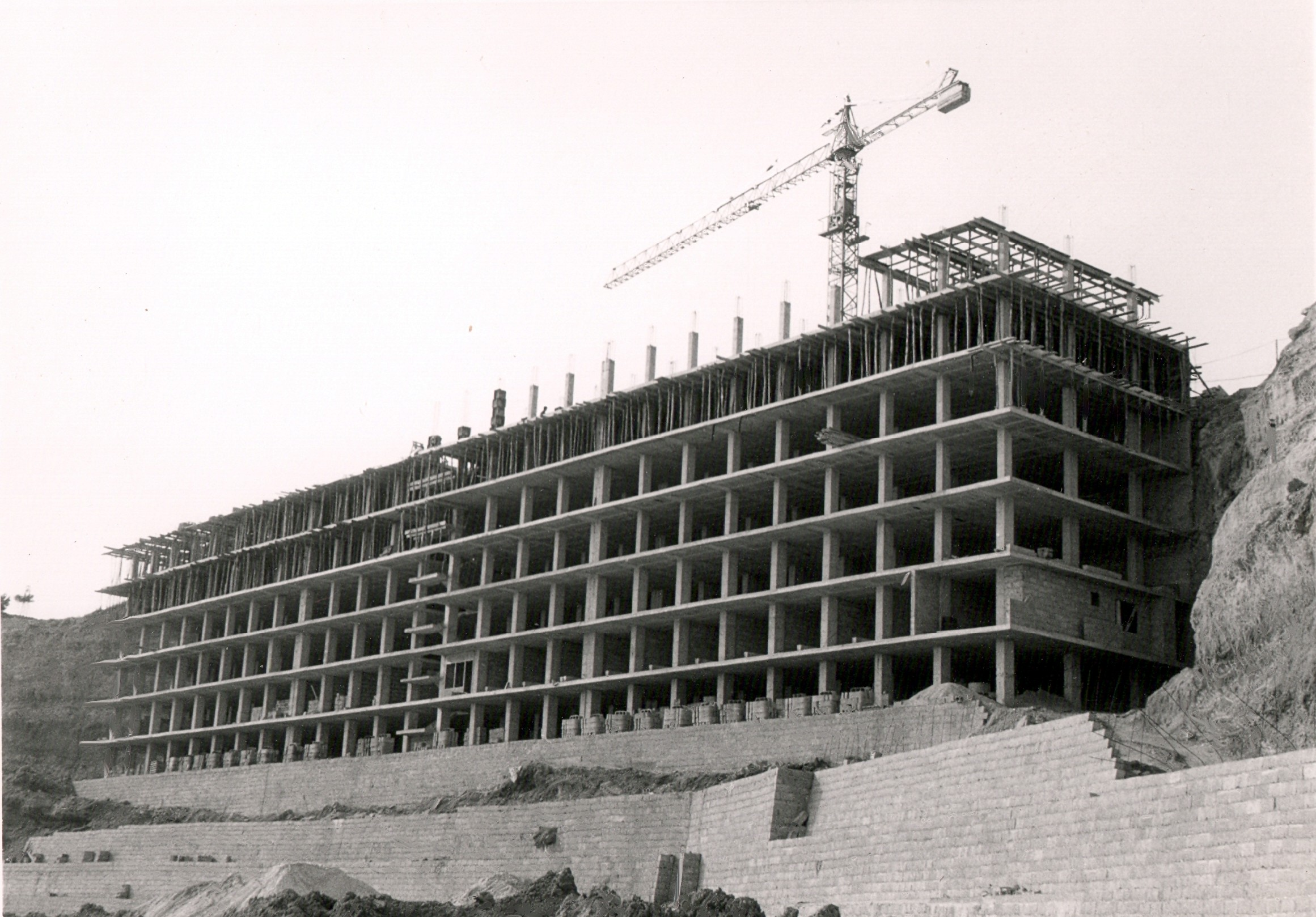
Apartaments del Toro en construcció (1972).

L'any 1960 les Balears acolliren 400.000 turistes, però entre 1960 i 1973 es produí l'anomenat boom turístic (el 1973 les Balears tenien 1.886 establiments turístics i 222.680 llits). Mallorca passà de 632.000 viatgers entrats o sortits per via aèria el 1960 als 7.019.000 de 1973.
La construcció es va veure estimulada: si el 1951 s'havien consumit 21.500 tones de ciment, el 1965 ja eren 219.000 tones i el 1973 eren 505.000 tones. Els excedents de mà d'obra varen ser absorbits i es provocà una sobtada inversió del flux immigratori. Entre el 1960 i el 1973 es crearen a les Balears cent mil nous llocs de treball. El sector terciari el 1973 ja ocupava 112.000 treballadors (el 48% dels ocupats) el 1973. No hi havia cap casta de planificació i va aflorar l'especulació urbanística, amb una mutació accelerada dels usos del sòl, que va afectar una part important del litoral mallorquí. Mallorca passà de 443.000 habitants el 1960 a 525.000 el 1973. Palma incrementà la seva població en un 97% i Calvià en un 265%. Augmentà molt l'eix Llucmajor-Marratxí-Palma-Calvià-Andratx i la costa de Llevant (Son Cervera i Capdepera) i 27 municipis perderen població (sobretot els del Pla). La immigració va ser la causa principal d'aquest increment.
La indústria mantingué la seva activitat, encara que en part produint de cara a la creixent demanda turística. Es densificà l'estructura de carreteres i augmentà de manera espectacular el parc automobilístic. Mentrestant, s'abandonava el tren i sols es deixaven actives les línies Palma-Inca i Palma-Sóller. En l'agricultura la pèrdua de mà d'obra es compensà amb la mecanització, però s'abandonaren les terres més marginals i poc productives. El regadiu encara duia una línia creixent. La vinya mantenia la seva presència a poblacions vitícoles com Santa Maria del Camí i Felanitx. La ramaderia bovina de llet s'incrementava al Pla de Sant Jordi, Campos i ses Salines.
Desaparegueren la majoria d'entitats bancàries autòctones i s'implantà la banca peninsular, en canvi es mantingueren el Banc de Crèdit Balear (dins el grup del Banco Popular), la Banca March i la Caixa d'Estalvis i Mont de Pietat de les Balears. S'incrementà la renda per capita, però cal recordar que cap a la fi dels anys cinquanta (abans del boom turístic) la renda per capita balear ja era un 20% superior a la mitjana espanyola.
La societat mallorquina no havia experimentat canvis substancials en la seva composició cultural des de feia segles. L'allau d'immigrants, els canvis econòmics i de valors, la generalització dels mitjans de comunicació audiovisual (sobretot la televisió), i l'existència d'un estat enemic de la cultura pròpia de Mallorca, generà un espai potencial on la modernització podia anar acompanyada de la despersonalització i el genocidi cultural. També es va produir una relaxació de la censura i una major tolerància cap a l'ús de les llengües no castellanes de l'estat. L'Obra Cultural Balear es va fundar el 1962, per iniciativa de Francesc de Borja Moll, amb l'objectiu de defensar els valors culturals de les Balears. Amb el major nivell de vida i majors inversions públiques en educació l'escolarització es va generalitzar. L'any 1967 es va establir a Palma una secció de la Universitat de Barcelona, aprofitant l'Estudi General Lul·lià creat el 1951.

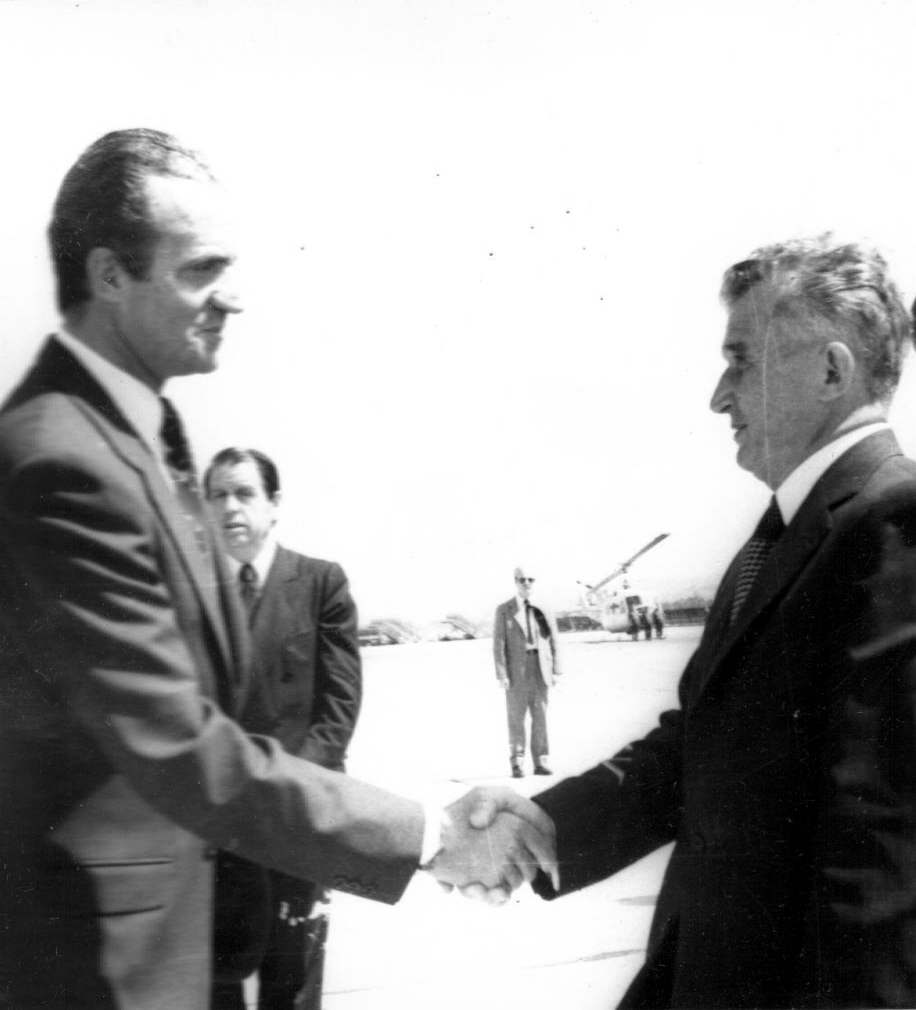
El rei Joan Carles I, amb Nicolae Ceauşescu, el 1979.

Mentre la societat canviava a ritme accelerat el règim romania fidel a la seva essència dictatorial. L'any 1966 tingué lloc el referèndum sobre la Llei Orgànica de l'Estat i el 1969 Franco va nomenar successor, a títol de rei, el príncep Joan Carles de Borbó. El príncep estiuejà a Mallorca, amb la seva esposa Sofia de Grècia, al Palau de Marivent, declarat residència oficial dels prínceps l'any 1973. L'oposició era dèbil. L'anomenada Vaga Nacional Pacífica de 1959 no tingué repercussions. En general les primeres organitzacions clandestines aparegueren només a la fi dels anys 1960. Hi va haver algunes instàncies unitàries com la Comissió Cívica (1971) i la Mesa Democràtica de Balears (1972). L'abril de 1974 grups d'aturats ocuparen els locals dels sindicats verticals de Palma, i el 1975 les candidatures no oficials impulsades per Comissions Obreres derrotaren per primera vegada les oficialistes.
La mort del dictador el 20 de novembre de 1975 va obrir un procés doble en el qual l'oposició antifranquista, per una part, intensificà els seus esforços (a la vegada que augmentava la conflictivitat laboral) i se succeïen trobades i plataformes unitàries (Assemblea Democràtica de Mallorca, el 8 de juliol de 1976), i per l'altra, des del mateix règim, s'iniciava una operació conduent a assolir una monarquia democràtica sense moments de trencament. La transició a la democràcia implicà el retorn del pluralisme i la represa de les aspiracions autonomistes. El 4 de juny de 1977 se signà el Pacte Autonòmic, en el qual els partits es comprometien a exigir el reconeixement dels drets i de la identitat de les Illes Balears, incloent-hi l'obtenció d'un Estatut d'Autonomia.

### La democràcia i l'autonomia

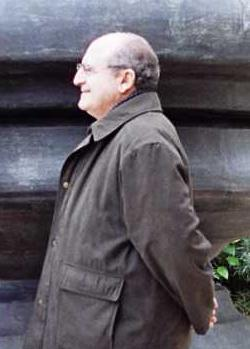
Abel Matutes.

El 15 de juny de 1977 es varen celebrar les primeres eleccions per elegir el Congrés de Diputats i el Senat. La UCD obtenia 4 diputats i 3 senadors, el PSOE 2 diputats i un senador, i AP el senador per Eivissa i Formentera (Abel Matutes). Resultava un escenari fortament bipartidista i amb predomini absolut de les forces d'àmbit estatal. A la Diada per l'Autonomia celebrada a Palma el 29 d'octubre de 1977, unes trenta mil persones es varen manifestar reclamant l'autogovern. Un dels problemes era conciliar les posicions predominants a Menorca i les Pitiüses,a favor d'una paritat interinsular, i els partidaris d'una major proporcionalitat en la representació. El Consell de Ministres aprovà el 3 de juny de 1978 el Decret-Llei de Règim Preautonòmic de les Balears. El juliol es va constituir el Consell General Interinsular, presidit per Jeroni Albertí, però fins al desembre de 1979 no es traspassaren les competències de la Diputació als consells insulars i al Consell General Interinsular.
Mentre les eleccions general de l'1 de març de 1979 donaren uns resultats molt similars als de 1977, les eleccions locals del 3 d'abril, encara que consolidaven el predomini dels partits estatals, reflectien també un avanç notable dels nacionalistes del PSM a Mallorca i Menorca. El Consell General Interinsular, integrat per 24 consellers (13 UCD, 4 PSOE, 2 PSM, 1 PCIB, 1 CD i 3 pels Independents al Consell Insular d'Eivissa i Formentera), seguí presidit per Jeroni Albertí, que també presidí el Consell Insular de Mallorca.
El sector turístic no acabava de remuntar després de la crisi de 1973. En el sector industrial les coses encara estaven pitjor: els principals sectors perdien capacitat competitiva, sobretot el calçat. Els anys 1979 i 1980 foren recessius i augmentà el nombre d'aturats. La destrucció de llocs de feina industrials, acompanyada de la progressiva pèrdua de treballadors agraris, va dur a què el sector terciari balear cada cop es convertís en més predominant. El turisme, i les activitats urbanitzadores i de creació de segones residències, es varen mostrar com a grans consumidores de territori. El nou model econòmic no considerava factors limitants l'espai, l'aigua o l'energia. El Grup d'Ornitologia Balear (GOB) es va fundar el 1973. La lluita que aquesta entitat, amb altres col·lectius, va impulsar va aconseguir èxits importants com salvar el Trenc, la Dragonera o l'Albufera d'Alcúdia.
A partir del 1980 el procés autonòmic es va trobar returat. Les Balears es varen veure incloses dins el grup de comunitats de via lenta de l'article 143 de la Constitució. La Comissió dels Onze va iniciar els treballs de redacció de l'avantprojecte d'Estatut. La comissió fou dissolta per Jeroni Albertí el maig de 1981 i, finalment, UCD i PSOE arribaren a un acord que duia les Balears a la via lenta. La crisi de la UCD va obrir les portes al PSOE, que va guanyar les eleccions legislatives del 28 d'octubre de 1982. Les noves Corts reiniciaren la tramitació parlamentària del projecte d'Estatut que va ser aprovat el 26 de gener de 1983.

### Mallorca en l'actualitat

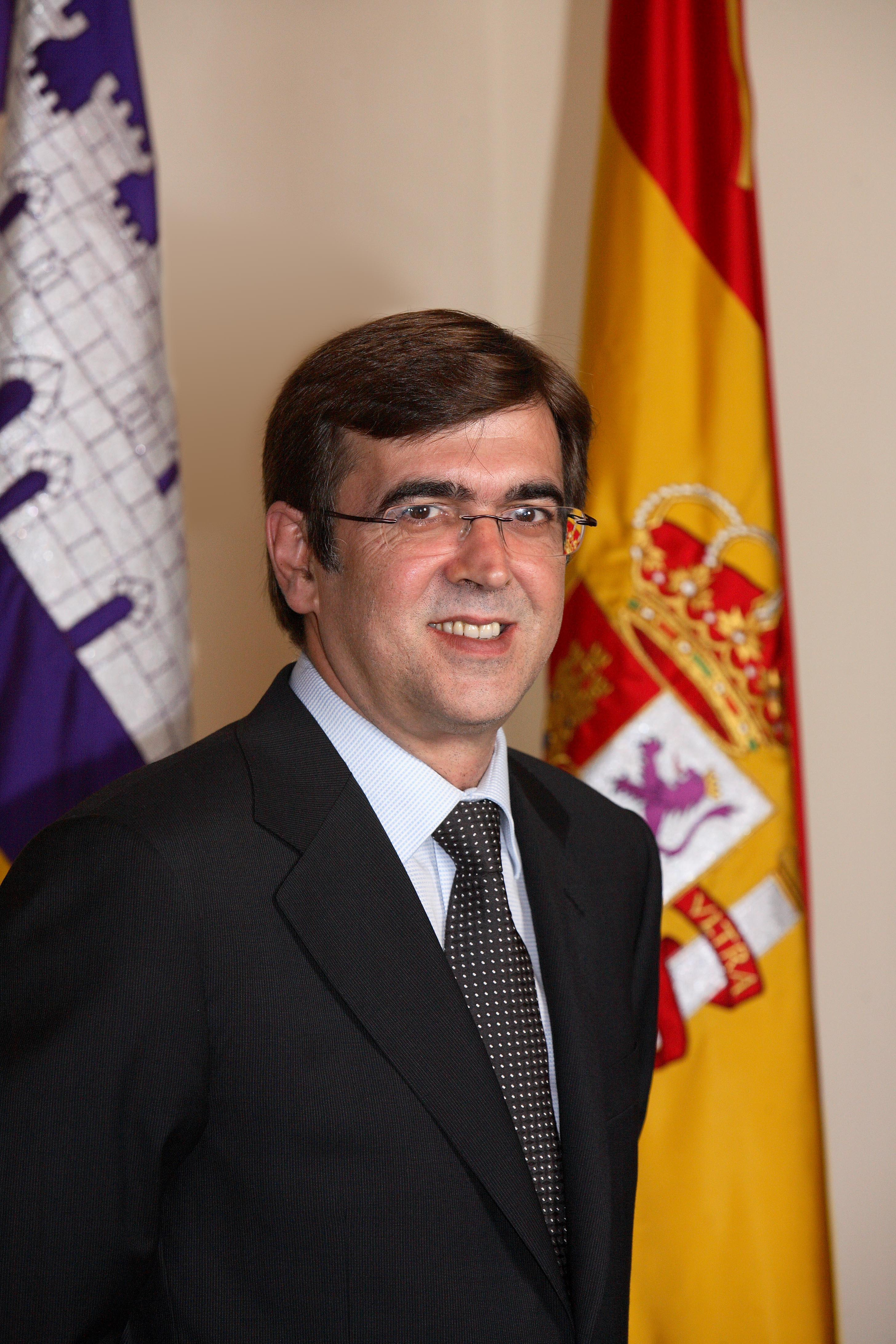
Francesc Antich.

Les eleccions locals i autonòmiques del 8 de maig de 1983 donaren un equilibri entre la Coalició Popular i el PSOE. Unió Mallorquina aconseguí el tercer lloc. En quart lloc quedaren els nacionalistes d'esquerra del Partit Socialista de Mallorca i la candidatura Partit Socialista de Menorca-Agrupament d'Esquerres. Unió Mallorquina va desfer l'empat a favor de la Coalició Popular, després de les pressions dels poders fàctics, en l'anomenat Pacte de Madrid. Gabriel Cañellas i Fons va ser elegit president del Govern Balear i Jeroni Albertí i Picornell president del Consell Insular de Mallorca. El 29 d'abril de 1986, per unanimitat, s'aprovà la Llei de Normalització Lingüística. Les eleccions balears de 1987 tornaren a ser guanyades per Gabriel Cañellas, que no obtingué majoria absoluta. Una vegada més UM donà suport al PP, amb el concurs del CDS i la indiferència del PSOE, que mantenia Ramon Aguiló de batlle de Palma. Una fita important fou la declaració de l'arxipèlag de Cabrera com a parc nacional i reserva integral pel Congrés dels Diputats (març de 1991), així com la Proposició de Llei Orgànica de reforma de l'Estatut d'Autonomia aprovada pel Parlament el 29 de gener de 1991. L'executiu estatal, presidit per Felipe González, era reticent a qualsevol ampliació de competències. Aleshores l'anomenat Pacte Autonòmic entre el PP i el PSOE va sepultar els intents de reformar l'Estatut.
Les eleccions generals del 28 d'octubre de 1989 varen confirmar el basculament cap a la dreta de l'electorat mallorquí, fet que es va confirmar en les eleccions locals i autonòmiques d'un any i mig més tard, que palesaren un creixement significatiu dels nacionalistes del Partit Socialista de Mallorca. El setembre de 1992 Gabriel Cañellas destituí la consellera d'Educació i Cultura del seu govern Maria Antònia Munar, després de fer-se seu el control de gran part dels càrrecs públics d'UM. Així i tot, la coalició PP-UM no es va trencar.
Els fets de corrupció no impediren l'èxit electoral del PP a les eleccions locals i autonòmiques de 1995, amb l'excepció del Consell Insular de Mallorca on se signà un acord entre PSOE, PSM i UM. Finalment, els casos de corrupció forçaren la dimissió de Gabriel Cañellas el 17 de juliol de 1995, mentre el president del Parlament Cristòfol Soler era elegit nou president. Soler intentà un gir del PP cap al centre, amb posicions favorables a l'ordenació del territori i a la cultura del país, però les altres fraccions del partit s'uniren i feren president Jaume Matas. Les Corts aprovaren, el gener de 1999, una nova reforma de l'Estatut i el 1996 es transferí la Universitat de les Illes Balears.
Entre 1986 i 1988 les taxes de creixement foren espectaculars, a partir del sobredimensionament de la construcció. L'any 1994 el sector terciari generava el 81,2% del PIB balear. En canvi, entre 1975 i 1991 la població activa agrària passà del 16,6% al 4,8%. Un fet similar succeí al teixit industrial que en els anys setanta i vuitanta es reduí molt. Les 282.727 places hoteleres balears de 1984 passaren a 379.185 el 1994, més unes 100.000 places més en allotjaments no regulats. L'any 1994 les Balears reberen vuit milions de turistes. Pel que fa a la població, Mallorca experimentà un important creixement: 620.515 habitants el 1986.
Les eleccions locals i autonòmiques de 1999 donaren el 44% dels vots al PP però la suma dels altres partits, units en un segon Pacte de Progrés, el deixaren fora del Govern Balear i dels consells insulars. Francesc Antich, del PSOE, seria el president del Govern. Un acord bilateral entre el PSOE i UM lliurava a Maria Antònia Munar el Consell Insular de Mallorca. L'Ajuntament de Palma era l'única institució important que controlava el PP. El Govern del Pacte de Progrés es va llançar a una activitat frenètica, sacsat per les dificultats internes i externes. Una de les mesures estel·lars del govern va ser la imposició d'una taxa turística.
Les eleccions balears del 25 de maig de 2003 atorgaren al PP la majoria absoluta, i Jaume Matas tornà a ser investit president. Maria Antònia Munar va aconseguir la gestió de tot el Consell Insular de Mallorca. A Palma el PP mantenia la majoria absoluta. Jaume Matas va impulsar una política de despesa enfocada a crear grans infraestructures públiques. També va fer seva la política del govern Aznar en contra de la normalització de les llengües no castellanes. Els casos de corrupció es multiplicaren: Cas Bitel 2, Operació Bomsai, Cas CDEIB, Cas Palma Arena, etc. També se succeïren al consell insular: Son Oms, Can Domenge, Pla Territorial, Peatge… El març del 2004 José Luis Rodríguez Zapatero fou el nou president del Govern espanyol. La nova situació facilità la tramitació d'una nova reforma de l'Estatut, aprovada pel Parlament el 13 de juny del 2004.
A les eleccions locals i autonòmiques del mes de maig del 2007, Francesc Antich fou elegit president del Govern Balear i Francina Armengol, presidenta del Consell Insular de Mallorca. Maria Antònia Munar va ser la presidenta del Parlament. Les investigacions sobre corrupció afectaren Unió Mallorquina i la seva líder Maria Antònia Munar, la qual fou imputada, amb altres membres del seu partit, en dos casos de prevaricació urbanística. Munar dimití de la presidència del Parlament el febrer de 2010.
El 2005 Mallorca tenia 777.821 habitants, després d'un fort flux immigratori (dos terços del qual eren d'origen estranger). El 2012 ja eren 876.147 habitants. L'estructura productiva seguia centrada en el sector serveis, però la població augmentava més aviat que no la producció, fet que provocà un descens de la renda per capita. L'any 1996 el dèficit fiscal balear s'estimava en 137.707 milions de pessetes. L'economia turística presentava xifres impressionants (l'any 2004 visitaren les Balears 11,48 milions de turistes). Però el sector que es disparà va ser el de la construcció (el 1996 hi havia 29.550 ocupats en el sector a les Balears i el 2001 ja eren 57.575). A l'estiu del 2007 aparegueren els símptomes d'una crisi que s'havia d'aprofundir en els anys vinents. La caiguda de la construcció va anar lligada a la crisi del sistema bancari, a l'increment ràpid de les xifres d'atur, al tancament d'empreses, al desnonaments d'habitatges i al desequilibri dels comptes públics. El PIB balear va davallar un -2,7% el 2009, un -1% el 2010 i un -0,6% el 2011. El 2012 el creixement mallorquí tornà a ser negatiu amb un -0,1%. El percentatge de persones desocupades a les Illes Balears l'any 2012 fou de 23,3% (l'any 2008 era del 9,5%).

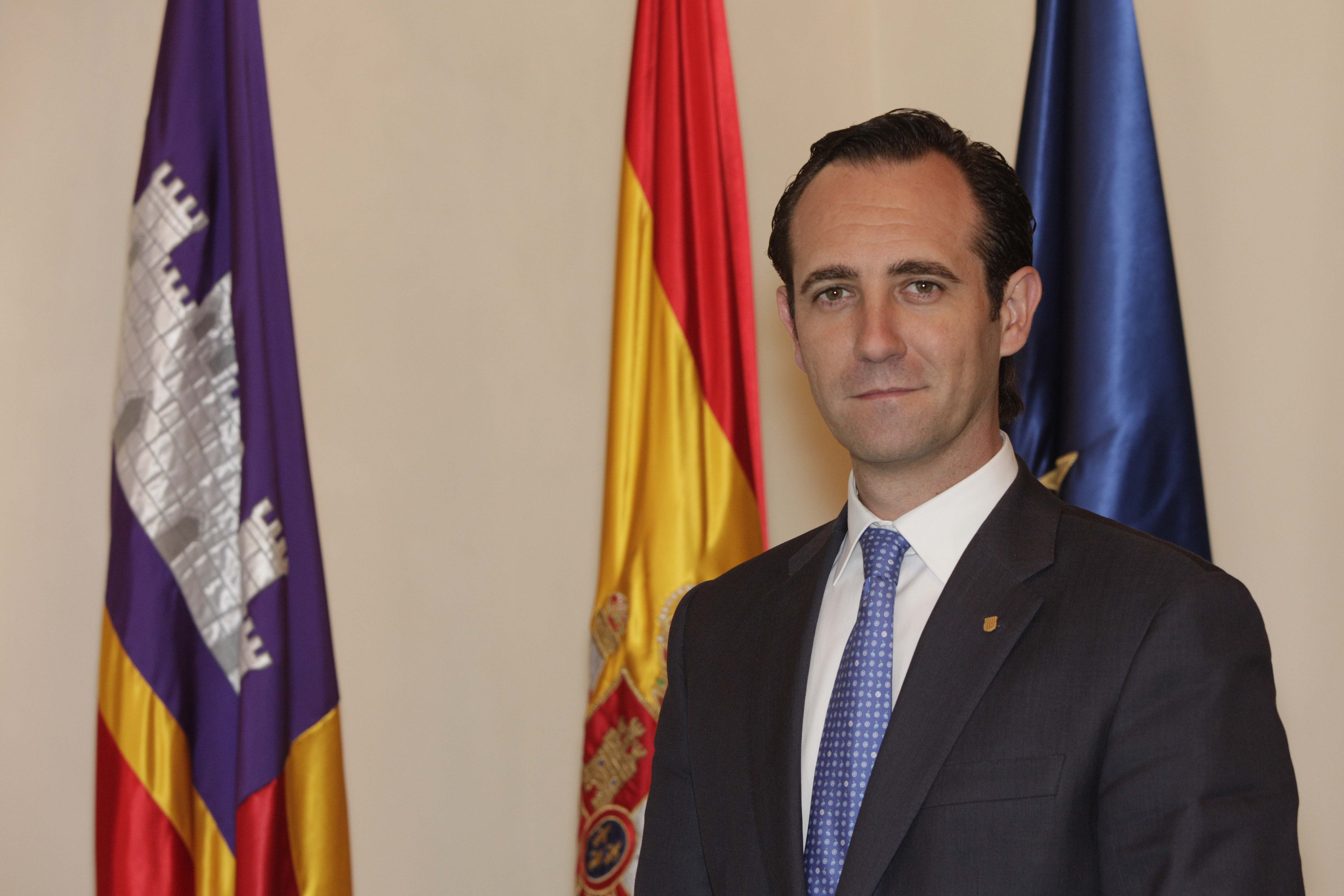
José Ramón Bauzà.

A les eleccions balears i locals del 22 de maig de 2011 el PP de les Illes Balears assolí la majoria absoluta. Va ser investit president José Ramón Bauzà Díaz, que va modificar la Llei de la Funció Pública per tal que el català no fos un requisit per a l'accés a l'administració i, sobretot, va afectar l'escola a través de la posada en marxa del TIL (Tractament Integrat de Llengües).

## Població

Mapa municipal de Mallorca.

L'illa té una població censada de 859.289 habitants (2015), de la qual poc menys de la meitat viu a la capital, Palma (405.318). Mallorca és l'illa més poblada de les Balears i la segona illa més poblada d'Espanya, després de Tenerife a les Illes Canàries.
Els municipis que segueixen Palma en població són Calvià (52.451), Manacor (40.873), Inca (29.966), Llucmajor (36.959), Marratxí (34.385), Alcúdia (19.243), Felanitx (18.482) i Pollença (16.114) (dades de l'INE, de l'1 de gener de 2011). L'àrea metropolitana de la capital —que s'estén pels municipis de Palma, Calvià, Marratxí i Llucmajor, situats a la Badia de Palma— té més de 500.000 habitants. En canvi, el municipi menys poblat és el d'Escorca (284), situat a la Serra de Tramuntana. L'illa rep, anualment, a causa del turisme com a principal activitat dins l'illa, uns 12 milions de visitants; això fa que a l'estiu la població dels municipis turístics es multipliqui (en temporada alta es pot arribar a duplicar). Destaca, igualment, un elevat nombre d'estrangers residents.

## Economia

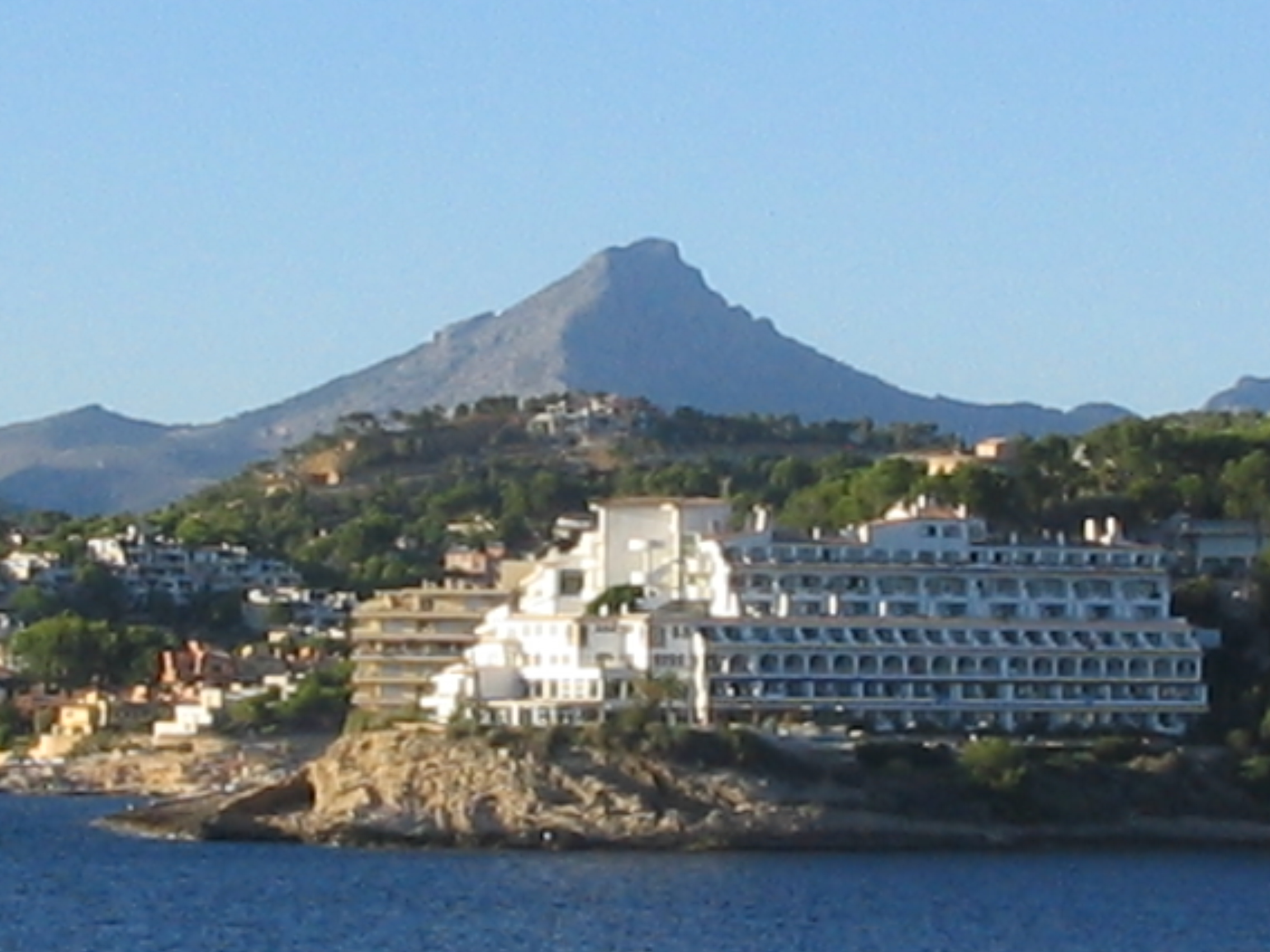
Vista de la badia de Santa Ponça amb el Puig de Galatzó al fons.

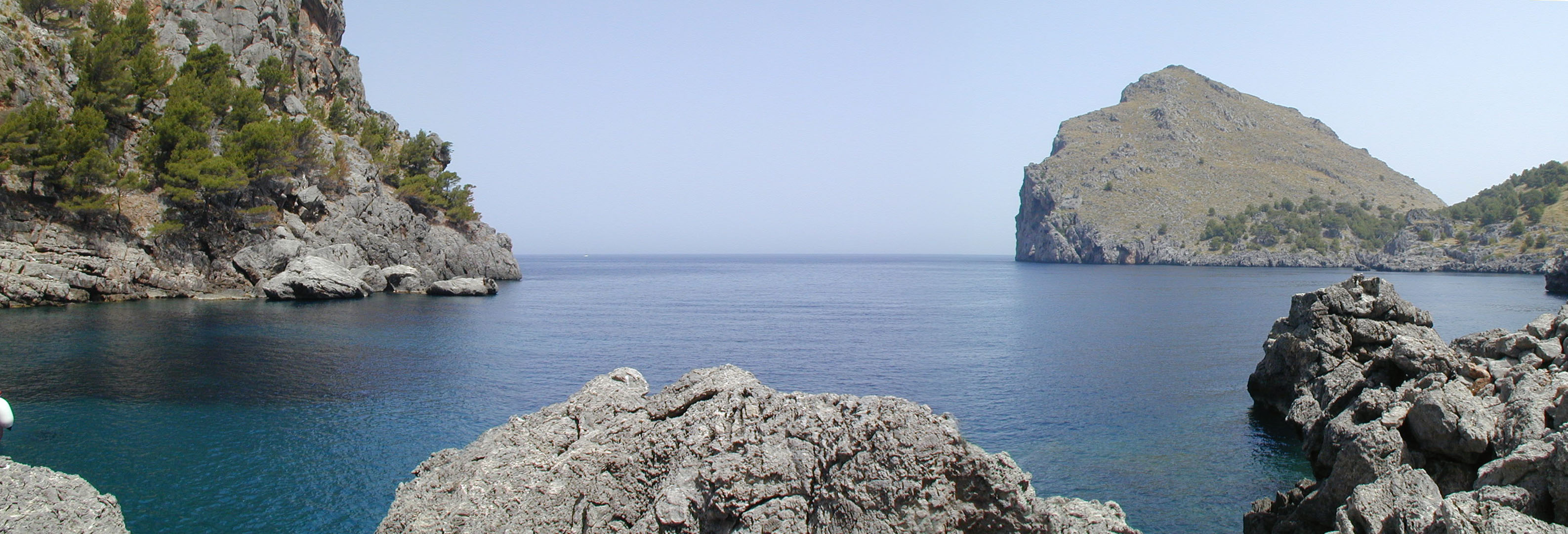
Cala de la costa occidental de Mallorca (la Calobra).

Els dos principals motors de l'economia són el turisme i la construcció, que han relegat a un segon pla la indústria (pell, calçat, mobles, ceràmica, perles, joieria, bijuteria), i al sector primari (agricultura, ramaderia, pesca, mineria); si bé les administracions locals s'esforcen, últimament, per diversificar l'economia mallorquina potenciant altres sectors. En aquest sentit, les indústries mallorquines d'hostaleria es troben entre les primeres d'Espanya i, fins i tot, del món sencer. Les localitats que concentren un nombre més gran de turistes es troben en el terme municipal de Calvià (la comarca del pariatge) —concretament a la localitat turística de Magaluf— i li segueix la part de la platja de Palma coneguda com l'Arenal i la zona d'Alcúdia. Els darrers anys, moltes de les antigues possessions mallorquines han estat reconvertides en establiments hotelers de turisme rural, com és el cas de Son Boronat (on podem apreciar-hi un sistema de canals àrab i la veritable torre de defensa de la finca, que data del segle xiv]). Encara que moltes altres, com la Porrassa, continuen amb una petita activitat agrícola i com a mansió d'habitatge dels seus propietaris.
Una de les badies de l'illa amb un cert renom internacional es troba a Portals Vells, amb la cala del Mag, que deu el seu nom a una pel·lícula que es va filmar allà mateix, el 1967, amb Anthony Quinn, Candice Bergen i Michael Caine. En principi, la pel·lícula havia de ser rodada a Grècia, però el cop d'estat ocorregut allí va fer que la productora mudés l'escenari i el nou lloc escollit fos Mallorca. Les crítiques cinematogràfiques es desfeien amb elogis cap al preciós lloc de l'Egeu, fins que un emigrant mallorquí va escriure a les publicacions per demostrar-los que en realitat es tractava d'una platja mallorquina i no d'un lloc de Grècia.
Nombre de visites turístiques per país d'origen
| Rang | País o territori | 2013      | 2012      | 2011      | 2010      |
| ---- | ---------------- | --------- | --------- | --------- | --------- |
| 1    | Alemanya         | 3.710.313 | 3.450.687 | 3.308.604 | 2.224.709 |
| 2    | Regne Unit       | 2.105.981 | 1.986.354 | 1.898.838 | 1.324.294 |
| 3    | Resta d' Espanya | 985.557   | 1.192.033 | 1.195.822 | 759.825   |
| 4    | Països nòrdics   | 758.637   | 668.328   | 572.041   | 387.875   |
| 5    | Benelux          | 363.911   | 360.973   | 368.930   | 284.845   |
| 6    | França           | 337.891   | 349.712   | 316.124   | 187.589   |
| 7    | Suïssa           | 312.491   | 292.226   | 280.401   | 188.826   |
| 8    | Àustria          | 160.890   | 138.287   | 181.993   | 107.991   |
| 9    | Itàlia           | 154.227   | 173.680   | 200.851   | 135.535   |
| 10   | Irlanda          | 104.827   | 115.164   | 158.646   | 68.456    |

## Clima
El clima mallorquí és típicament mediterrani, amb temperatures altes a l'estiu —que superen els 30 °C— i moderadament baixes a l'hivern (rarament inferiors als 5 °C). Les nevades són habituals a l'hivern als cims més alts de la Serra de Tramuntana, però excepcionals al pla i a la capital. Es tracta d'una illa i, per tant, el nivell d'humitat és molt alt.

## Orografia

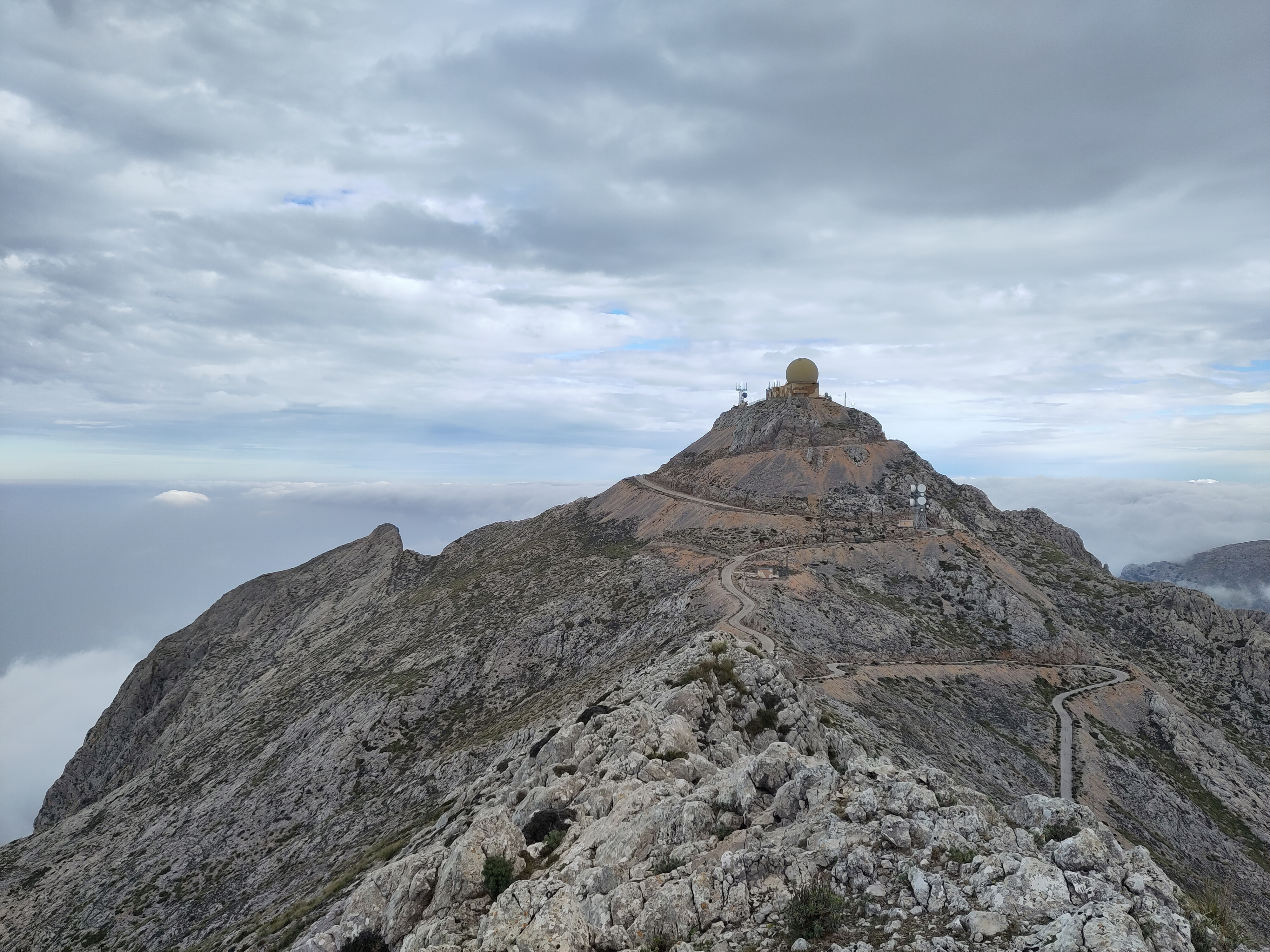
El Puig Major, la muntanya més alta de l'illa.

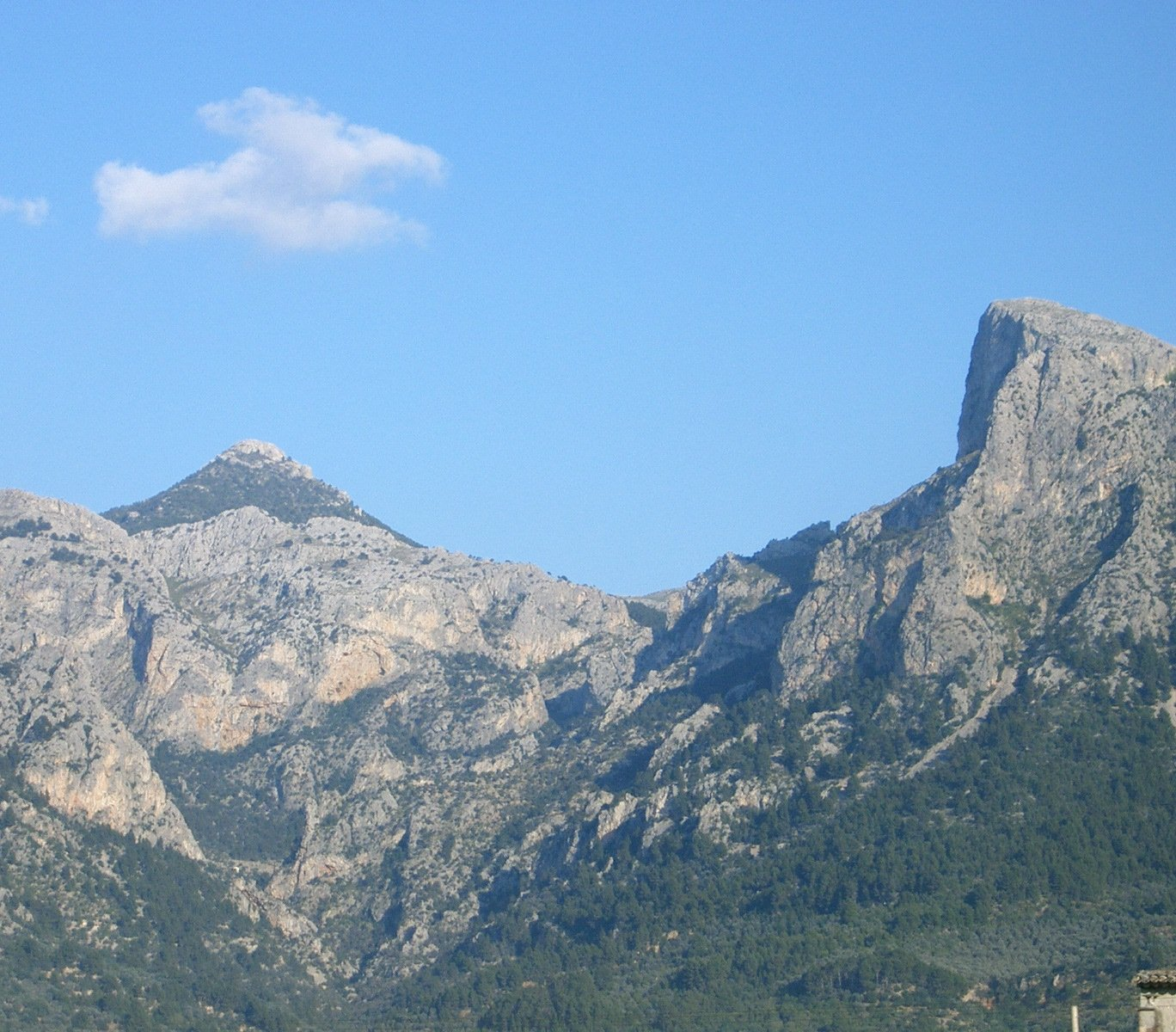
El Puig de l'Ofre i els Cornadors.

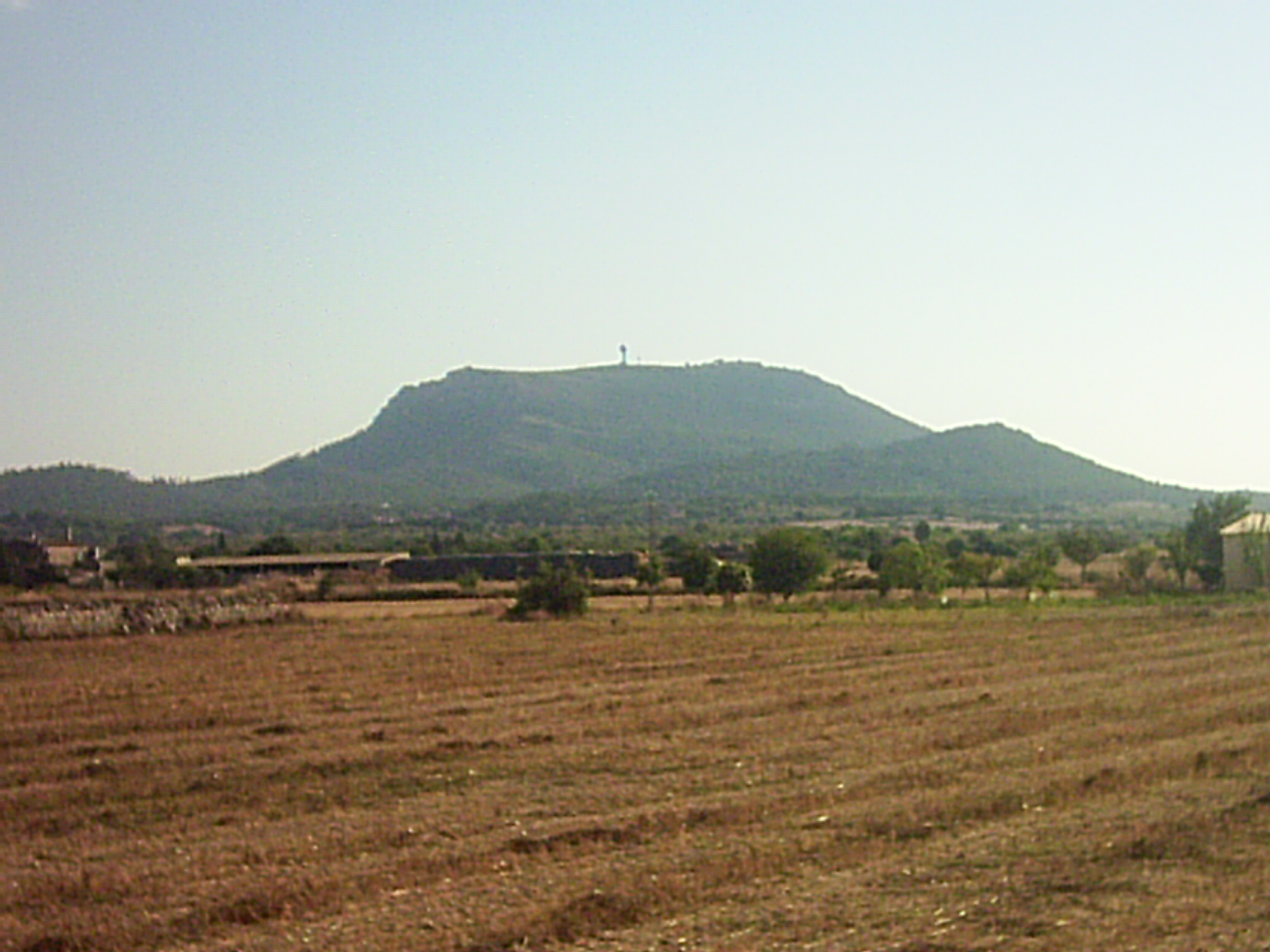
El Puig de Randa.

Mallorca presenta dues serres: la Serra de Tramuntana, amb muntanyes més altes; i les Serres de Llevant, d'altures més modestes. A més, s'hi compten altres cims menors fora d'aquestes dues serralades.

### Serra de Tramuntana
- Puig Major (1.445 m).
- Puig de Massanella (1.364 m).
- Puig Tomir (1.102 m).
- Puig de l'Ofre (1.090 m).
- Puig de Galatzó (1.027 m).
- Serra d'Alfàbia (1.069).
- Puig del Teix (1.064 m).
- Puig dels Tossals Verds (1.115).

### Serres de Llevant
- Puig de Sant Salvador (510 m).
- Bec de Ferrutx (519 m).
- Puig de Morell (562 m).

### Altres
Hom pot destacar el massís de Randa, amb el Puig de Randa (543 m) i el Puig de Galdent (420 m).

## Biodiversitat
La insularitat ha exercit una gran influència sobre la flora i fauna de Mallorca; i s'han generat, així, nombrosos endemismes, tant d'organismes vivents com d'extints.

## Comarques de Mallorca
Les comarques mallorquines no tenen reconeixement legal. La distribució actual, que consta de 6 comarques, fou proposada per Ferran Dídac Lluch i Dubon. La primera comarcalització de Mallorca —encara aproximativa i dividida en cinc unitats— fou avançada per Vicenç M. Rosselló i Verger, el 1964, i modificada per Bartomeu Barceló i Pons, el 1968, amb set comarques:
- Palma (la capital de Mallorca).
- Pla de Mallorca.
- Serra de Tramuntana.
- Raiguer.
- Migjorn.
- Llevant.

Vegeu la llista de municipis de les Illes Balears.

## Mancomunitats de Mallorca
Les mancomunitats de Mallorca són Pla de Mallorca, des Raiguer, Tramuntana, Nord i des Migjorn.

## Comunicacions i mitjans de transport

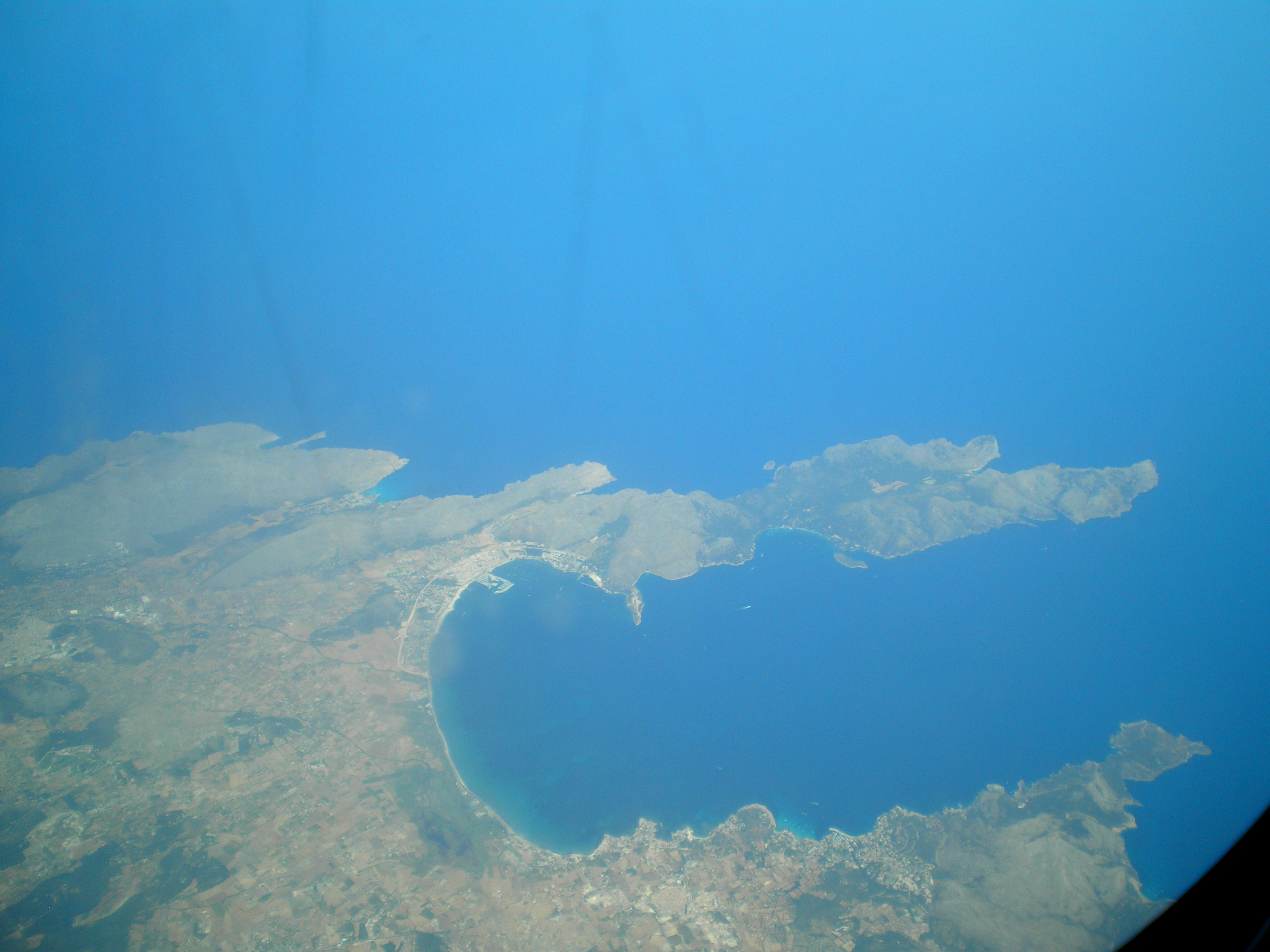
Cap de Formentor.

### Avió
El principal mitjà per arribar a Mallorca és l'avió. Des de l'Aeroport de Palma hi ha vols regulars amb les capitals de les altres illes (Eivissa i Menorca), algunes ciutats peninsulars (Barcelona, València, Madrid, Alacant, Bilbao, etc.) i amb moltes ciutats europees, principalment del Regne Unit i Alemanya. L'Aeroport de Palma és el tercer d'Espanya per trànsit de passatgers.
A més de l'aeroport internacional, també hi ha el petit Aeroport de Son Bonet, utilitzat per avionetes, petits avions particulars i helicòpters. Aquest aeroport és la base dels mitjans aeris contra-incendis (avions i helicòpters) de l'illa.

### Vaixell
A més de l'avió, també és possible viatjar en vaixell a València o Dénia, des del port de Palma; i a Barcelona, des del port de Palma i el d'Alcúdia; així com a la ciutat francesa de Seta, un cop a la setmana des del port de Sóller. Les companyies que operen les esmentades rutes cap al País Valencià i la ciutat de Barcelona són Baleària, Trasmediterranea i GNV. El vaixell permet el viatge amb automòbil.
El vaixell i l'avió són els mitjans de transport d'interconnexió entre les illes. En el primer cas fan les rutes les mateixes companyies indicades.

### Xarxa de carreteres i autovies
Mallorca té una àmplia xarxa de carreteres. Entre els anys 1965 i 2000, es van construir una sèrie d'autovies que comuniquen la capital amb les principals localitats i comarques de l'illa. A més d'autovies, té nombroses vies secundàries de connexió intercomarcal i local, moltes de les quals han estat rehabilitades i millorades en els últims anys.

### Ferrocarril
Ferrocarril de Sóller

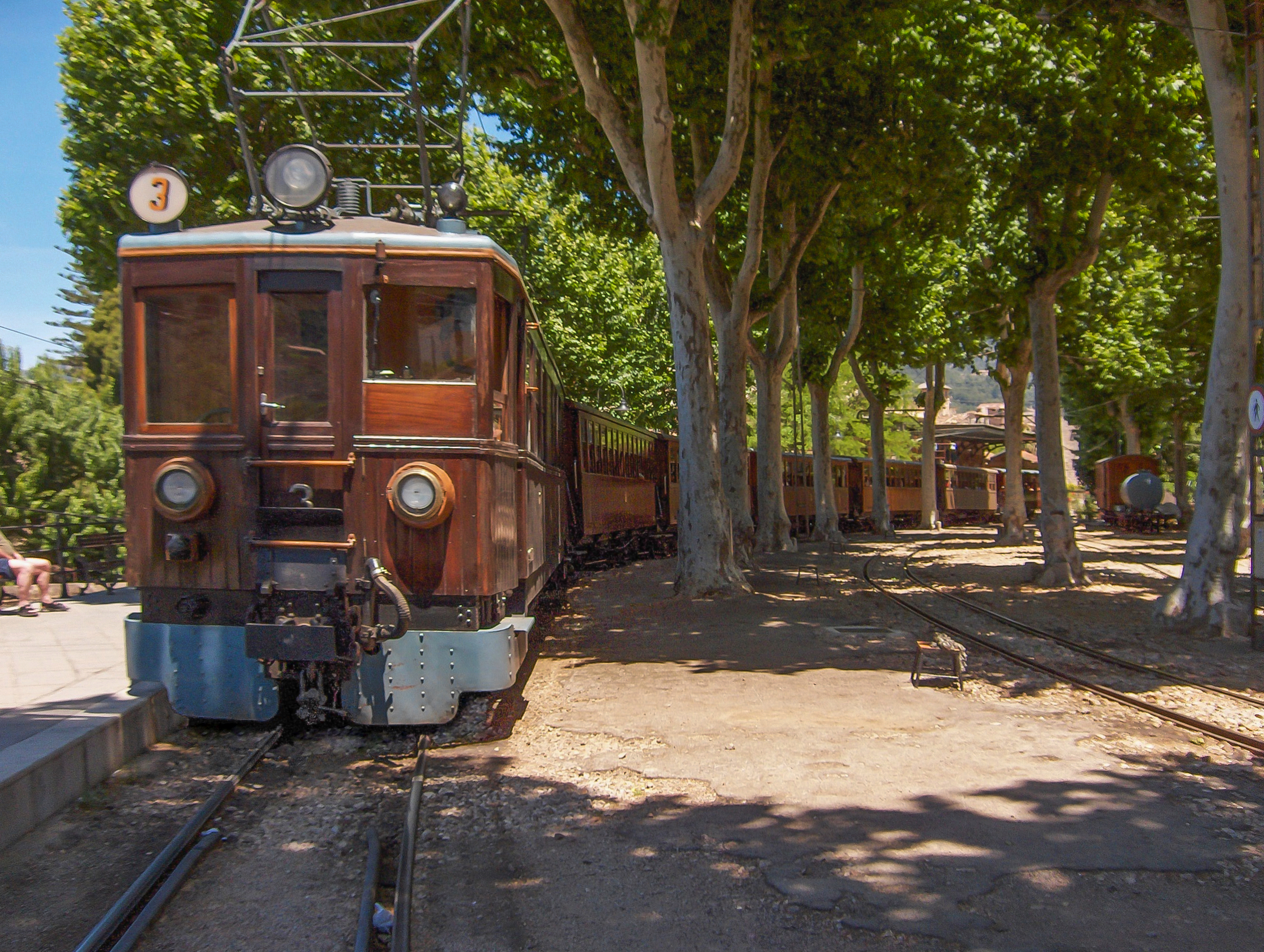
Tren de Sóller.

L'illa té dues xarxes de ferrocarrils:
- La xarxa principal, operada avui dia per l'empresa pública Serveis Ferroviaris de Mallorca, ha suposat un ressorgiment en l'antiga xarxa de ferrocarrils explotada per FEVE fins al 1994, que va estar en el seu dia a punt de desaparèixer. Les repetides peticions de la ciutadania mallorquina a les autoritats van aconseguir que es tornés a apostar fermament pel transport ferroviari. Des d'aleshores, s'ha electrificat el tram Palma-Enllaç; i, actualment, es treballa en la progressiva reobertura de ramals tancats a la segona meitat del segle xx. SFM també gestiona el Metro de Palma, obert el 2007 i que connecta el centre de la ciutat amb la Universitat de les Illes Balears.

- El Ferrocarril de Sóller, construït el 1912, i que suposa un atractiu turístic. Connecta el centre de Palma amb el municipi de Sóller.

Mallorca és l'únic territori insular espanyol que té ferrocarril interurbà.

## Llengua
El català és la llengua històrica i pròpia de Mallorca, dels mallorquins i les mallorquines. La llengua catalana arriba a l'illa amb la Conquesta de Mallorca, comandada pel rei Jaume I, el 31 de desembre de 1229; i s'hi estén, per mitjà dels pagesos de l'Empordà i el Rosselló, que la repoblen a partir de l'any 1236.
El català de Mallorca forma part del bloc oriental, concretament del dialecte balear (o català insular) i el subdialecte mallorquí. Hi ha alguns parlars locals amb una personalitat prou acusada, com el pollencí o el solleric.

## Arquitectura

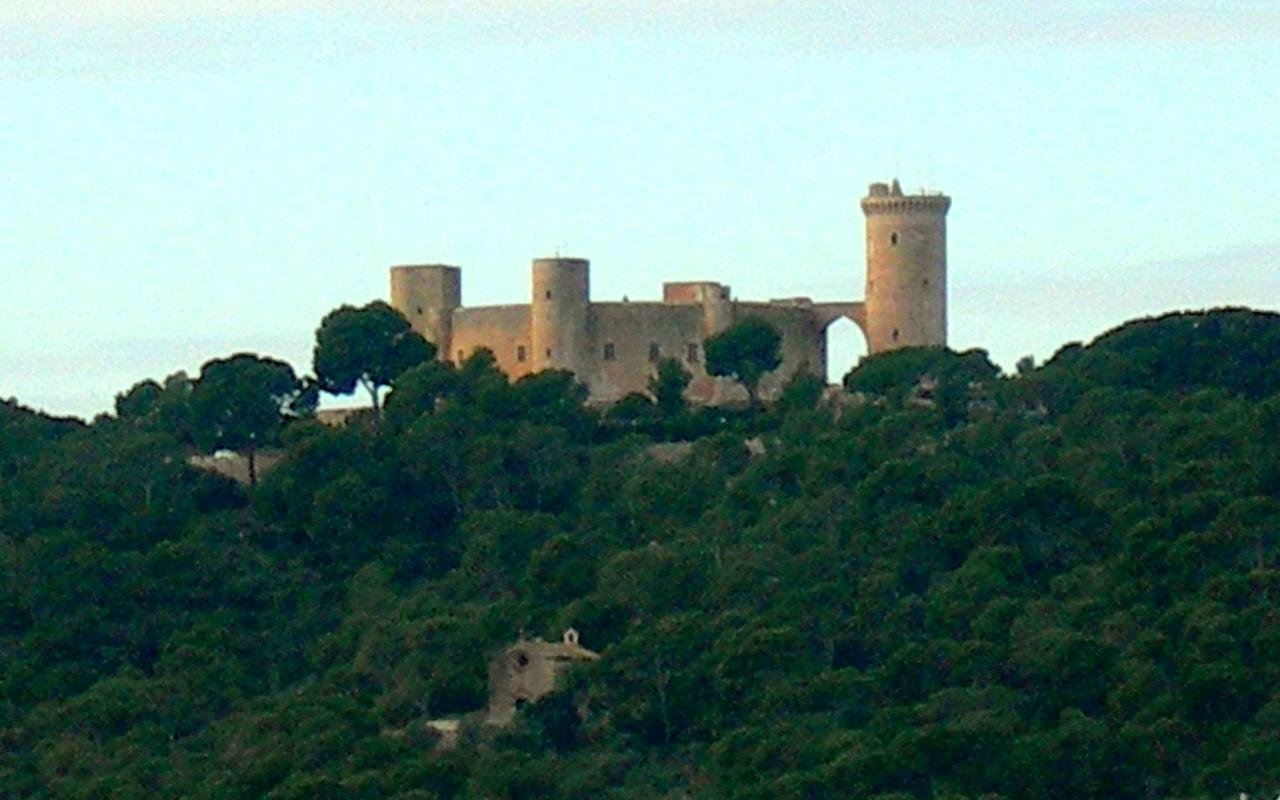
El castell de Bellver des del llevant.

- El castell de Bellver és una de les figures arquitectòniques més representatives de l'illa, atès que és un dels tres únics castells europeus de planta circular. Recentment s'han habilitat les coves que hi havia al bosc que envolta el castell —i al qual pertanyen—, i també es poden visitar.
- La Catedral de Santa Maria de Palma, famosa perquè conté una de les rosasses més grans de l'estil gòtic llevantí, que ha arribat a ser coneguda per l'Ull del gòtic.
- El Monestir de Lluc, lloc de pelegrinatge per excel·lència de l'illa, per visitar-hi la Mare de Déu de Lluc (patrona de Mallorca).
- El passeig de Calvià, considerat el pulmó verd del municipi, amb un recorregut de 32 quilòmetres.
- El Castell de Bendinat, construït al segle xix pel marquès de la Romana.

## Gastronomia

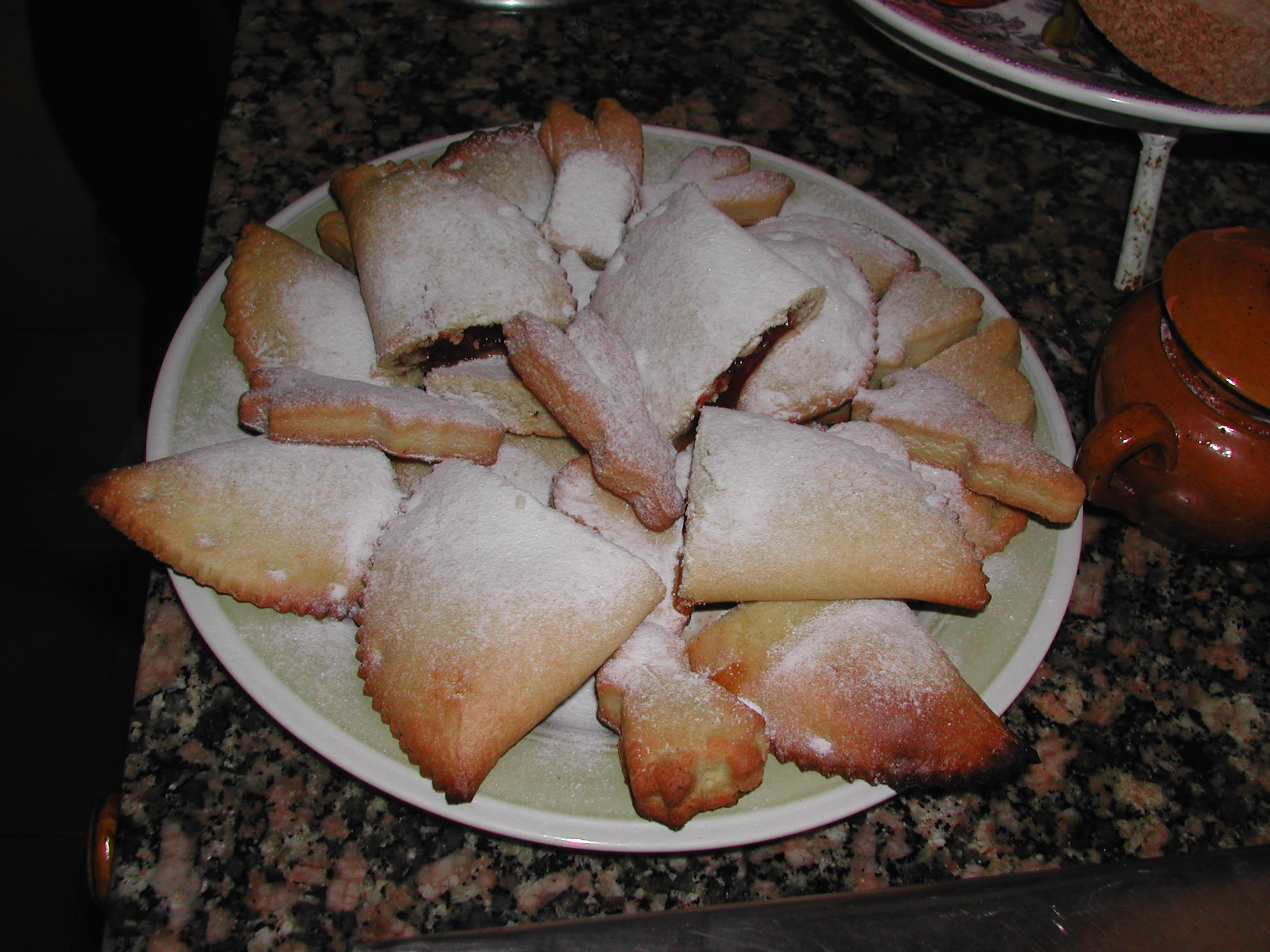
Rubiols cuits.

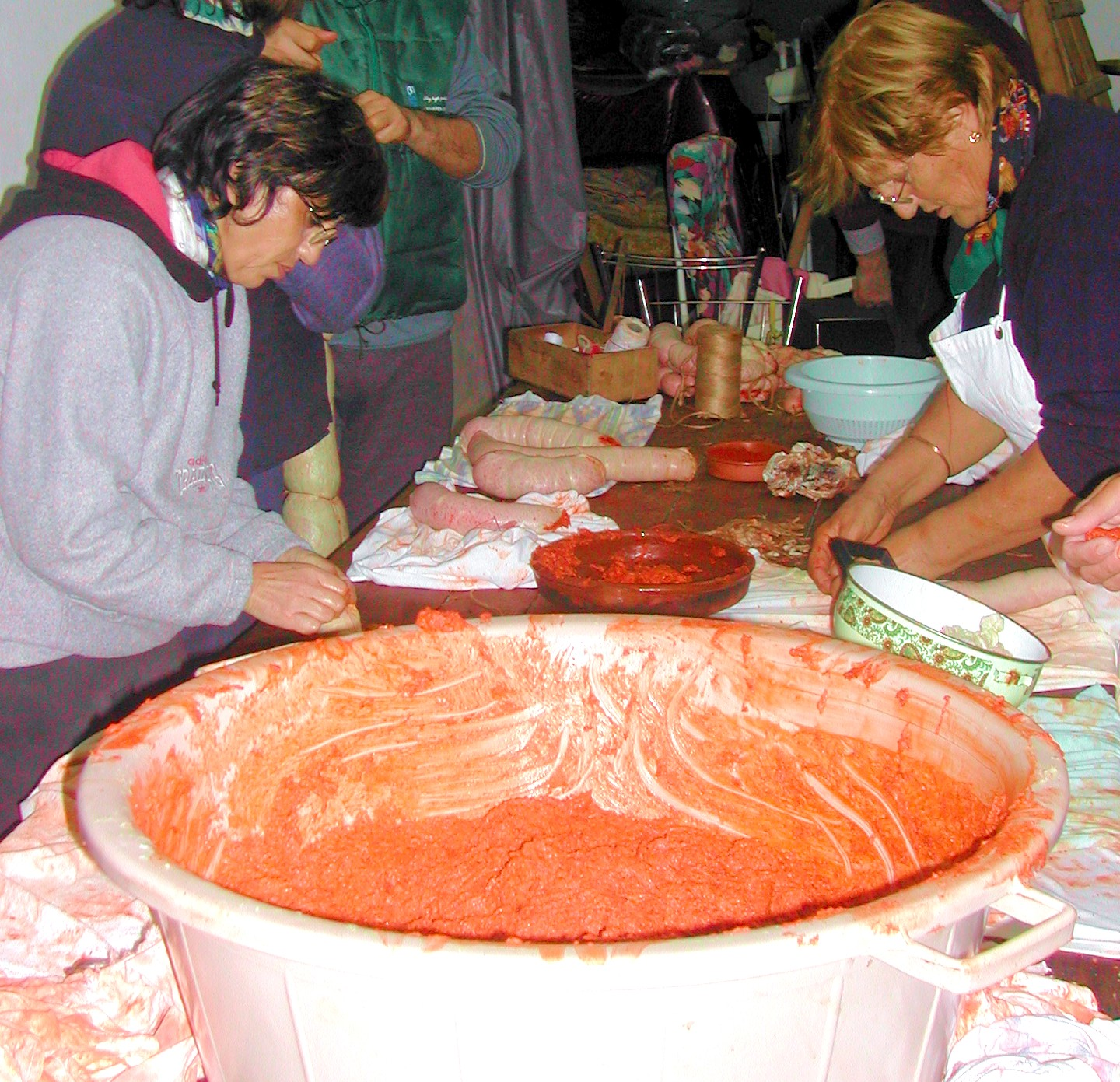
Preparació de sobrassada el dia de les matances.

Mallorca és una illa dividida en tres parts: la serra de Tramuntana, la serra de Llevant i la plana, enmig. El conreu d'hortalisses i cereals i la cria de porcs a l'interior es complementa amb la pesca de la costa. Les matances són molt importants a l'illa, perquè s'aprofita tot el porc per elaborar una bona varietat d'embotits i, per descomptat, per fer el saïm o llard de l'ensaïmada. La gastronomia de l'illa es basa, per tant, en el porc —però també el bestiar oví i l'aviram—, les hortalisses, el peix i el marisc.
Un dels plats més populars és el frit, que és una menja composta de trossos fregits de carn, freixura, fetge i sang cuita de porc amb patates i pebrot vermell. També cal esmentar les sopes (plat fet amb pa tallat a llesquetes fines i verdures de temporada, escaldat amb brou), el tombet (o tumbet, guisat de patates, pebrots vermells i albergínies, tot fregit i col·locat per capes, tapat amb salsa de tomàtiga), els escaldums (plat de carn, habitualment d'aviram, amb patates, sofregit i una salsa d'ametlles o pinyons), l'aguiat de pilotes i les albergínies farcides (normalment de carn, però també poden ser farcides de trempó). Hi ha diverses maneres de preparar l'arròs, però el més típic és l'arròs brut (arròs guisat amb tallades de carn, tords i esclata-sangs); també es fa l'arròs sec (un plat molt semblant a la paella valenciana) o l'arròs pobler —típic del municipi de sa Pobla. El pa amb oli, sopar habitual, és un dels plats més comuns de l'illa. L'embotit també és un dels principals elements de la gastronomia de Mallorca: sobrassada, botifarró, camallot i blanquet, entre d'altres.
En àpats i trobades generalment familiars és típic fer porcella rostida, amb patates tallades a cantons i condimentades amb herbes. També són típics el be al forn i el peix al forn. L'amanida d'estiu més típica és el trempó; i es fa amb tomàtiga, ceba i pebrot tendre.
- Rebosteria i pastes

El dolç per excel·lència és l'ensaïmada, que se sol menjar per esmorzar o berenar. També se'n fan de grosses, que en aquest cas poden ser llises o farcides (de cabell d'àngel, crema, nata, xocolata, torró…). L'ensaïmada de tallades (amb sobrassada i carabassat per damunt) és típica del temps de Carnestoltes; i la d'albercocs, a l'estiu. Per setmana santa són essencials les panades, farcides de be o mussola, encara que la resta de l'any solen ser, també, de porc amb pèsols i sobrassada. Poden estar fetes de pasta dolça (típic de les classes altes de Palma) o salada, malgrat que són més habituals les de pasta salada. També són típics els crespells, els rubiols —farcits tradicionalment de brossat, de cabell d'àngel o de confitura— i els sospiros a Manacor. Durant tot l'any, és molt habitual l'anomenada coca de verdura (feta d'espinacs, bledes i tomàtiga, amb alls i julivert), la coca de trempó o la coca de pebrots torrats (pebrots vermells escalivats), al costat dels cocarrois (semblants a una panada, però amb forma de cresta, i farcits de bleda, coliflor, panses i pinyons).
- Vins

En els darrers anys, els vins mallorquins han tingut bona acollida en altres parts dels Països Catalans, Espanya i Europa. Mallorca té dues denominacions d'origen, DO Binissalem i DO Pla i Llevant, i una indicació geogràfica, Vi de la Terra Mallorca. Destaquen els vins elaborats amb les varietats autòctones de raïm callet i manto negre, en el cas del vi negre; i amb les varietats moll (també anomenada premsal blanc o xarel·lo), giró ros o malvasia de Banyalbufar, en el cas del vi blanc.

## Mallorquins i mallorquines il·lustres
Ordenats cronològicament per data de naixement:
- Beat Ramon Llull: escriptor, filòsof, místic, científic, teòleg i missioner.
- Guillem Cabrit i Guillem Bassa: cavallers del Regne de Mallorca, venerats com a sants.
- Rei Jaume II de Mallorca.
- Rei Sanç I de Mallorca.
- Rei Jaume III de Mallorca.
- Rei Jaume IV de Mallorca.
- Cresques Abraham: cartògraf.
- Reina Elisabet de Mallorca.
- Jafudà Cresques: cartògraf.
- Anselm Turmeda: escriptor i teòleg.
- Vicenç Mut i Armengol: astrònom, historiador i enginyer militar.
- Sant Juníper Serra: missioner a Califòrnia.
- Antoni Barceló i Pont de la Terra: tinent general de l'Armada Espanyola, que el reconeix com a «marí il·lustre».
- Antoni Maria Alcover i Sureda: escriptor, eclesiàstic, lingüista, folklorista i arquitecte.
- Bartomeu Rosselló-Pòrcel: escriptor.
- Guillem Timoner: ciclista professional.
- Rafael Nadal: tennista professional.